# Église Saint-Nicolas de Raray
L'église Saint-Nicolas est une église catholique paroissiale située à Raray, dans l'Oise, en France. C'est un petit édifice d'un style gothique flamboyant assez pur, qui a été bâti probablement au cours des années 1520 / 1530. Ses parties orientales réutilisent des structures plus anciennes, et le clocher en bâtière, ainsi que la voûte de la chapelle Saint-Joseph au rez-de-chaussée, remontent au milieu du XIIe siècle. Tant à l'extérieur qu'à l'intérieur, l'architecture est soignée, ce qui se traduit notamment par le décor abondant du portail occidental, les piliers ondulés, la modénature complexe et les réseaux flamboyants aux lancettes à têtes trilobées, surmontées de soufflets et mouchettes. Toutes les travées sont voûtées d'ogives. L'église a bénéficié d'une restauration complète à la fin du XIXe et au début du XXe siècle, et été classée monument historique par arrêté du 28 novembre 1921. Elle se trouve aujourd'hui dans un bon état de conservation. Raray est aujourd'hui affilié à la paroisse Saint-Rieul de Senlis. L'église Saint-Nicolas accueille des messes certains dimanches entre mars et octobre.

## Localisation

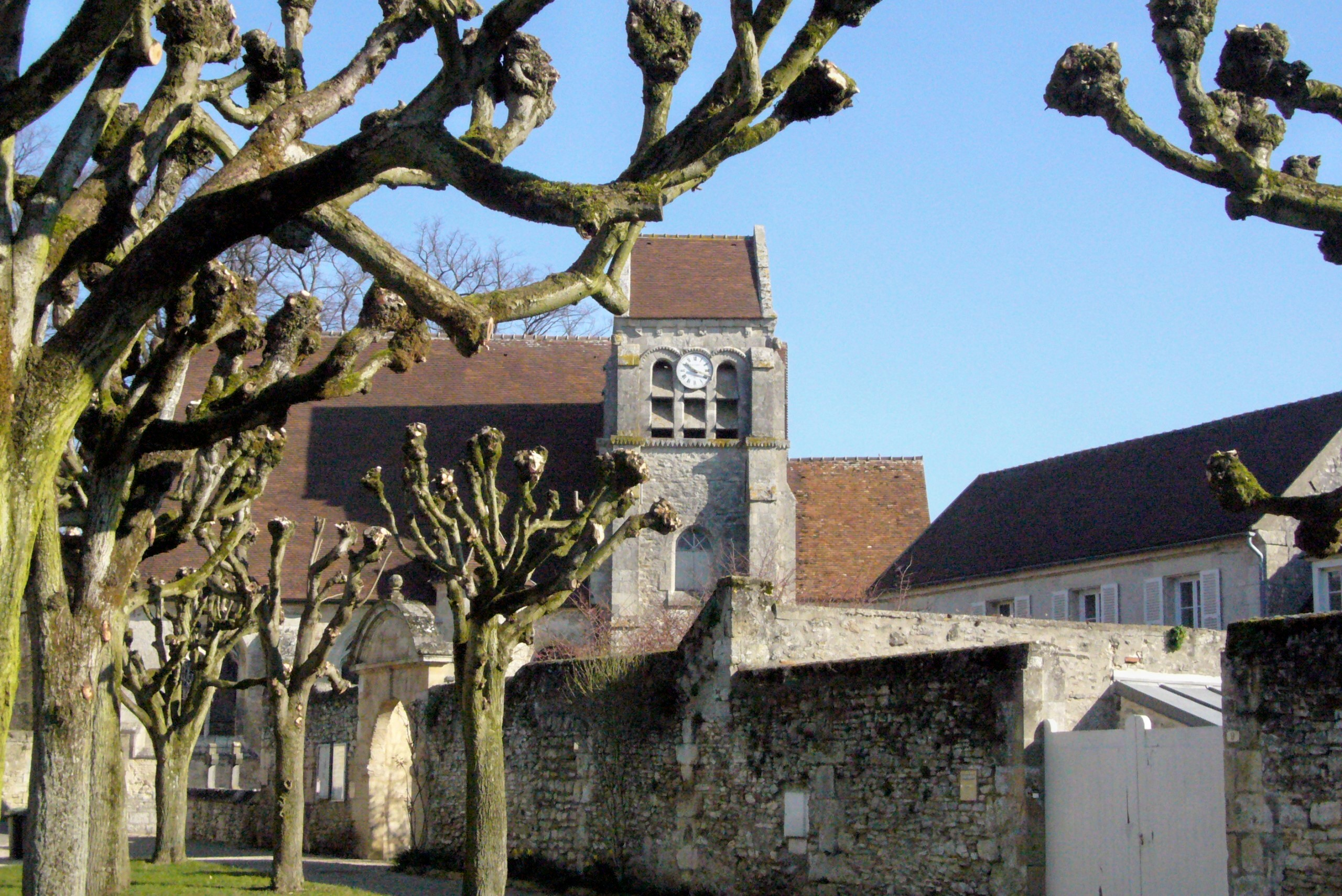
Approche depuis le sud.

L'église Saint-Nicolas se situe en France, en région Hauts-de-France et dans le département de l'Oise, dans le Parc naturel régional Oise-Pays de France, sur le plateau du Valois entre Senlis et Verberie, sur la commune de Raray, à l'extrémité nord-ouest du village, coincée dans l'angle de la rue Nicolas-de-Lancy (RD 26). Sur toute sa longueur, à gauche en arrivant depuis le sud, celle-ci est délimitée par le mur d'enceinte du domaine du château de Raray, dont la plupart des composants sont classés ou inscrits monument historique. La rue passe devant la façade occidentale de l'église, puis arrive face au mur qui dissimule la cour d'honneur du château, et dévie vers l'est, en s'éloignant successivement de l'élévation septentrionale de l'église. L'église est toute proche du château, que les hauts murs de clôture ne permettent toutefois pas d'apercevoir. Ils empêchent aussi de contempler la façade occidentale de l'église en prenant du recul. En revanche, les trois autres élévations de l'église sont bien dégagées, grâce au cimetière qui l'entoure. On aperçoit aussi le chevet de l'église depuis la rue du Son, qui borde le cimetière à l'est. La maison qui jouxte l'église au sud est la mairie, qui n'est autre que l'ancien presbytère, dont le portail datant de 1621 est inscrit aux monuments historiques par arrêté du 15 avril 1988.

## Historique

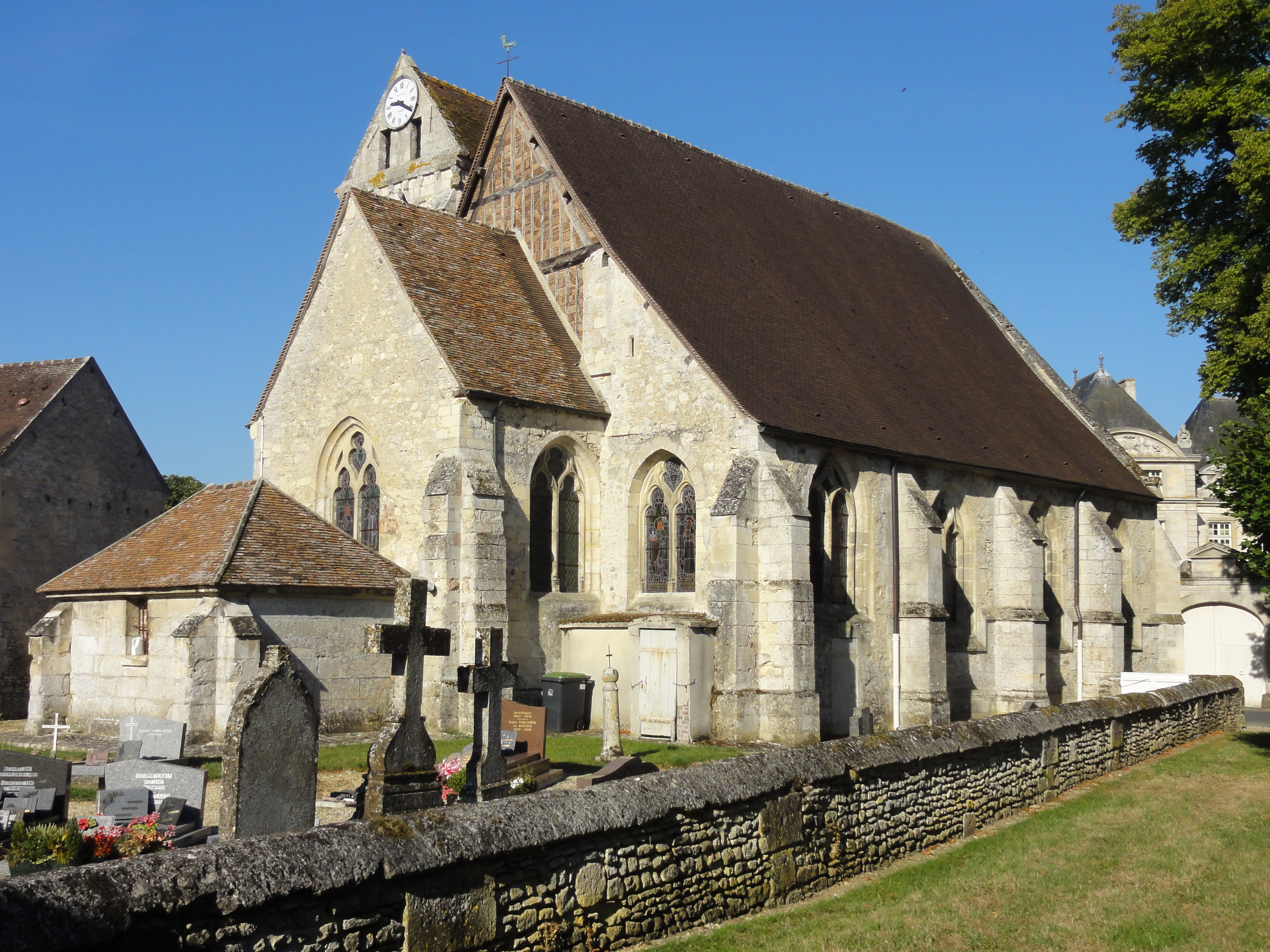
Vue depuis le nord-est.

L'église est dédiée à saint Nicolas. Sa fondation remonte au moins au milieu du XIIe siècle, époque de laquelle subsistent le clocher actuel et les contreforts du chœur. Le collateur de la cure est le chapitre de la cathédrale Notre-Dame de Senlis, et sous tout l'Ancien Régime, la paroisse relève du diocèse de Senlis, doyenné de Senlis. L'église est presque entièrement reconstruite pendant la première moitié du XVIe siècle, dans le style gothique flamboyant. Il paraît que les travaux s'interrompent après la construction du premier niveau d'élévation, celui des bas-côtés de la nef et des grandes arcades, car le profil des piliers change à ce niveau. L'achèvement intervient sans doute au cours des années 1530, car l'influence de la Renaissance ne se manifeste presque pas, sauf à travers les feuilles d'acanthe de deux clés de voûte, et les chérubins sur plusieurs culs-de-lampe. La niche à statue Renaissance à gauche de l'arc triomphal a été incrustée après coup. Louis Graves mentionne l'autel orné de fresques remarquables, datées de 1609 : cet autel a aujourd'hui disparu.

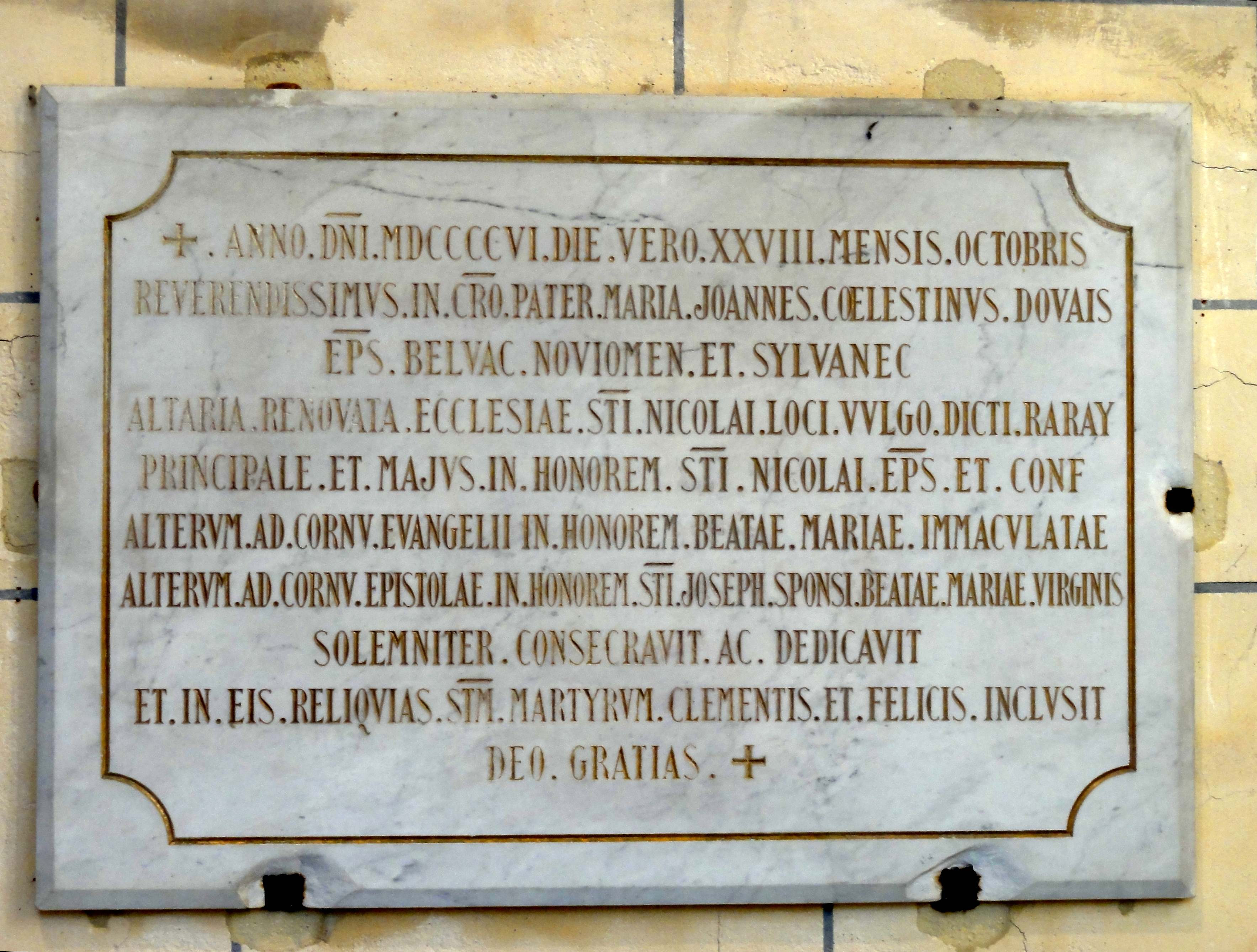
Plaque commémorative de la nouvelle consécration en 1906.

Sous la Révolution française, Raray est rattaché au diocèse de Beauvais à l'instar de l'ensemble des paroisses du département de l'Oise. Le caveau qui renferme les sépultures des barons de Raray est dévasté. Au XIXe siècle, le curé de Raray dessert aussi l'église de Brasseuse. Grâce à la générosité de la famille de La Bédoyère, l'église est entièrement restaurée sous plusieurs campagnes, à la fin du XIXe et au début du XXe siècle. Le millésime de 1892 se lit sur la clé de voûte de la troisième travée de la nef. À l'issue des travaux, les trois autels sont solennellement consacrés et dédicacés à saint Nicolas (maître-autel), à la Vierge Marie (chapelle latérale nord, « du côté de l'évangile ») et à saint Joseph (chapelle latérale sud, « du côté de l'épître »), en date du 28 octobre 1906 par Mgr Marie-Jean-Célestin Douais, évêque de Beauvais, Noyon et Senlis. Selon Dominique Vermand, la restauration est très radicale et trop sèche, et altère l'aspect de l'ensemble. L'église Saint-Nicolas est classée monument historique par arrêté du 28 novembre 1921. Raray n'a depuis longtemps plus de prêtre résident, et forme, au milieu du XXe siècle, un regroupement paroissial avec Rully et Montépilloy. Lors de la définition de quarante-cinq nouvelles paroisses à l’échelle du diocèse en 1996, le regroupement devient une communauté au sein de la paroisse Saint-Rieul de Senlis. Cependant, le père Jean Gégot, prêtre à la retraite résidant au presbytère de Rully depuis 1998, continue de célébrer les messes dominicales, le premier dimanche des mois pairs à 10 h 30. Il décède le 28 août 2019, à l'âge de 91 ans, dans la 68e année de son sacerdoce,. Avec sa disparition, l'église de Raray perd ses derniers offices réguliers. L'église Saint-Nicolas accueille néanmoins des messes certains dimanches entre mars et octobre, et est ouverte chaque premier samedi du mois entre 10 h et midi.

## Description

### Aperçu général

Plan de l'église.

Orientée un peu irrégulièrement, avec une nette déviation de l'axe vers le sud-est du côté du chevet, l'église répond à un plan largement symétrique. Elle se compose d'une nef de trois travées accompagnée de deux bas-côtés ; d'un profond chœur rectangulaire d'une seule travée ; et de deux chapelles latérales du chœur, qui sont moitié moins profondes. Celle du nord est dédiée à la Sainte-Vierge, et celle du sud, à Saint-Joseph. Cette dernière est plus ancienne que le reste de l'église, et constitue en même temps la base du clocher en bâtière. Seule la nef est à deux niveaux d'élévation. L'ensemble de l'église est voûté d'ogives, avec une voûte sexpartite pour le chœur. Comme particularité, la moitié du chœur déborde devant le chevet des bas-côtés, bien que n'étant pas voûtée à part. La sacristie se situe devant le chevet, et une tourelle d'escalier flanque le bas-côté sud. Le caveau seigneurial se situe sous la chapelle de la Vierge. L'on accède à l'église par le portail occidental. Nef et bas-côtés sont recouverts ensemble par une large toiture commune à deux rampants, avec des pignons à l'ouest et à l'est. Le chœur est muni d'un toit indépendant, avec un pignon plus petit à l'est.

### Intérieur

#### Nef

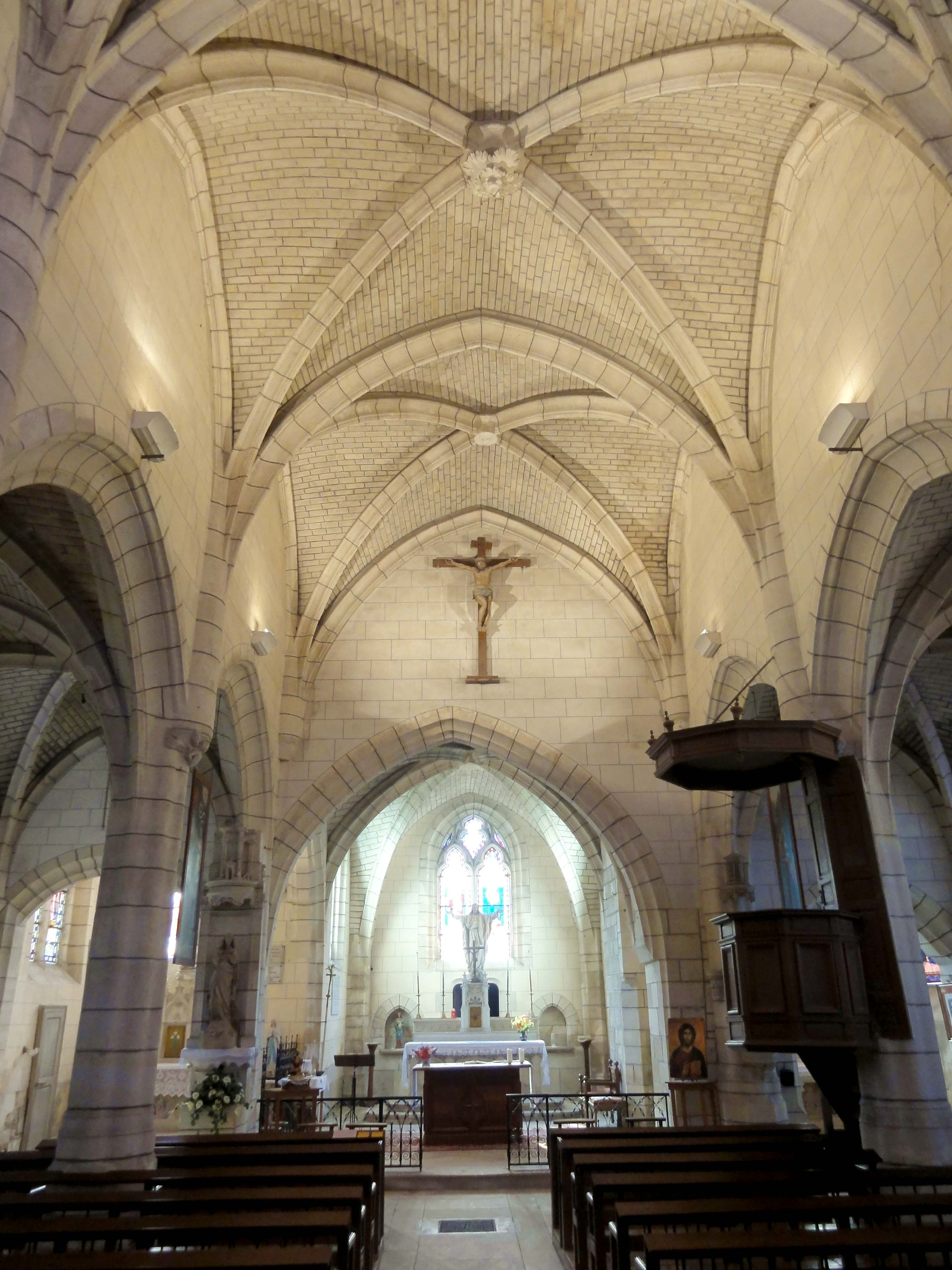
Vue vers l'est.

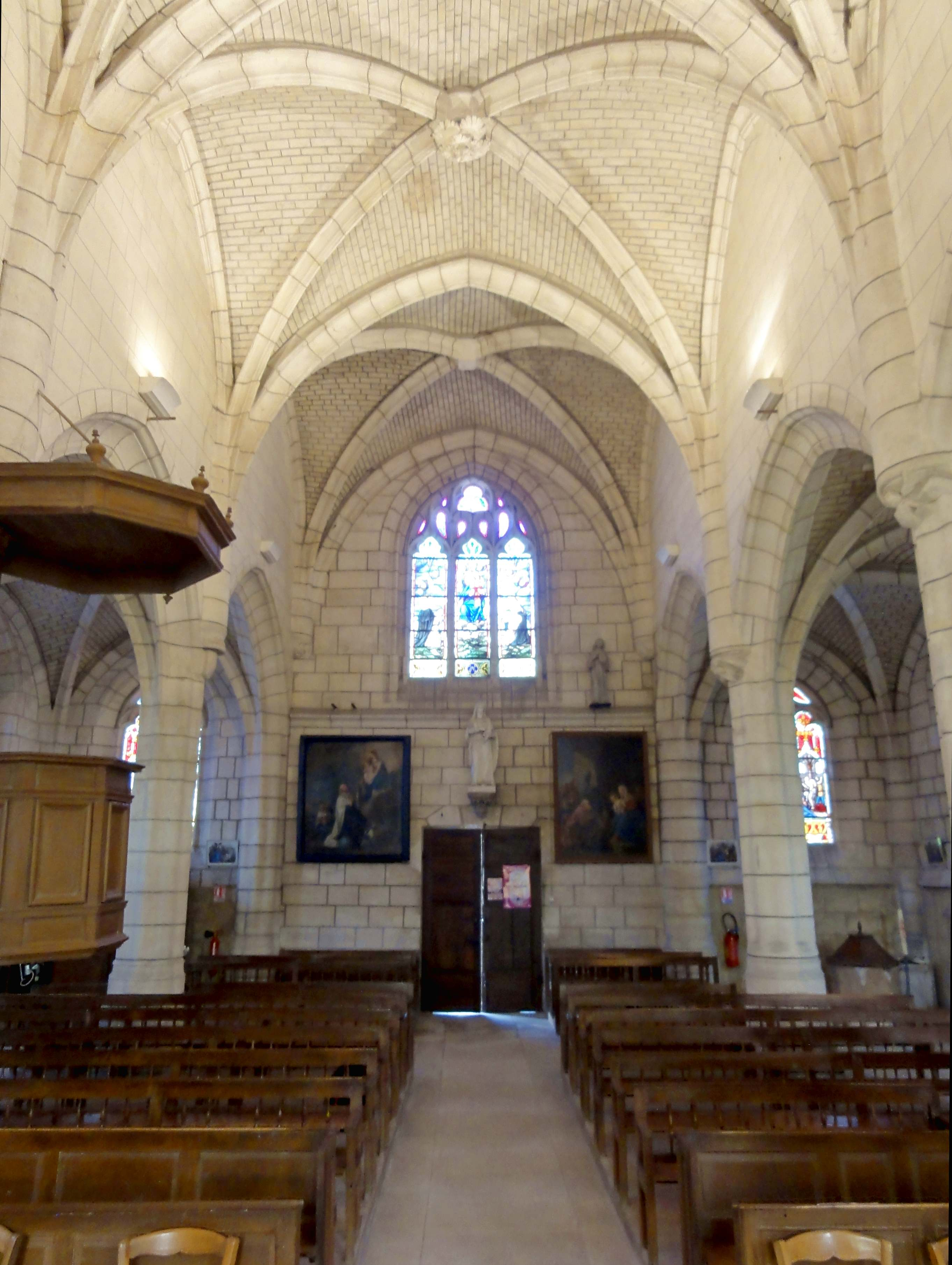
Vue vers l'ouest.

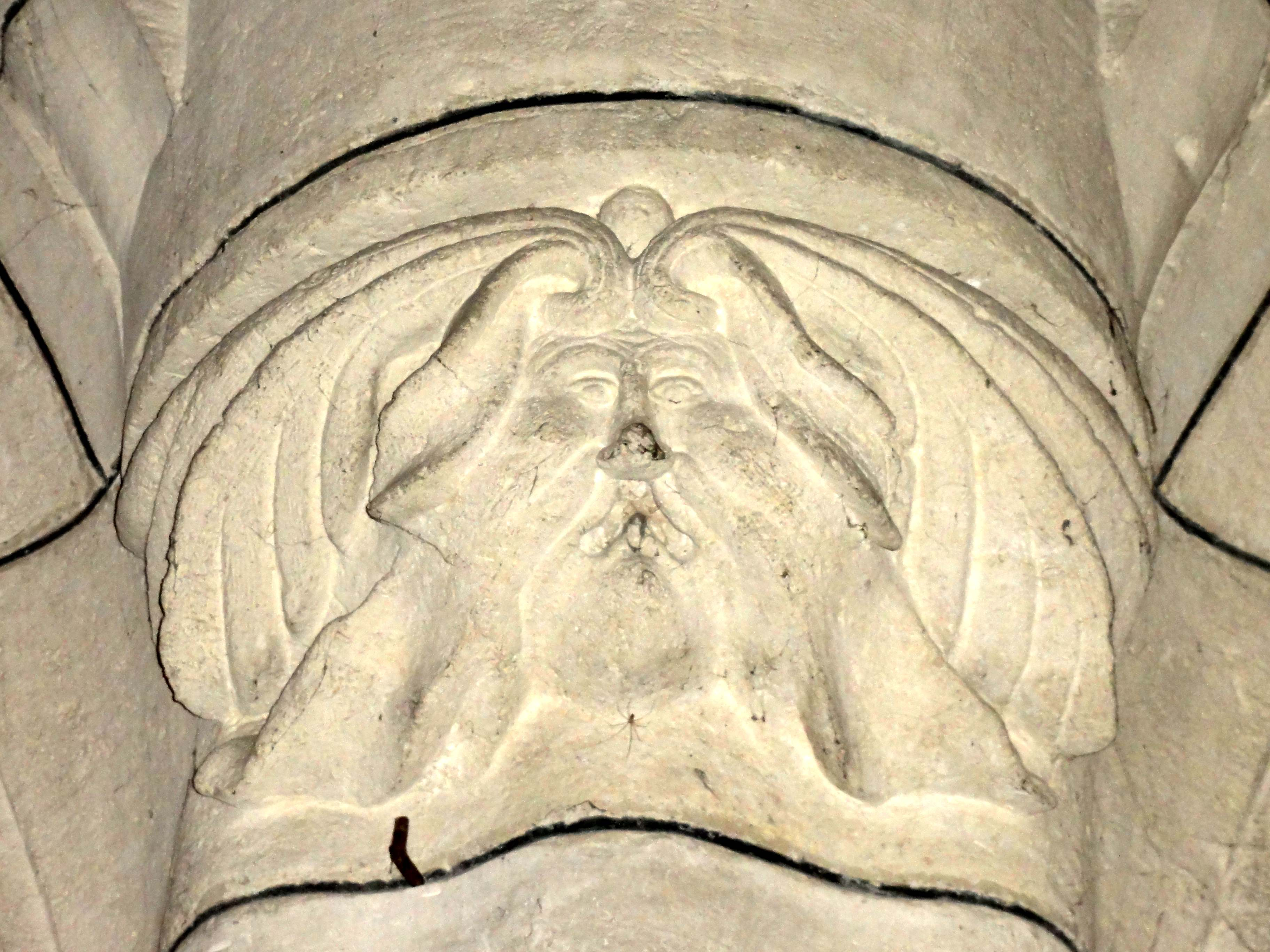
Cul-de-lampe au nord.

Comme c'est la règle pour les églises rurales de la période flamboyante, la nef est aveugle, et ne prend le jour qu'indirectement par les bas-côtés, hormis une grande fenêtre au-dessus du portail occidental. Dans les environs, Baron, Borest, Montagny-Sainte-Félicité, Pont-Sainte-Maxence, Saint-Sauveur, Verberie, Versigny, etc. sont dans le même cas. En l'occurrence, l'étage de murs aveugles au-dessus des grandes arcades représente un peu plus qu'un tiers des élévations latérales, de sorte que la retombée des voûtes s'effectue légèrement au-dessus du sommet des grandes arcades. Ainsi, les élévations latérales sont dominées par les arcades, et la nef ne paraît pas trop sombre. Ses proportions sont encore caractéristiques de la période gothique : les travées sont barlongues, et la hauteur sous le sommet des voûtes est une fois et demi supérieure à la largeur. L'arc brisé règne sur les voûtes, les grandes arcades et les fenêtres. Les clés de voûte affichent un écusson vierge ; une rosace de feuilles d'acanthe ; et un disque portant la date de 1692. Le profil des nervures est prismatique et aigu, et s'inscrit dans la tradition flamboyante. Les ogives affichent un listel devant un étroit méplat de face, et un cavet entre une fine baguette et un listel sur les côtés. Les formerets correspondent à la moitié des ogives, et les arcs-doubleaux sont plus larges que les ogives, mais adoptent le même profil. À l'intersection des travées et dans les quatre angles, les nervures pénètrent dans des fûts cylindriques engagés, comme à Orrouy et au transept de Vineuil-Saint-Firmin. L'usage à la période flamboyante voudrait des ondulations ou renflements moins saillants, et parfois structurés. Comme au niveau du troisième doubleau de Montagny-Sainte-Félicité et au transept de Vineuil-Saint-Firmin, les fûts engagés sont reçus sur des culs-de-lampe au-dessus des piliers des grandes arcades, ce qui rompt la fluidité des lignes, et donne de la lourdeur à l'architecture. Les bagues qui interceptent les supports des voûtes au Mesnil-en-Thelle et à Précy-sur-Oise vont dans le même sens,.
Au nord, les culs-de-lampe sont sculptés d'un homme vert ; et d'un personnage en buste tenant un écusson vierge, coiffé d'un casque ailé. Un phylactère couvert d'écailles est tendu à l'arrière-plan. Au sud, le cul-de-lampe du premier doubleau est sculpté d'un écusson vierge surmonté d'une couronne. Le deuxième cul-de-lampe n'est pas sculpté, ou a été abîmé lors de l'installation de la chaire à prêcher. Dans les angles près de la façade, un cul-de-lampe affiche un chérubin, et l'autre, trois feuilles d'acanthe, et deux croix dans les intervalles. Dans les angles près du chœur, les culs-de-lampe sont seulement moulurés. Les grandes arcades adoptent le même profil que les nervures des voûtes, mais sont encore plus larges que les doubleaux. Ce profil ne se continue pas sur les piliers ondulés typiquement flamboyants à huit renflements, mais les cavets des arcades trouvent leur correspondance dans les intervalles entre les renflements. Des piliers semblables ont aussi été employés à Armancourt, Saint-Étienne de Beauvais, Clermont, Chevrières, Jaux, Rivecourt, Roberval, Venette, et Verneuil-en-Halatte. En général, le nombre des renflements est de quatre dans les églises de village, comme à Baron, Borest, Ève, Montagny-Sainte-Félicité, Saint-Sauveur et Versigny. Souvent, le profil des grandes arcades est dérivé de celui des piliers, et elles affichent ainsi un gros boudin au milieu. Selon Dominique Vermand, la réception des nervures des voûtes sur des culs-de-lampe est une disposition originale, qui permet aux piliers de rester minces, et d'associer ainsi plus étroitement les bas-côtés au vaisseau central. Si la minceur des piliers est effectivement d'un effet agréable, rien n'aurait obligé le maître d'œuvre de passer vers un diamètre plus important après le premier niveau d'élévation. Une autre particularité sont les bases, qui sont également ondulés, et présentent seulement deux faibles ressauts adoucis par des doucines. Elles reposent sur des socles octogonaux, dont les angles sont positionnés en dessous des intervalles entre les ondulations, et sculptés d'un ressaut chanfreiné,.
Restent à évoquer le revers de la façade, et l'extrémité orientale. À l'ouest, une scansion horizontale est apportée par un bandeau moulurée, et au-dessus, le mur est ajouré d'une grande fenêtre, dont le pourtour est mouluré de deux gorges séparées par une arête vive. Le remplage est formé par trois lancettes à têtes trilobées, surmontées de plusieurs formes atypiques entre deux étroites mouchettes, et d'un soufflet trilobé inférieurement tronqué au sommet. À l'est, l'arc triomphal vers le chœur est exactement de la même hauteur que les grandes arcades, mais mouluré plus simplement d'une large et d'une étroite moulure concave, ce qui indique souvent des arcades plus anciennes retaillées à la période flamboyante. On peut citer, par exemple, les grandes arcades retaillées au nord de la nef de Clermont ; les doubleaux également retaillés de la nef et de la base du clocher de Cauvigny ; et les grandes arcades du sud de Saint-Clair-sur-Epte, ouvertes dans un mur préexistant ; et la croisée du transept remaniée de Vétheuil. L'arc triomphal est désaxé vers la gauche (vers le nord), où elle se fond directement dans un pilier carré, contre lequel s'adosse le pilier ondulé à la fin des grandes arcades. Ce dernier a profondément changé d'aspect à la Renaissance, quand une grande niche à statue avec un dais sous la forme d'un édicule d'ordre corinthien y fut incrustée du côté ouest. À droite (au sud), un étroit pan de mur, qui correspond en fait à la pile nord-ouest du clocher, sépare le piédroit de l'arc triomphal du pilier ondulé engagé à la fin des grandes arcades du sud. Ni à gauche, ni à droite, le profil de l'arc triomphal ne se prolonge sur les piédroits.

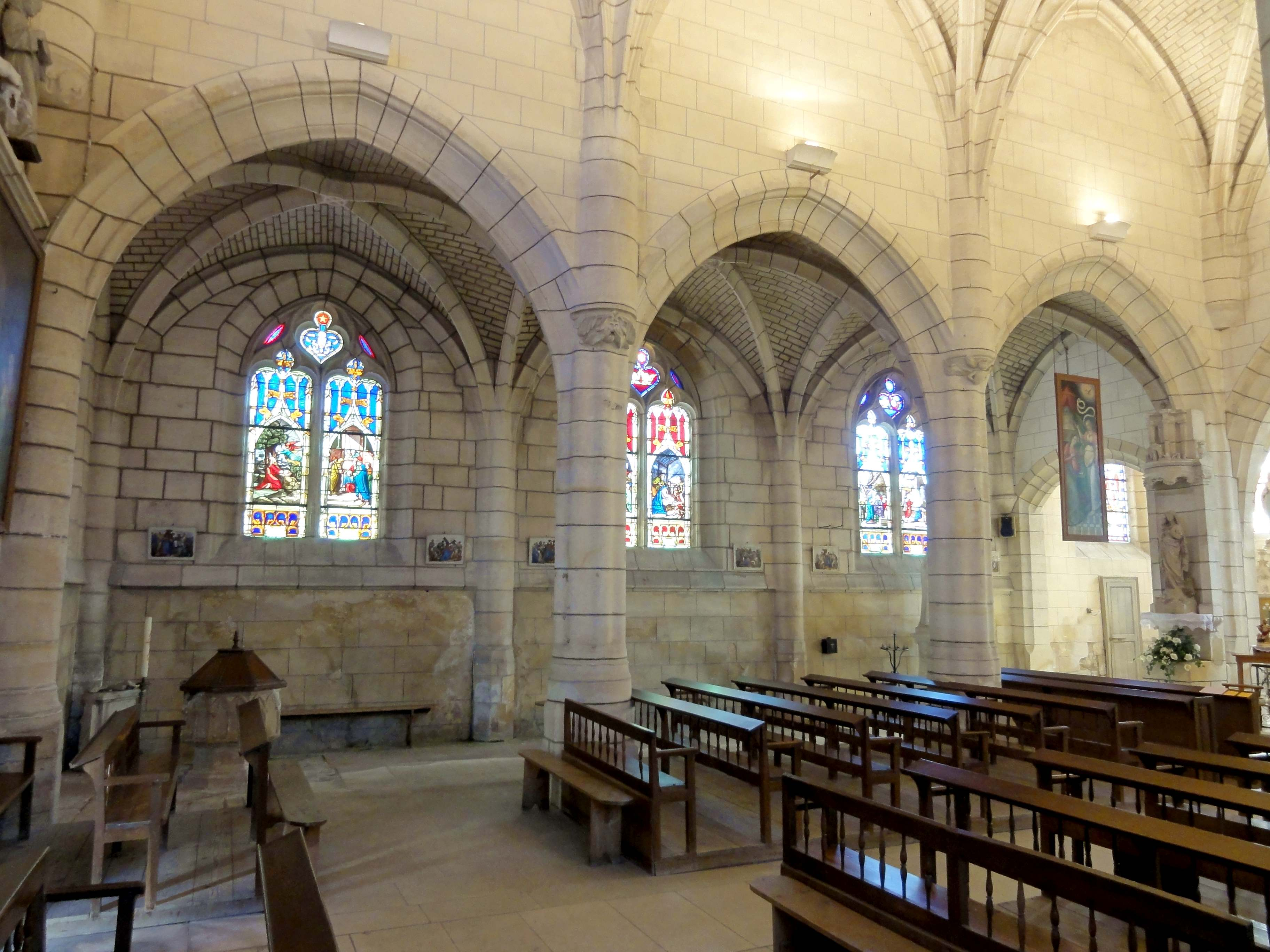
Grandes arcades du nord.
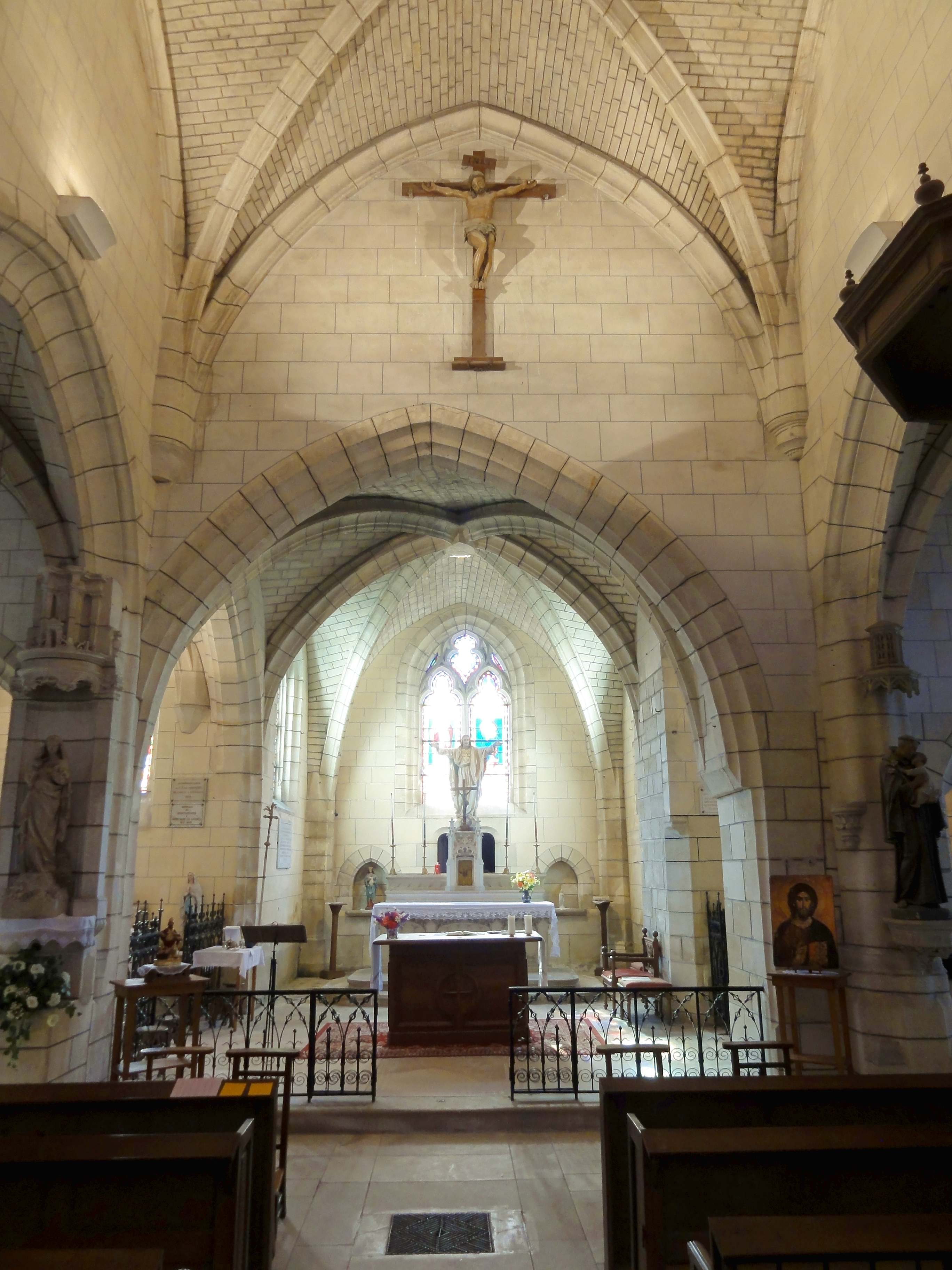
Vue vers l'est dans le chœur.
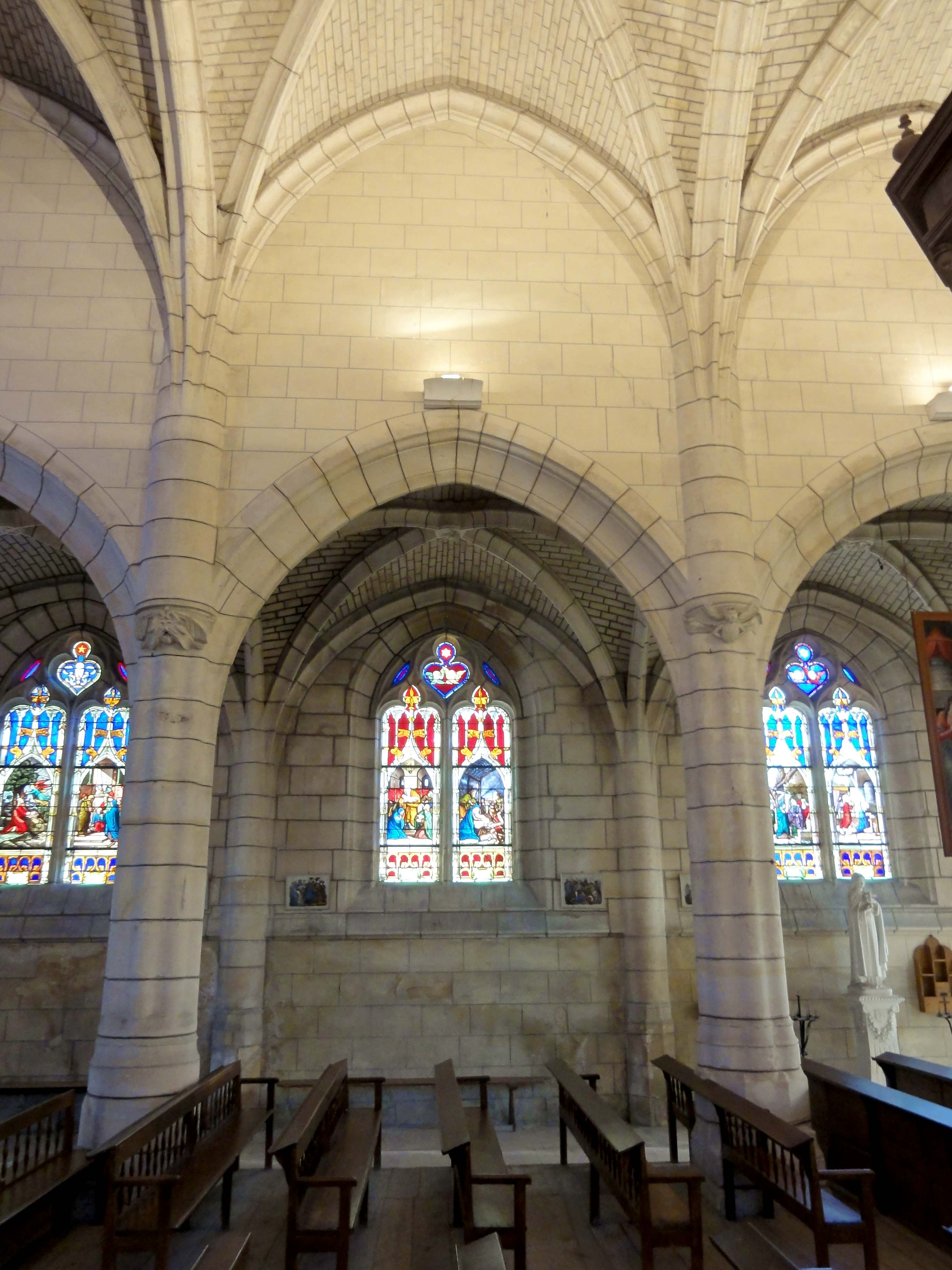
2e travée, élévation nord.
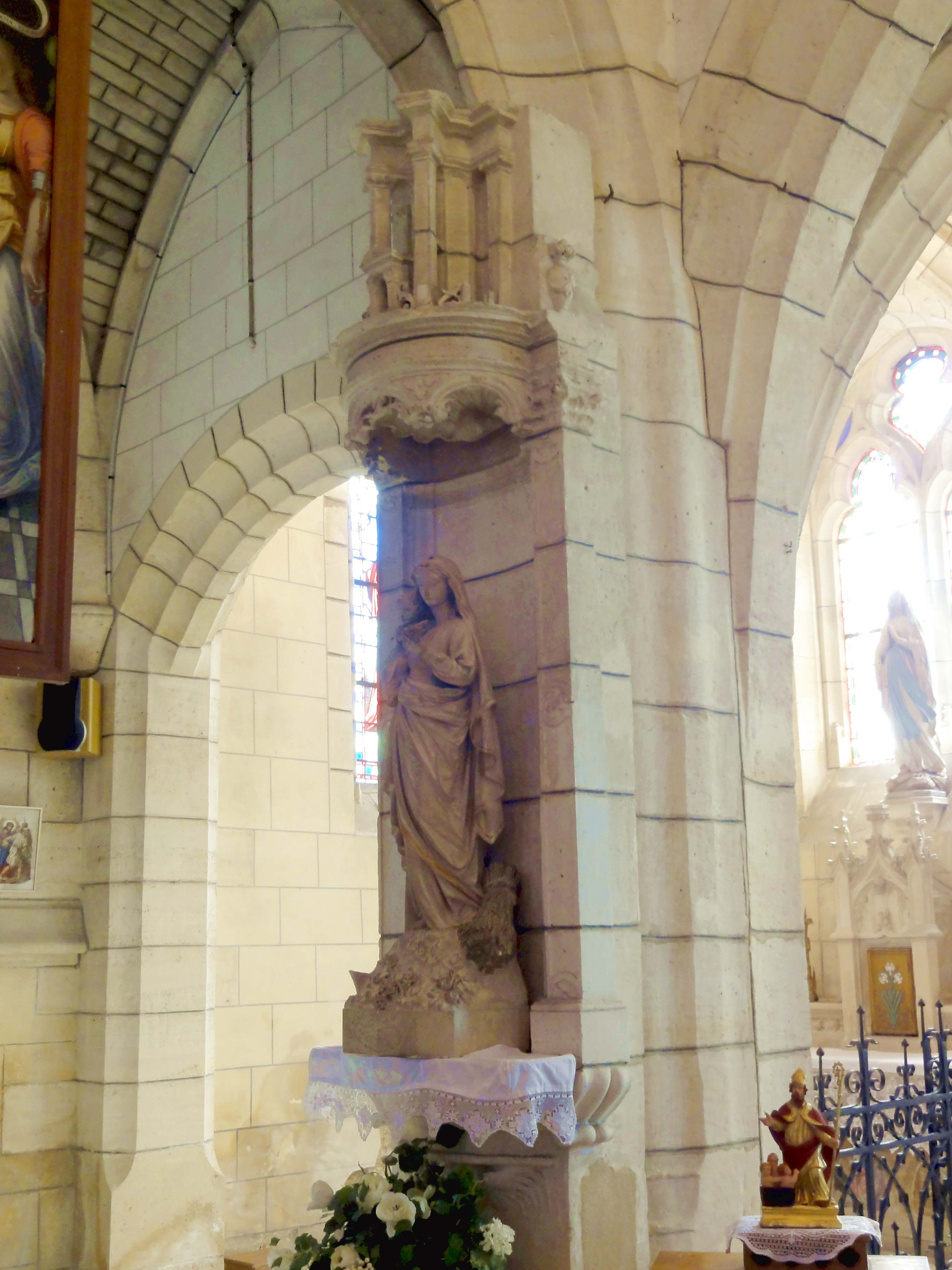
Niche à statue Renaissance.
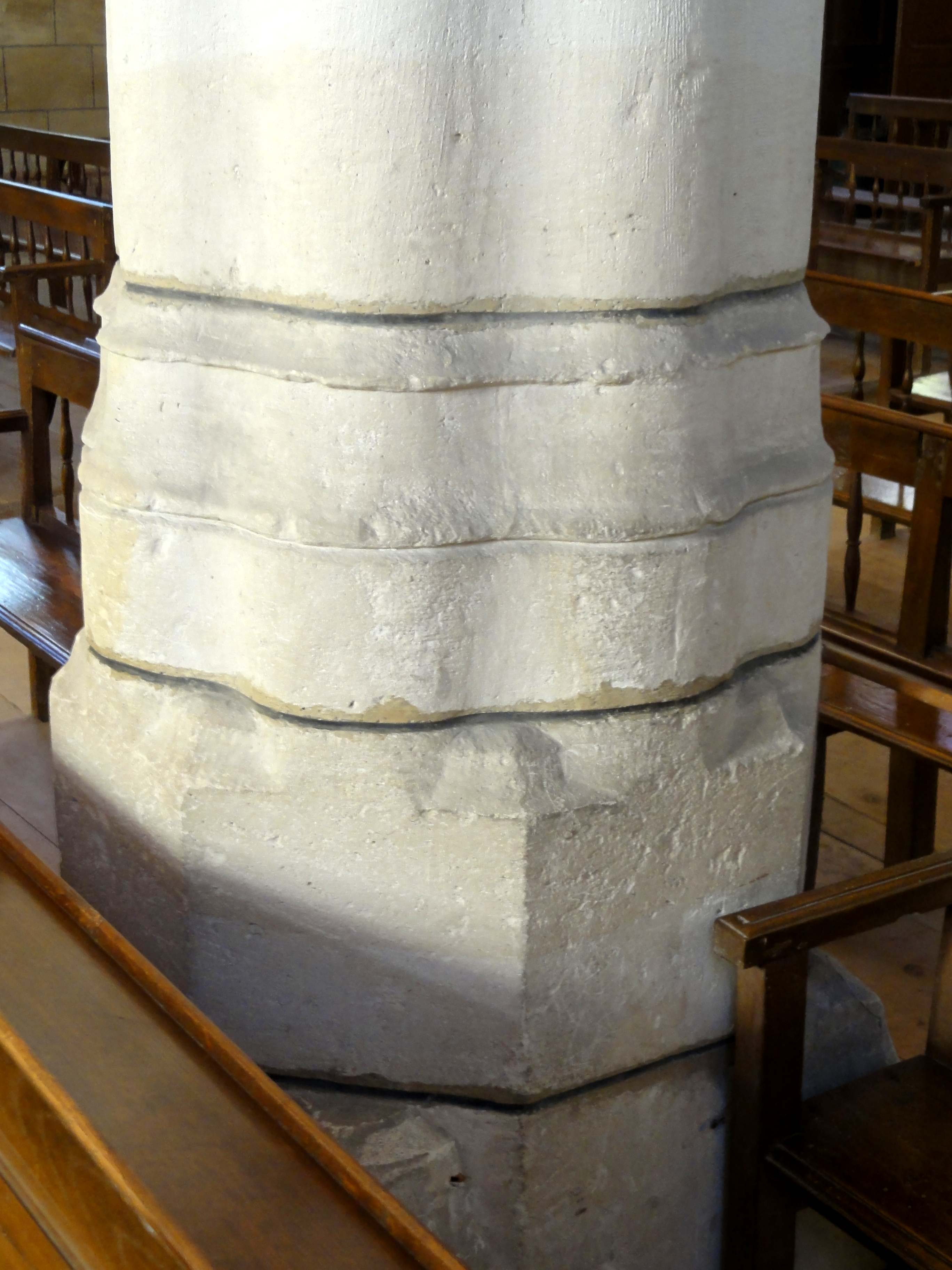
Pilier des grandes arcades.
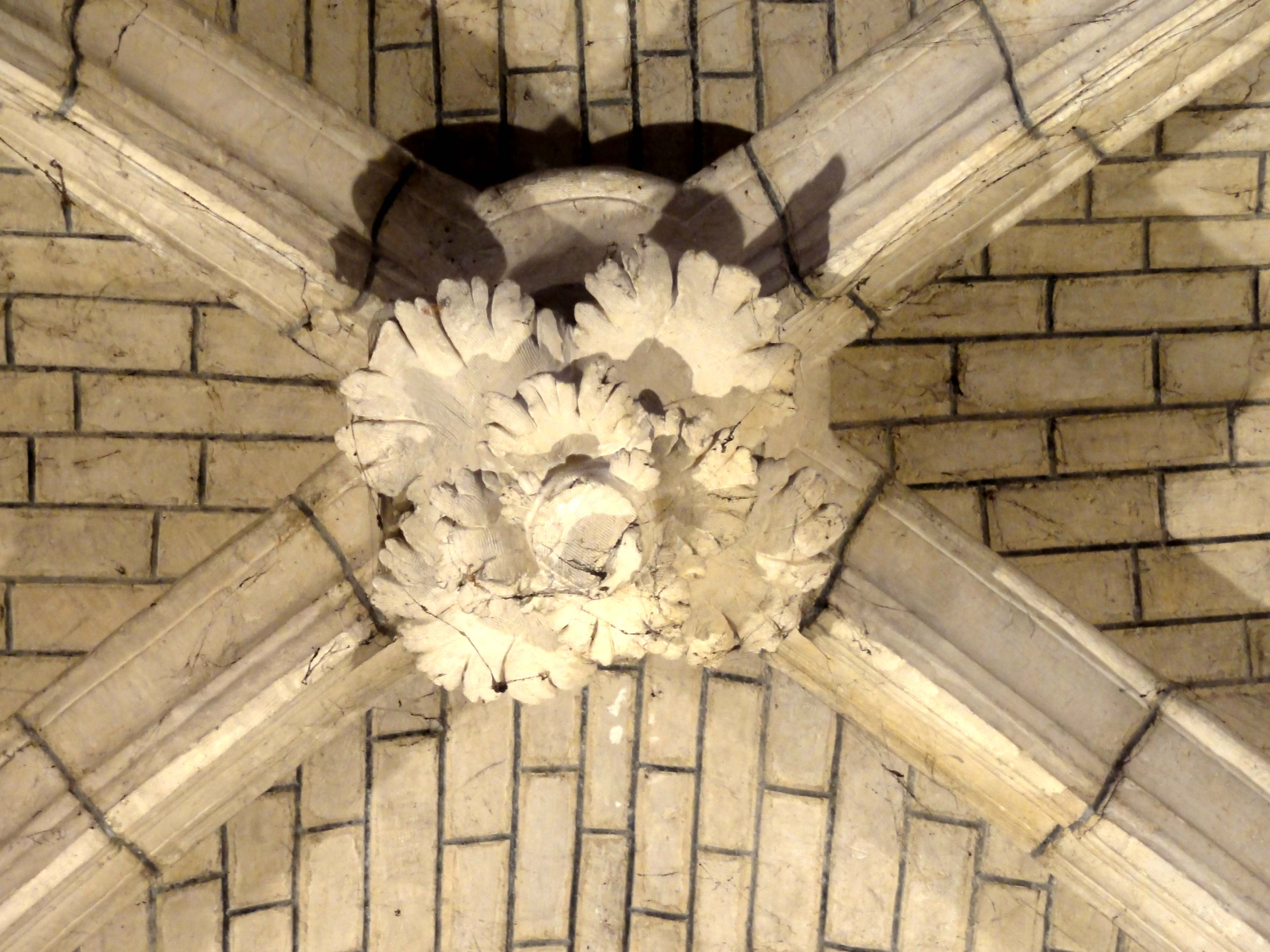
2e clé de voûte.

#### Bas-côtés

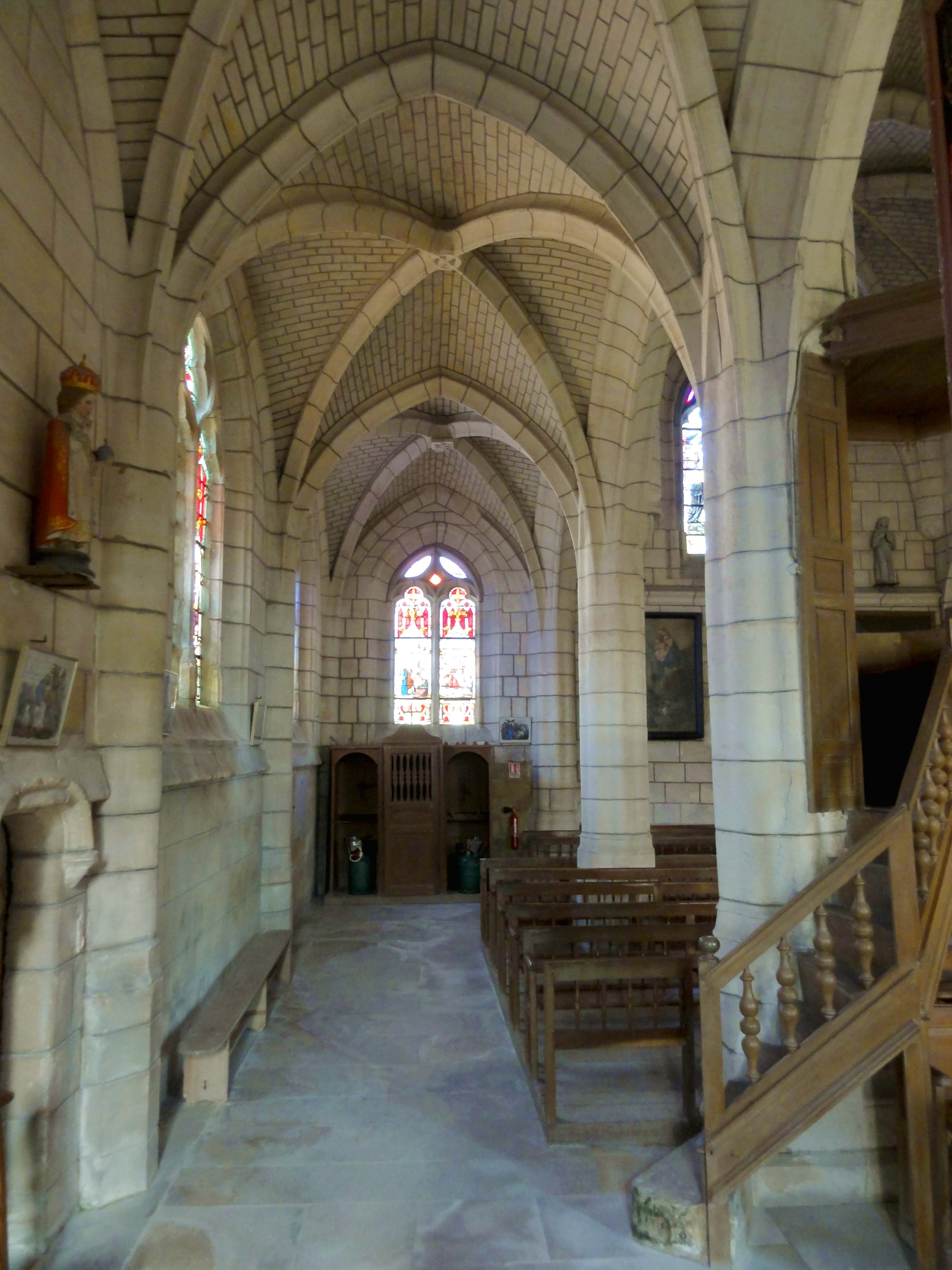
Bas-côté sud, vue vers l'ouest.

Les bas-côtés ont la moitié de la largeur de la nef, alors que leur hauteur atteint les deux tiers de la hauteur de la nef, ce qui leur confère un aspect élancé. La modénature est parfaitement cohérente avec celle de la nef, mais est néanmoins plus simple autour des fenêtres. Comme dans la plupart des églises flamboyantes de la région, le pourtour des baies est simplement profilé d'une étroite et d'une large moulure concave. Les baies prennent appui sur un glacis pentu, et un larmier légèrement galbé, à l'angle émoussé, court à la limite des allèges, à mi-hauteur entre le sol et la retombée des voûtes. Des fenêtres existent à l'extrémité occidentale et latéralement. Les fenêtres latérales sont, en principe, à deux lancettes trilobées, surmontées d'un soufflet et de deux étroites mouchettes. Le lobe central est étroit et très fermé, et les lobes latéraux sont au contraire très ouverts. La troisième fenêtre au sud forme toutefois exception. C'est une baie en plein cintre sans remplage, et par ailleurs dépourvue de mouluration. Les deux fenêtres occidentales sont également à deux lancettes trilobées, mais le lobe central est plus large et ouvert, et les lobes latéraux réduits à un quart-de-cercle. Les lancettes sont surmontées de deux hémicycles en accolade, qui définissent un petit losange central. Partout, les lancettes affectent un profil prismatique aigu, et les bases sont soignées. Au titre des ouvertures, l'on peut encore signaler, dans la troisième travée du bas-côté sud, la porte en anse de panier de la cage d'escalier hors-œuvre. Cette porte est surmontée d'un bandeau mouluré, dont le profil s'interpénètre avec celui du larmier, et qui est reçu sur les tailloirs polygonaux de deux culs-de-lampe. La sculpture de l'un s'est effacé, tandis que l'autre est revêtu de feuilles d'acanthe.
Les six clés de voûte sont des disques sculptés, sauf dans la première travée du nord et la seconde travée du sud, où l'on s'est contenté de se faire croiser les listels des ogives et d'excaver les intervalles. Sinon, les motifs sont une tête d'enfant aux cheveux bouclés, et des feuilles d'acanthe au nord ; et un écu chargé d'une cordelière formant six boucles régulières, ainsi qu'une rosace très simple à deux rangs de pétales au sud. Les nervures des voûtes se fondent, en général, dans les piliers des grandes arcades, ou dans des piliers engagés dans les murs. Ces derniers sont à trois ondulations, alors que la logique des piliers à huit renflements est de prévoir une ondulation pour chaque arcade ou nervure de voûte, ce qui aurait donné cinq ondulations. Par conséquent, il n'y a pas de supports dédiés pour les formerets. Dans l'angle nord-est du bas-côté nord, et l'angle sud-est du bas-côté sud, le maître d'œuvre a encore opté pour des fûts cylindriques engagés, comme dans les parties hautes de la nef. Ils ne sont ici pas reçus sur des culs-de-lampe sculptés, et il n'y a pas de piliers ondulés qui prennent le relais jusqu'au sol. L'extrémité orientale donne encore lieu à des irrégularités. Les arcades vers les deux chapelles sont taillées selon le même profil que l'arc triomphal. L'arcade vers la chapelle de la Vierge, au nord, est en plein cintre, mais son tracé est tronqué du côté gauche. Ici, les angles du piédroit affichent une moulure concave, en continuité de celle en haut de l'arcade. L'autre piédroit est plat. L'arcade vers la chapelle Saint-Joseph, soit la base du clocher, est en arc brisé, et paraît déformé. La moulure en haut de l'arcade, et avec elle le rang de claveaux inférieur, s'arrête net au niveau des impostes. La moulure en bas de l'arcade se poursuit, avec une largeur réduite, sur les angles des deux piédroits. Ces irrégularités, qui apparaissent comme des maladresses, devraient résulter de la reprise de structures plus anciennes ; au moins pour la base du clocher, la datation pour le milieu du XIIe siècle ne fait pas de doute.

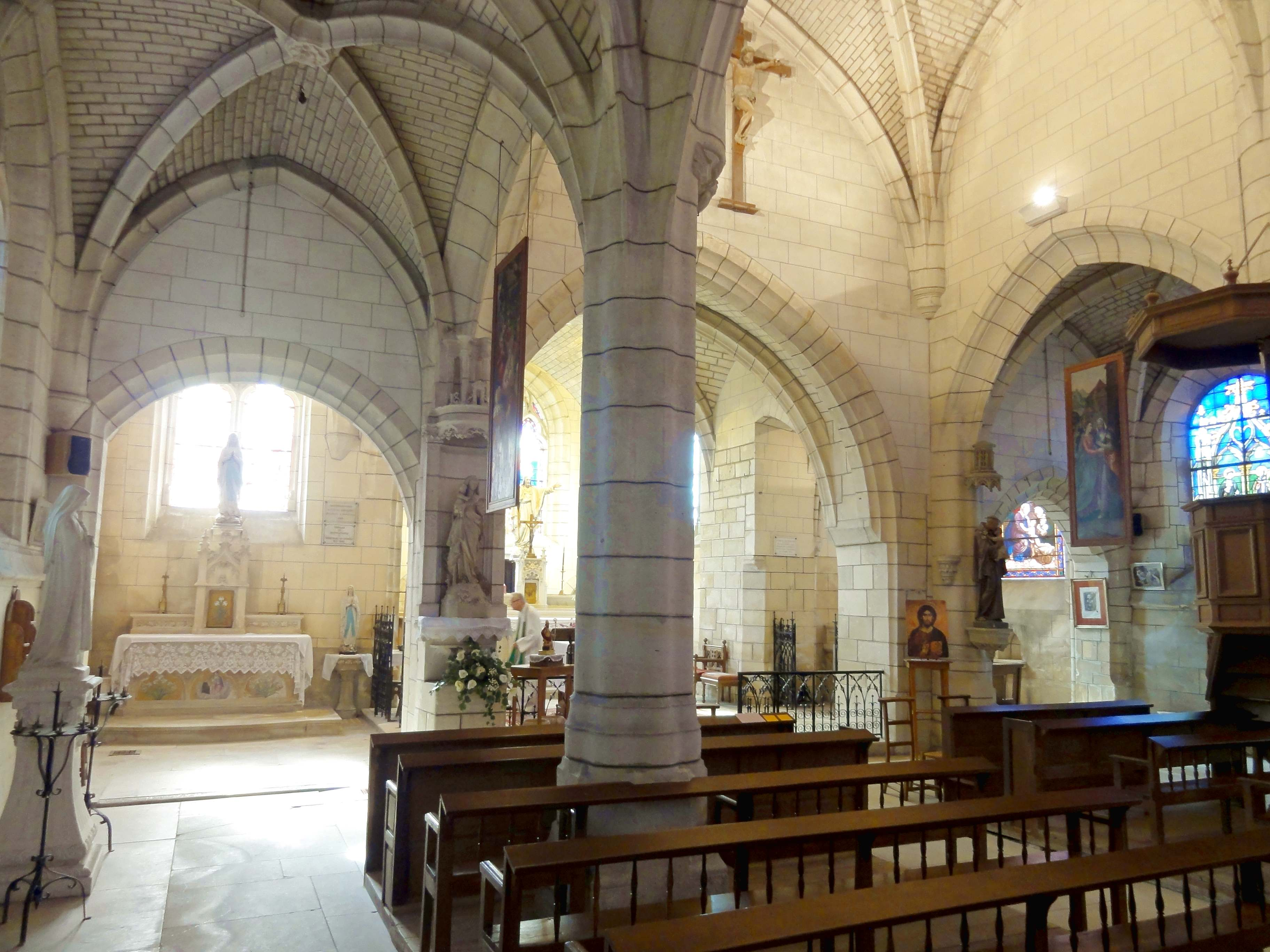
Bas-côté nord, vue diagonale vers le sud-est.
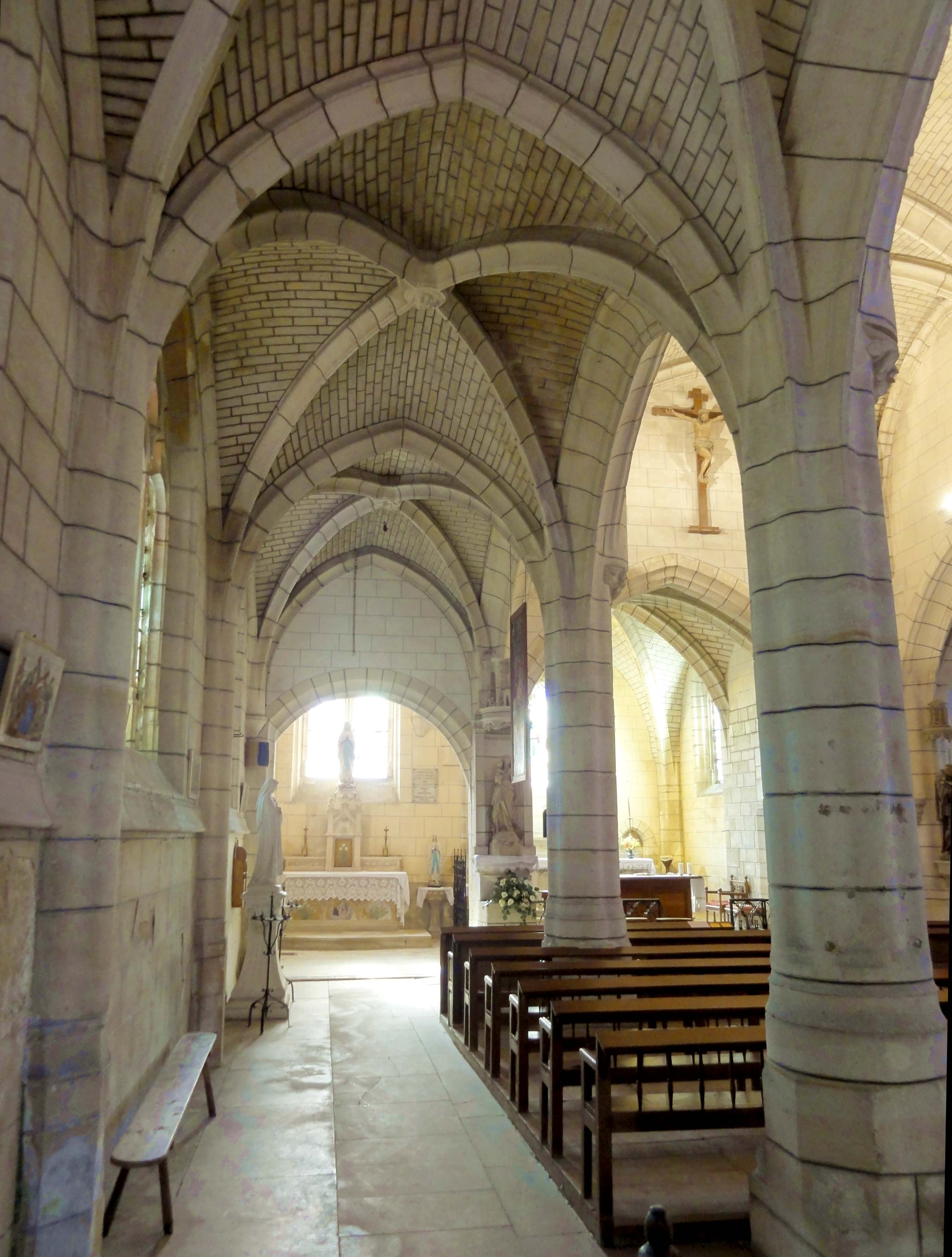
Bas-côté nord, vue vers l'est.
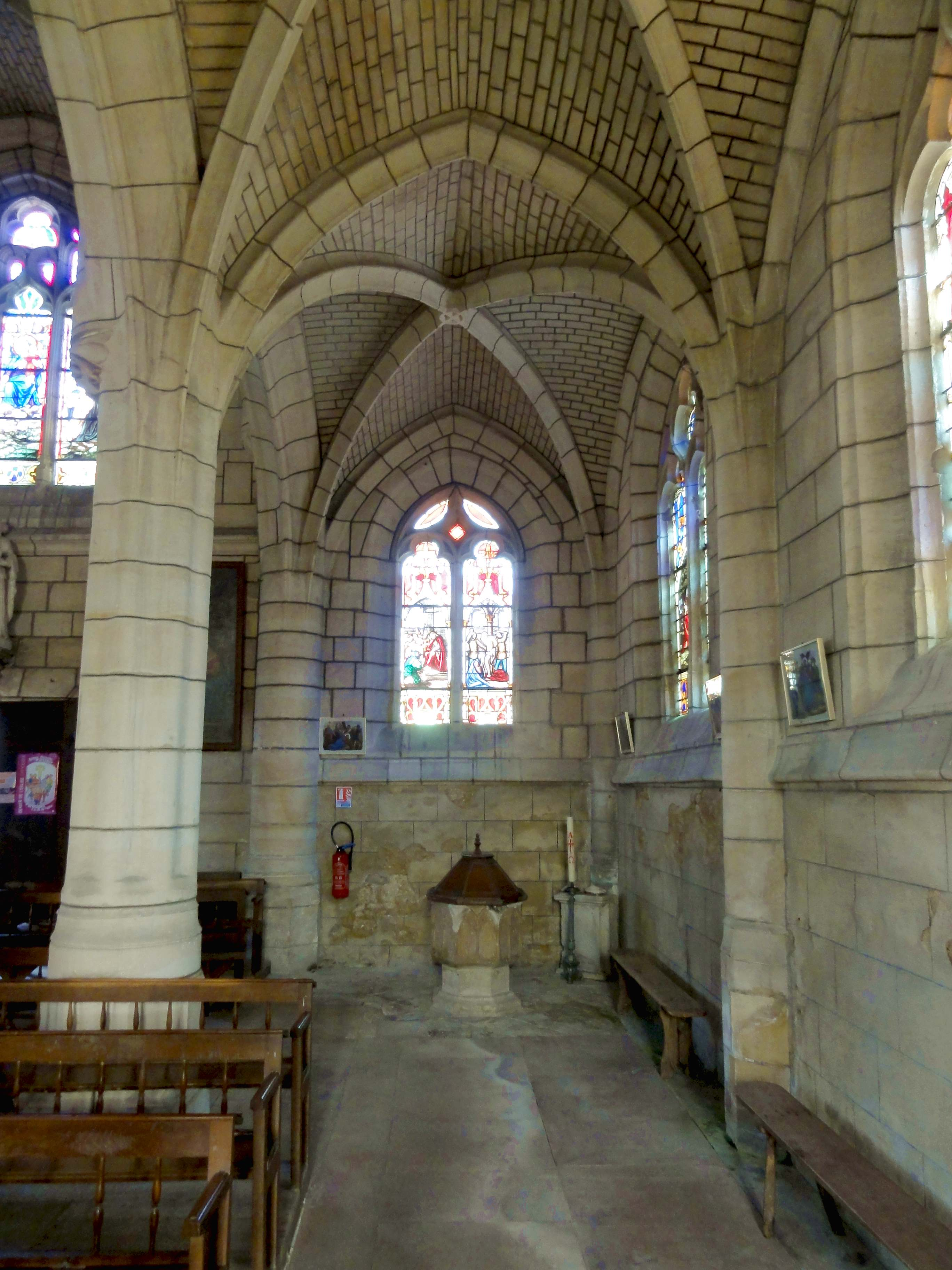
Bas-côté nord, vue vers l'ouest.
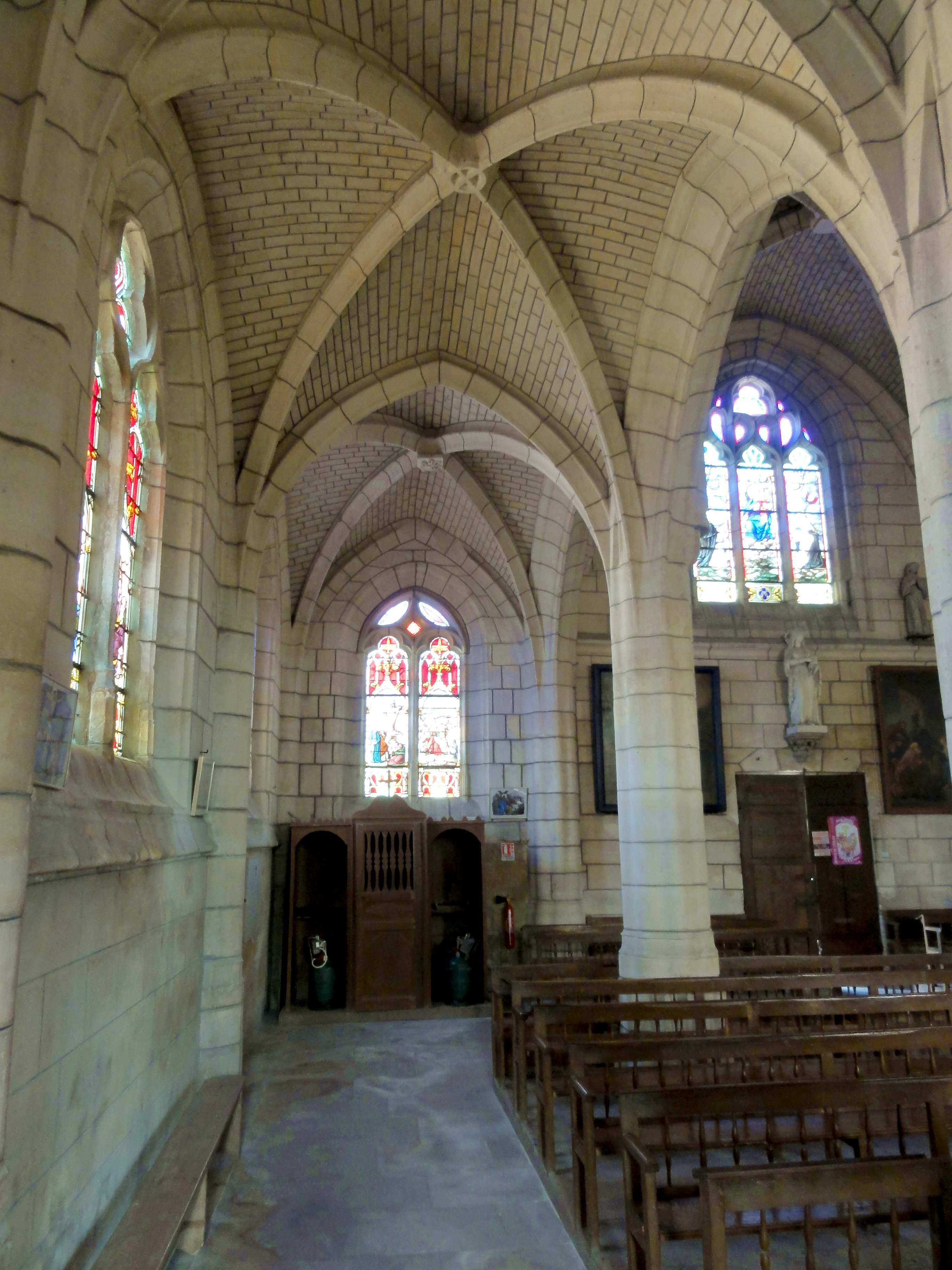
Bas-côté sud, vue vers l'ouest.
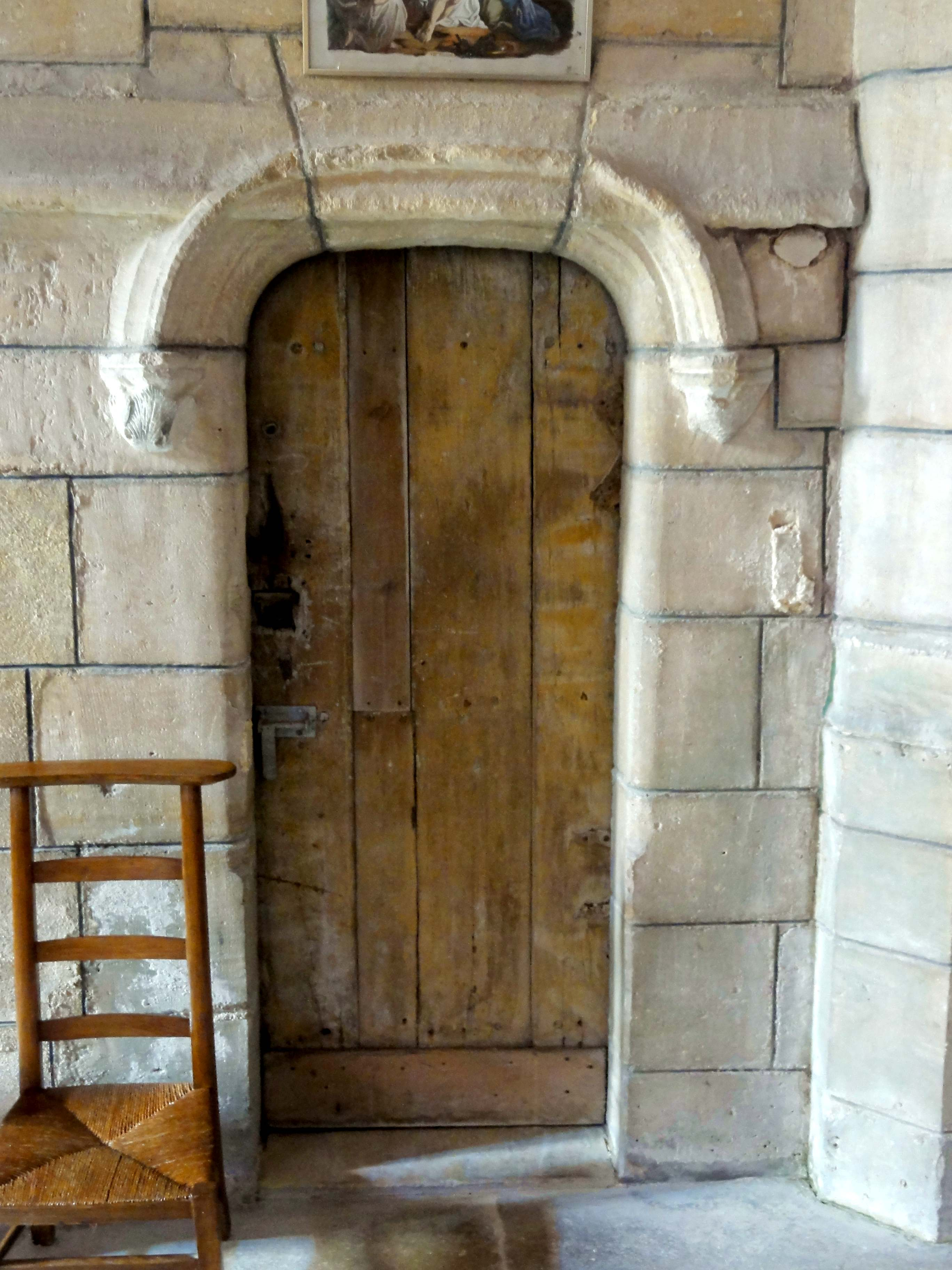
Porte de la tourelle d'escalier du clocher.
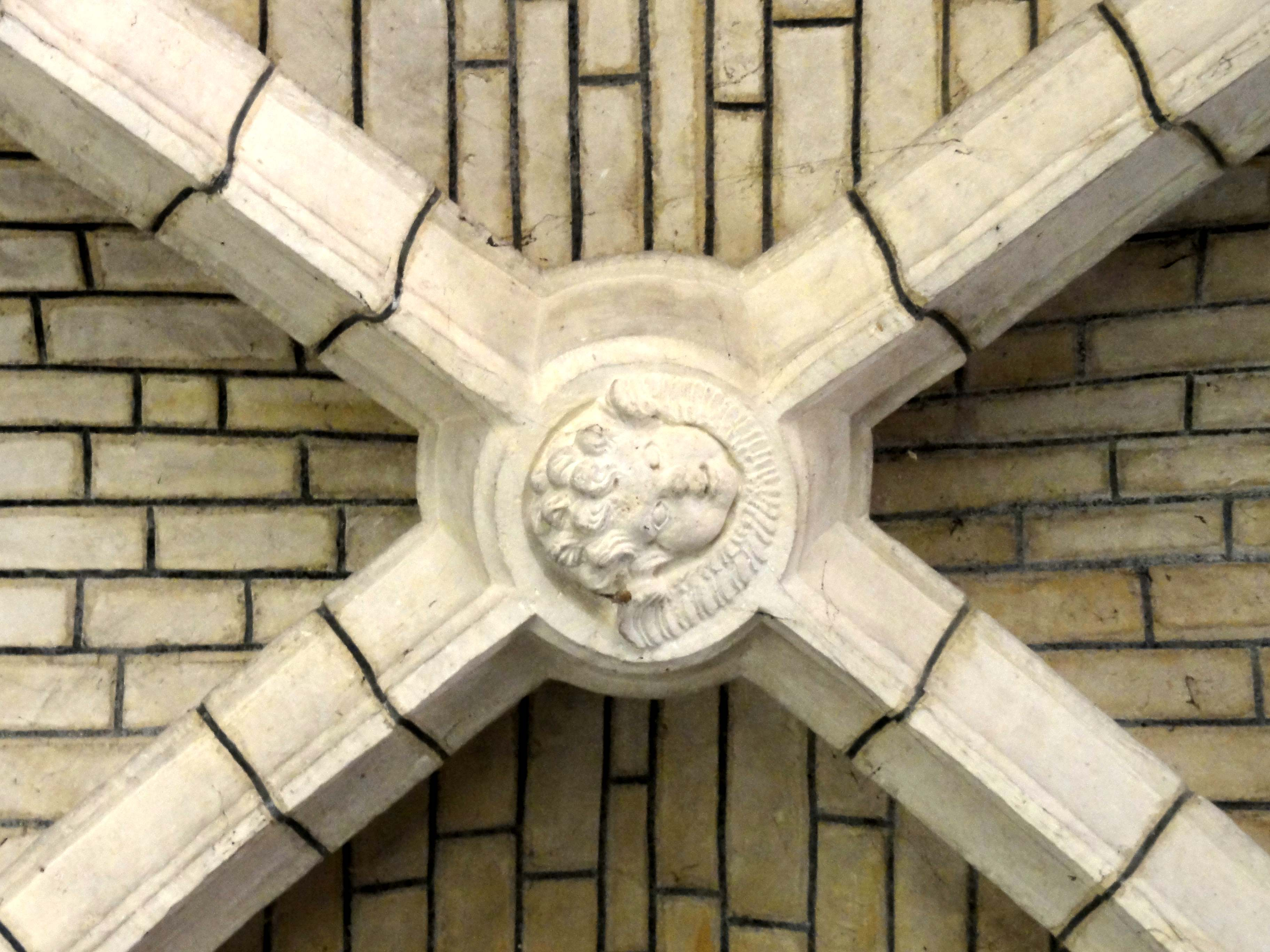
Bas-côté nord, clé de voûte de la 2e travée.

#### Chœur

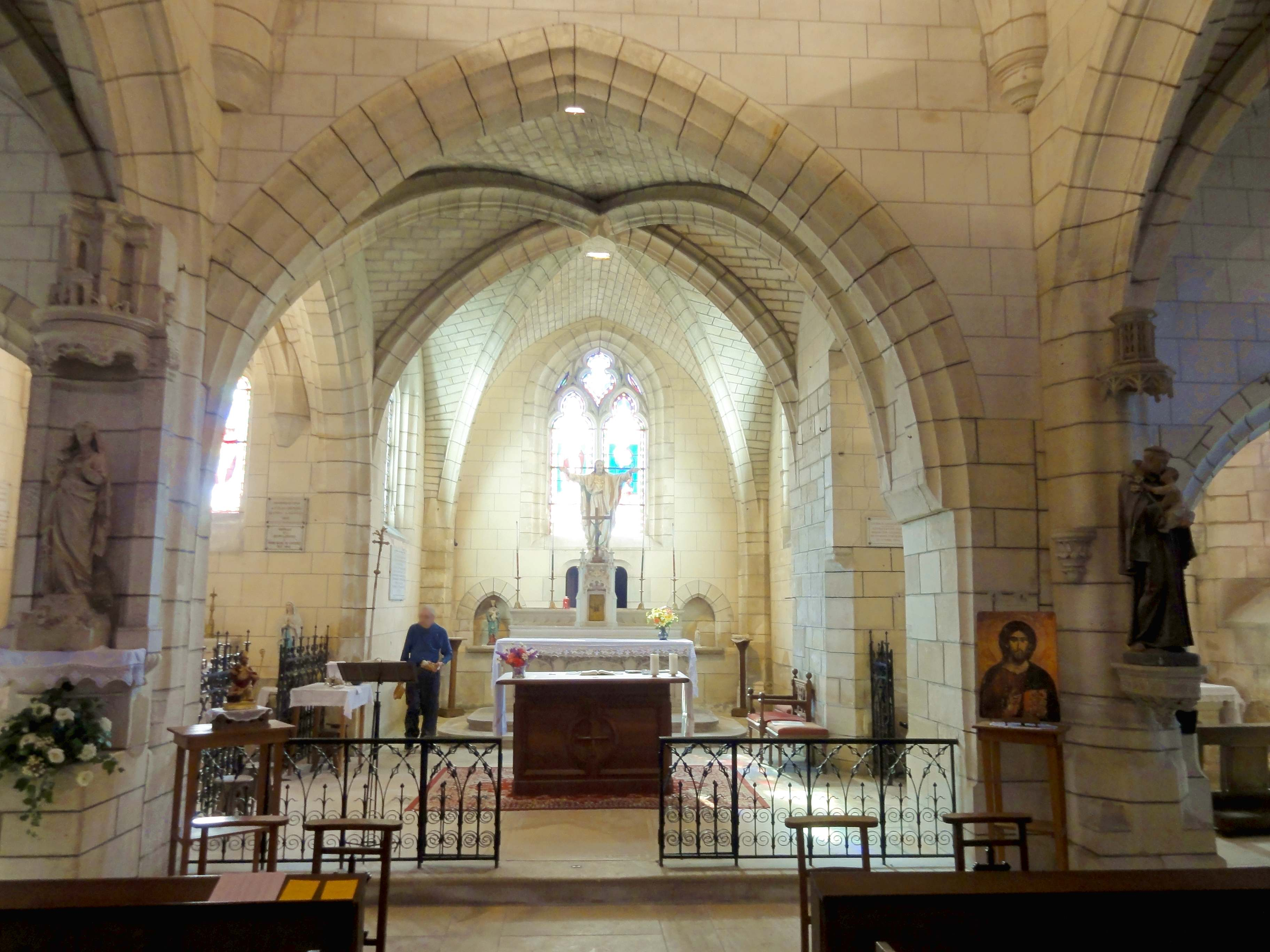
Vue depuis la nef.

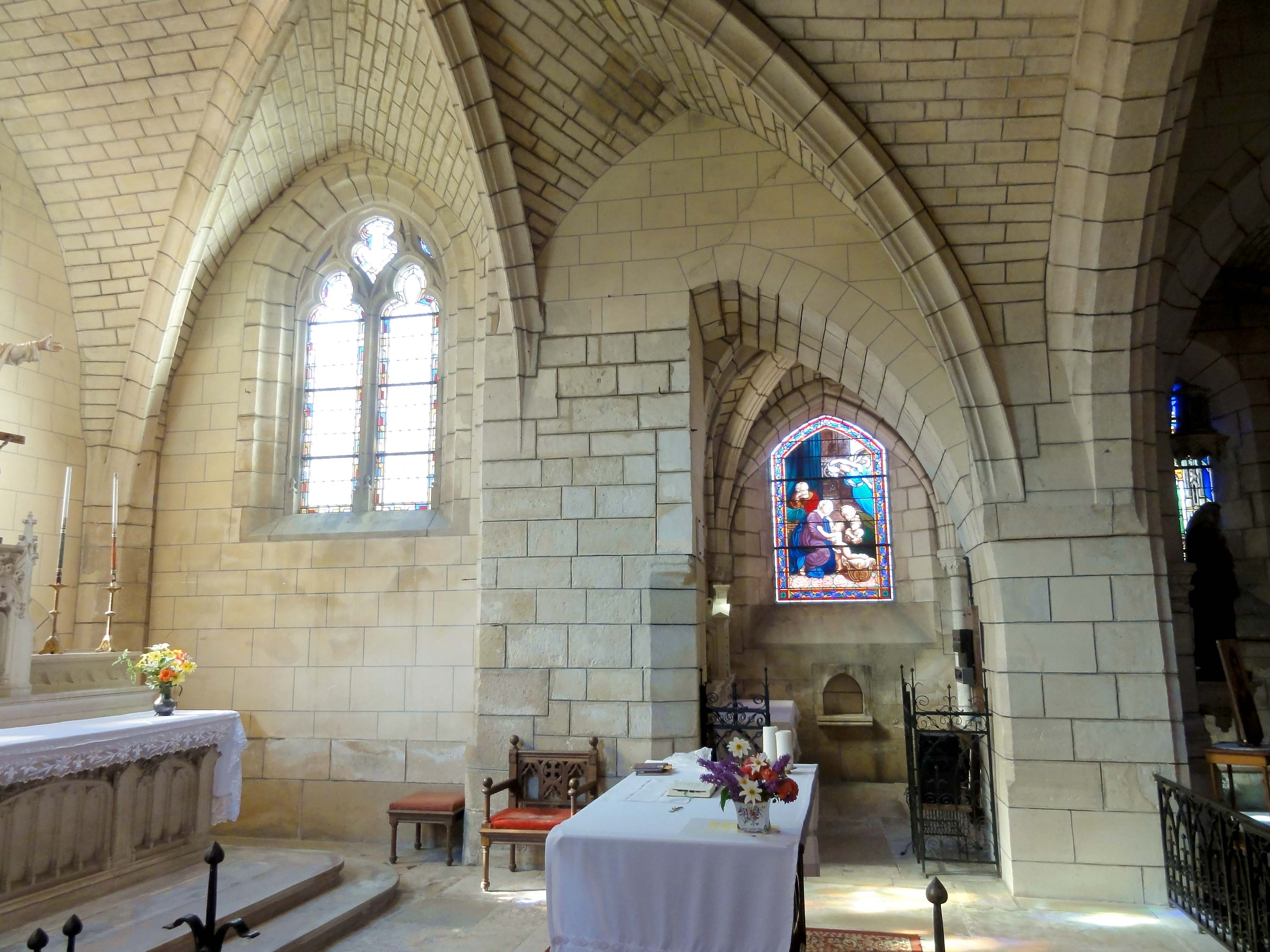
Élévation sud.

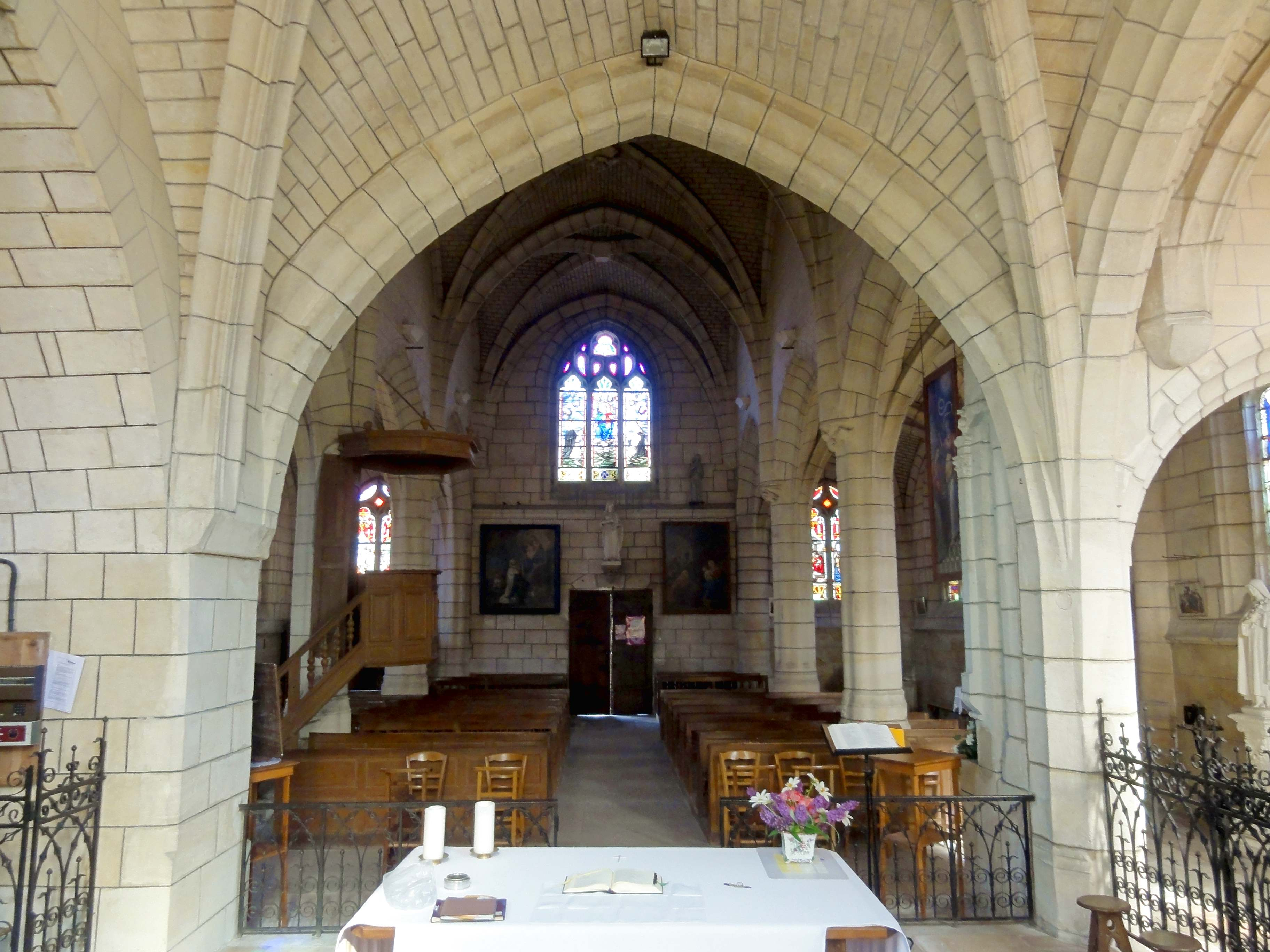
Vue vers l'ouest.

Le chœur est une construction originale et atypique. Si l'on juge par le voûtement, il ne consiste que d'une seule travée, mais il est nettement plus profond que large, et ses élévations latérales sont partagées entre une grande arcade, côté ouest, et un mur ajouré d'une fenêtre, côté est. La partie orientale du chœur semble ainsi former une abside rectangulaire, qui dépasse la ligne du chevet des bas-côtés, comme à Verneuil-en-Halatte, où les parties orientales sont également issues du profond remaniement d'une construction gothique plus ancienne. Les voûtes sexpartites sont fréquentes dans la région à la première période gothique. Elles s'appliquent le plus souvent aux chœurs. Ainsi, l'église d'Ermenonville fournit un autre exemple d'un chœur à la voûte sexpartite, dont les élévations latérales sont partagées de la même façon qu'à Raray. Cependant, les voûtes à six branches d'ogives vont généralement de pair avec des élévations à deux niveaux, ce qui est aussi le cas à Ermenonville, où les grandes arcades sont surmontées d'un étage de murs aveugles. En plus, les travées recouvertes de voûtes sexpartites sont le plus souvent carrées, ou seulement légèrement plus profondes que larges. L'un des très rares exemples d'un chœur à un seul niveau d'élévation, nettement plus profond que large, au chevet plat et muni d'une voûte à six branches d'ogives, est Puiseux-Pontoise. Ce chœur, ainsi que sa voûte, date des années des 1190 / 1210. Lors de la reconstruction des églises après la guerre de Cent Ans, les architectes ont rarement recours aux voûtes sexpartites, sauf par exemple à Montagny-Sainte-Félicité et Silly-le-Long. Il faut éviter la confusion avec des voûtes munies de liernes à vocation décorative en plus des ogives, car ces nervures n'affectent pas, ou très peu, la forme des voûtains. La raison la plus évidente pour le recours à une voûte à six branches d'ogives pourrait être la reconstitution de l'état ancien, comme à Montagny-Sainte-Félicité, mais rien ne le prouve. Tout au contraire, l'on ne trouve pas l'alternance entre supports forts et supports faibles caractéristique des voûtes sexpartites médiévales : les deux branches d'ogives supplémentaires, au nord et au sud, se fondent simplement dans les murs. Plus probable est donc que le maître d'œuvre a simplement cherché la manière la plus facile et la moins onéreuse de voûter le chœur, et ses dimensions somme toute modestes n'auraient en effet pas réellement justifié la construction d'un doubleau intermédiaire.
Hormis la voûte, l'architecture du chœur va également dans le sens d'une construction à moindre frais, comme le soulignent la faible hauteur, ne dépassant pas celle des bas-côtés ; l'absence de formerets, qui existent même dans les bas-côtés de la nef ; l'absence de piliers engagés ou culs-de-lampe sculptés pour les deux branches d'ogives supplémentaires ; la mouluration rudimentaire de l'arc triomphal ; et l'irrégularité des élévations latérales, qui ne surprend pas étant donné l'irrégularité des raccordements entre les bas-côtés et les deux chapelles du chœur. L'arc triomphal et l'arcade vers la chapelle de la Vierge, au nord, ont le même profil. Avec l'ogive, ces deux arcades partagent un même pilier, qui est carré, à l'angle abattu. Le pilier ondulé qui supporte la dernière grande arcade de la nef est adossé à ce pilier. La base est très sommaire. En face, à l'est, l'arcade de la chapelle de la Vierge se poursuit jusqu'au sol, ou autrement dit, le piédroit accuse le même profil que l'arcade. On peut encore signaler que le sommet de l'arcade ne concorde pas avec le sommet de l'arc d'inscription du voûtain, qui est déporté vers l'est. Au sud, de part et d'autre de l'arcade ouvrant dans la base du clocher, la disposition est complètement différente. L'ogive ne rejoint pas le pilier immédiatement à côté de l'arc triomphal, mais à côté du piédroit occidental de l'arcade vers la chapelle. Ce piédroit a les angles légèrement chanfreinés. L'arcade elle-même a les arêtes vives. Son sommet est bien axé sous le sommet de la lunette de la voûte, mais elle bute contre un mur bientôt après, comme si la moitié orientale de l'arcade avait été bouchée. Ce n'est toutefois pas plausible, car la base du clocher n'est pas assez grande pour permettre une arcade plus large. Sur la partie inférieure du piédroit oriental, l'angle est abattu, et l'angle vif au-dessus s'amortit par un petit cul-de-lampe. Cette inconsistance du traitement des piédroits s'explique, tout comme la diversité des arcades, par la reprise successive de structures plus anciennes. Plus régulière est la partie orientale du chœur, hormis un faible ressaut dans le mur méridional. Les trois fenêtres, toutes identiques, sont entourées d'une unique moulure concave. Les remplage combine les caractéristiques des fenêtres latérales des bas-côtés, dont il reprend le soufflet et les deux mouchettes, et des fenêtres occidentales des bas-côtés, dont il reprend la forme des têtes trilobées des deux lancettes. Les ogives sont du même profil que dans la nef et ses bas-côtés. Dans les angles du chevet, elles se fondent dans des piliers ondulés engagés, différents des autres. La clé de voûte est un simple écusson gravé d'un aigle.

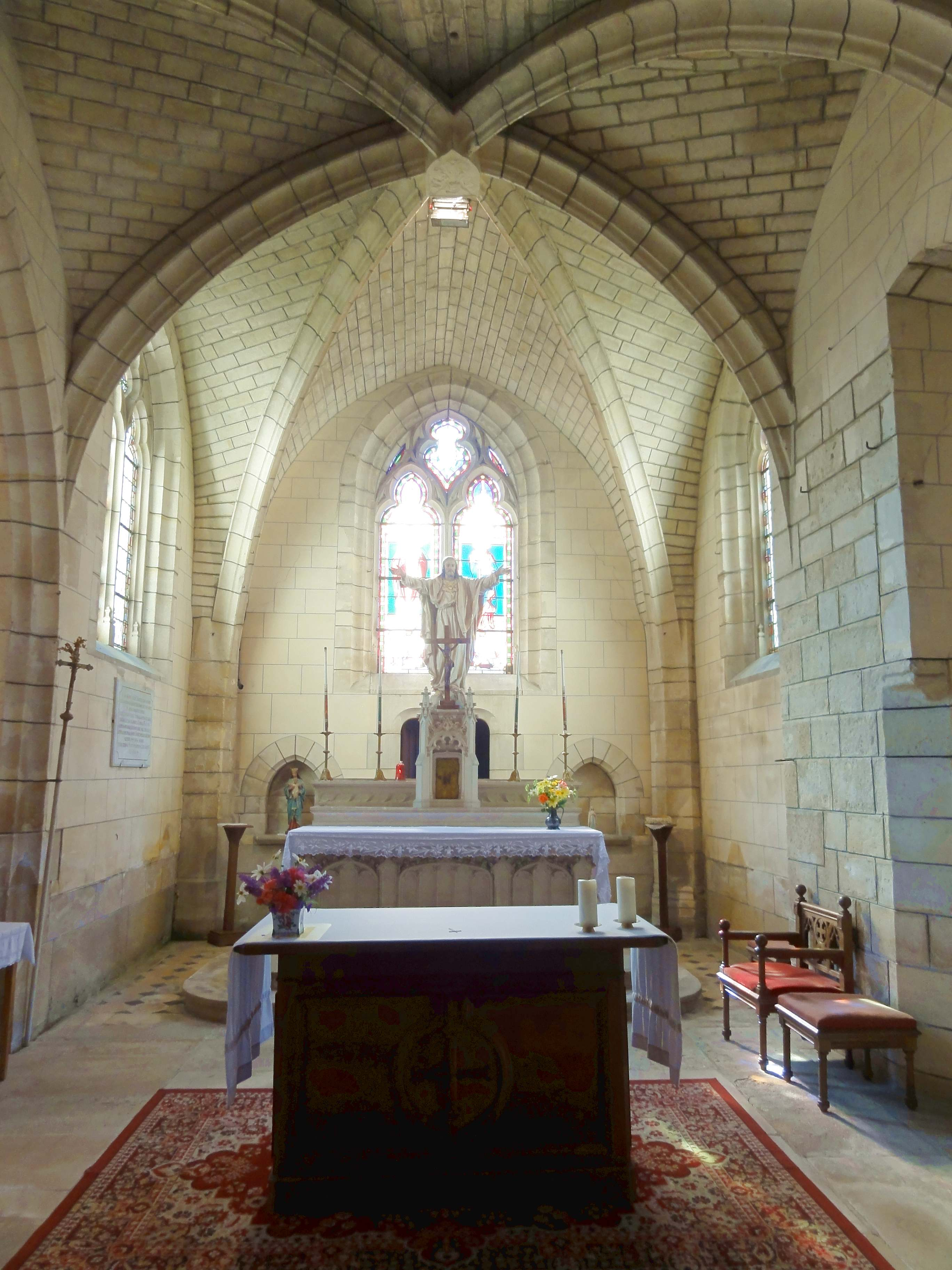
Vue vers l'est.
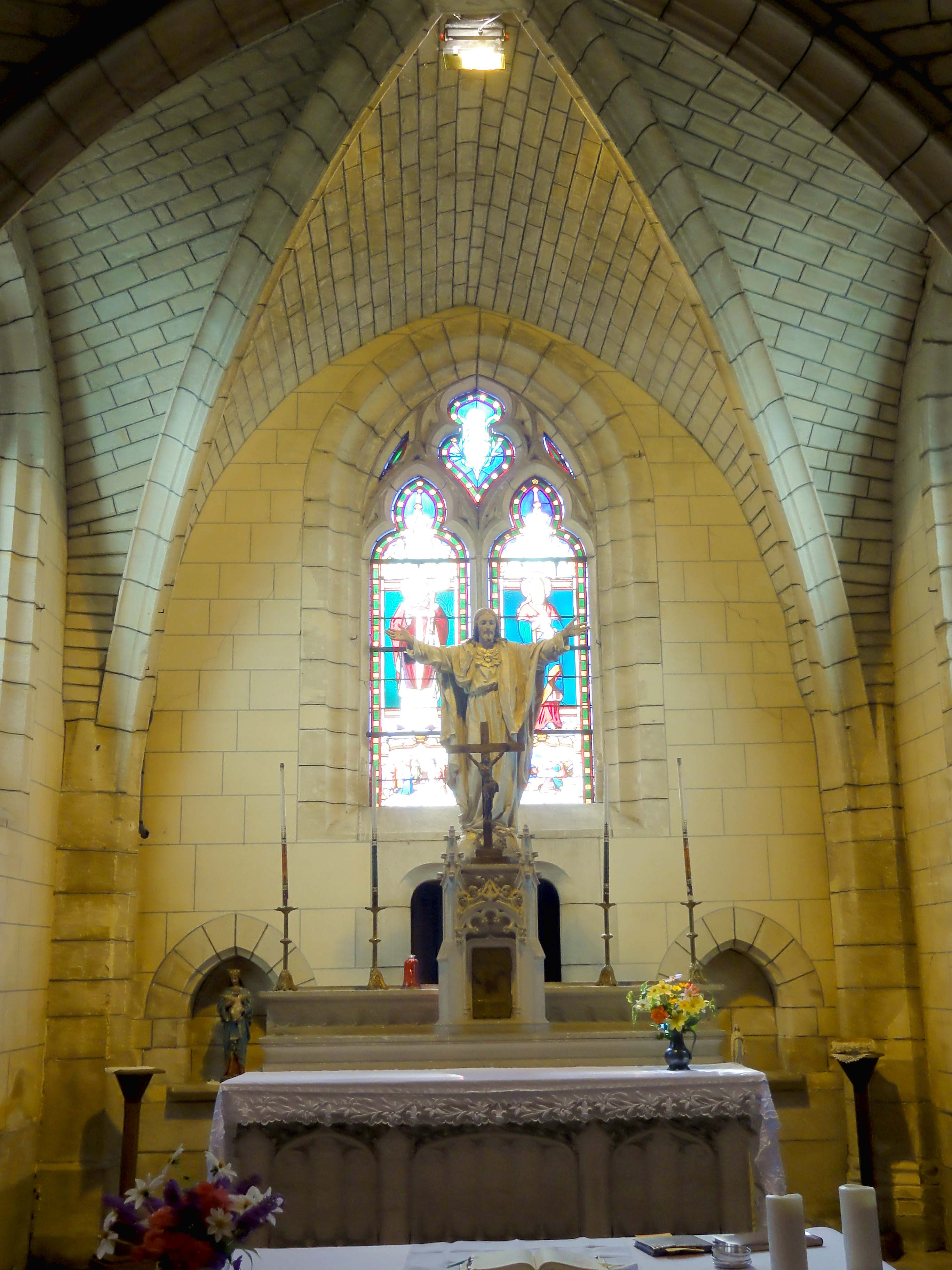
Vue vers l'est.
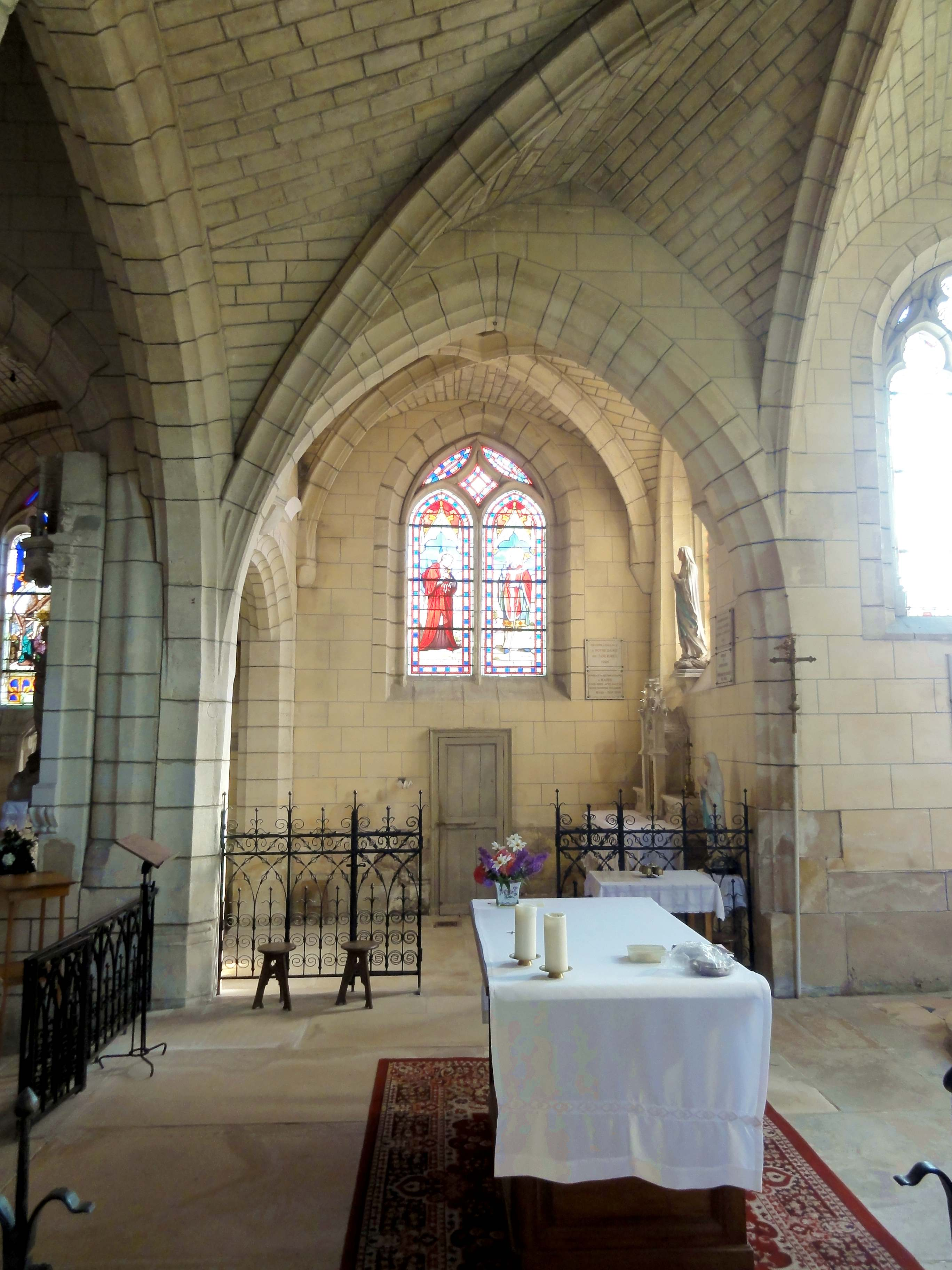
1re travée, élévation nord.
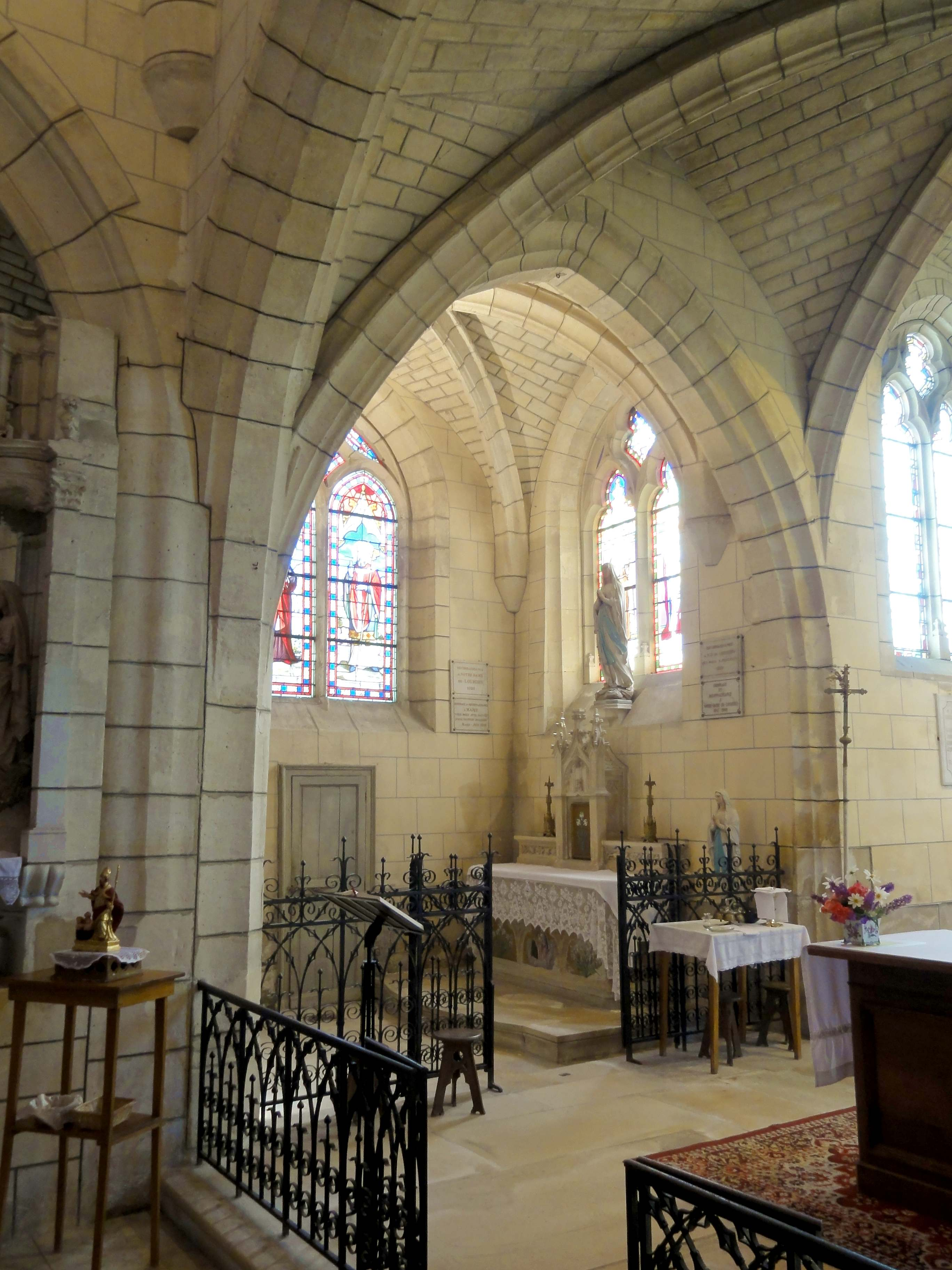
Vue dans la chapelle de la Vierge.
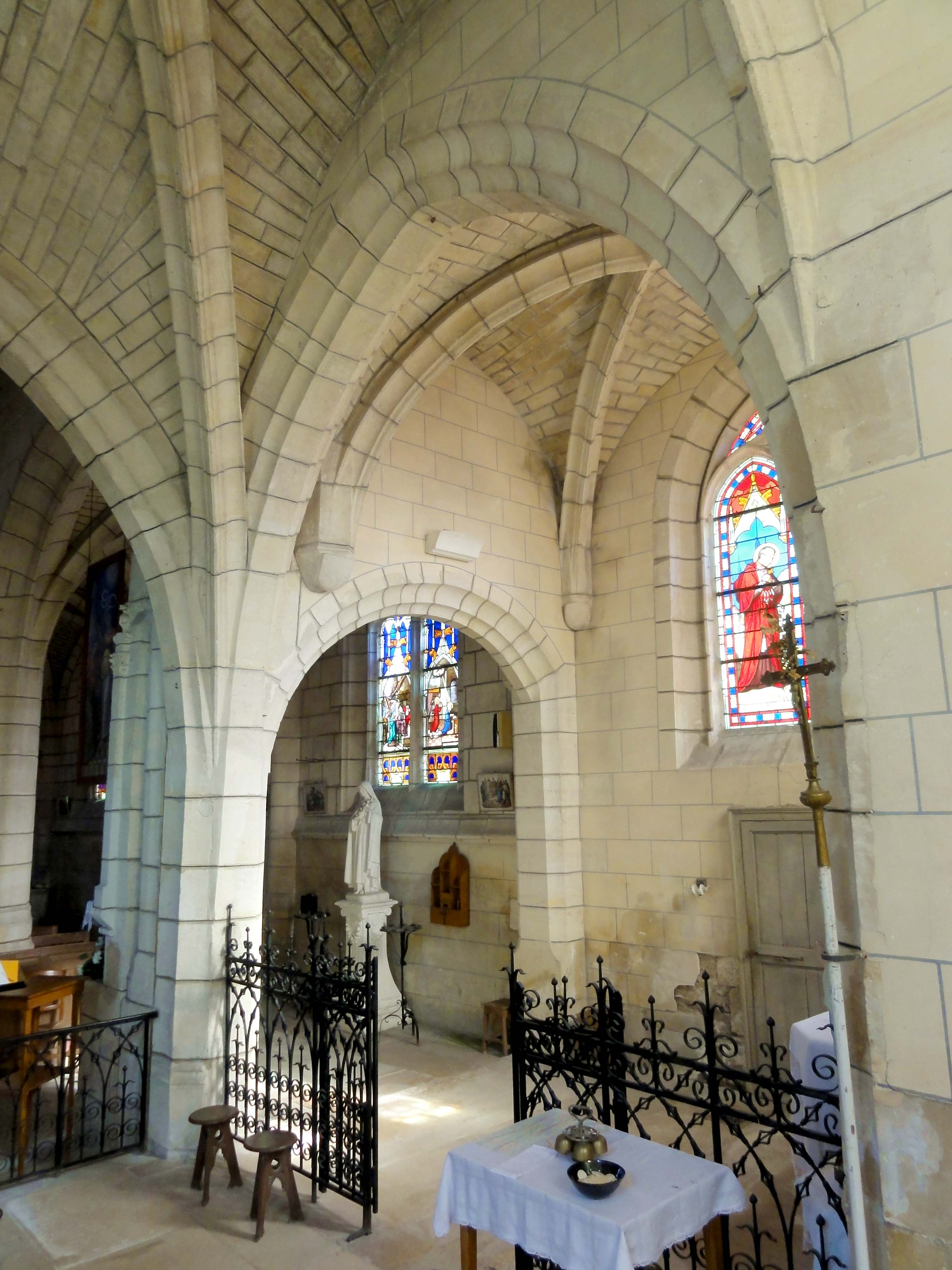
Vue dans la chapelle de la Vierge.
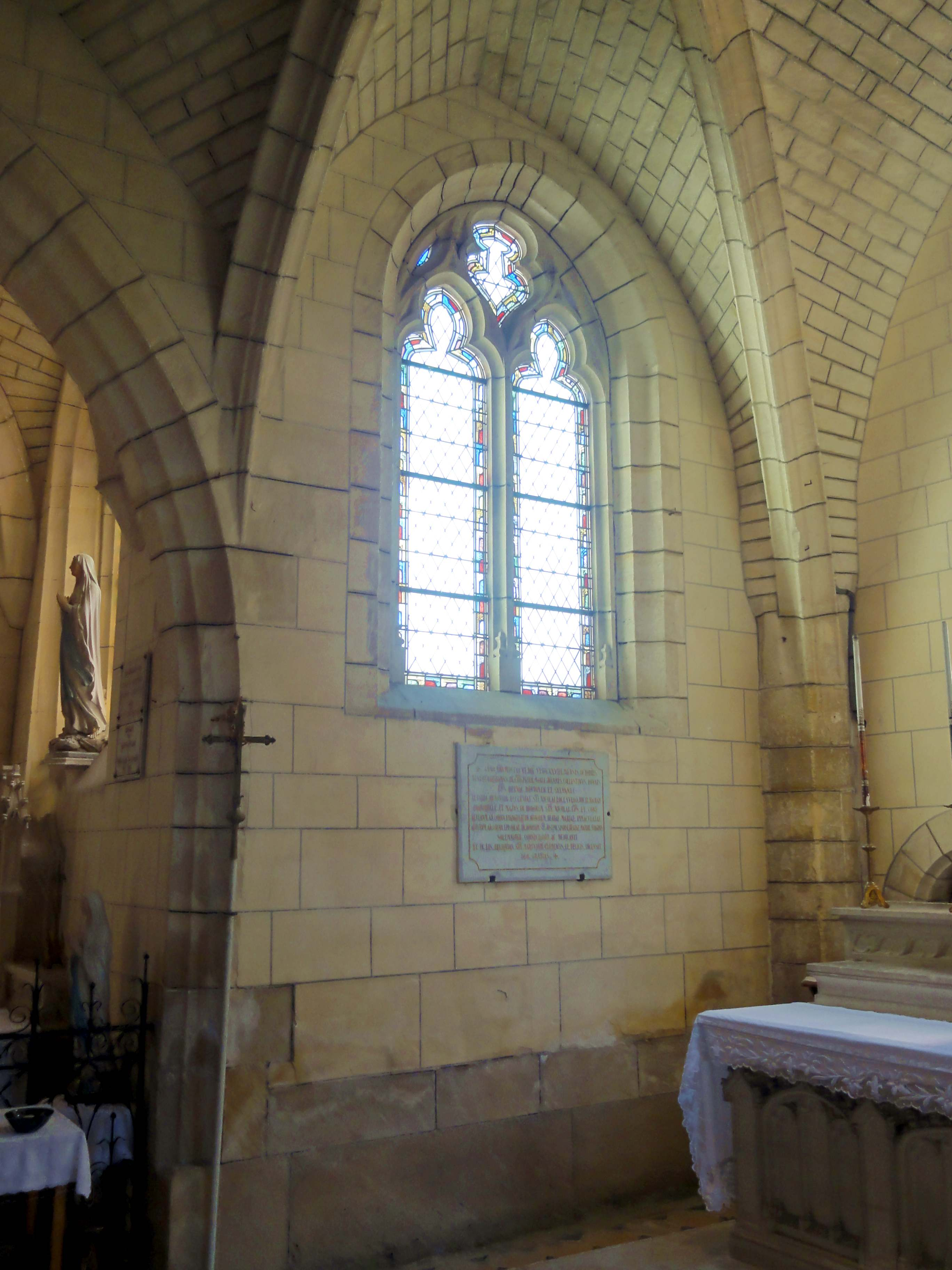
2e travée, élévation nord.

#### Chapelle de la Vierge et base du clocher

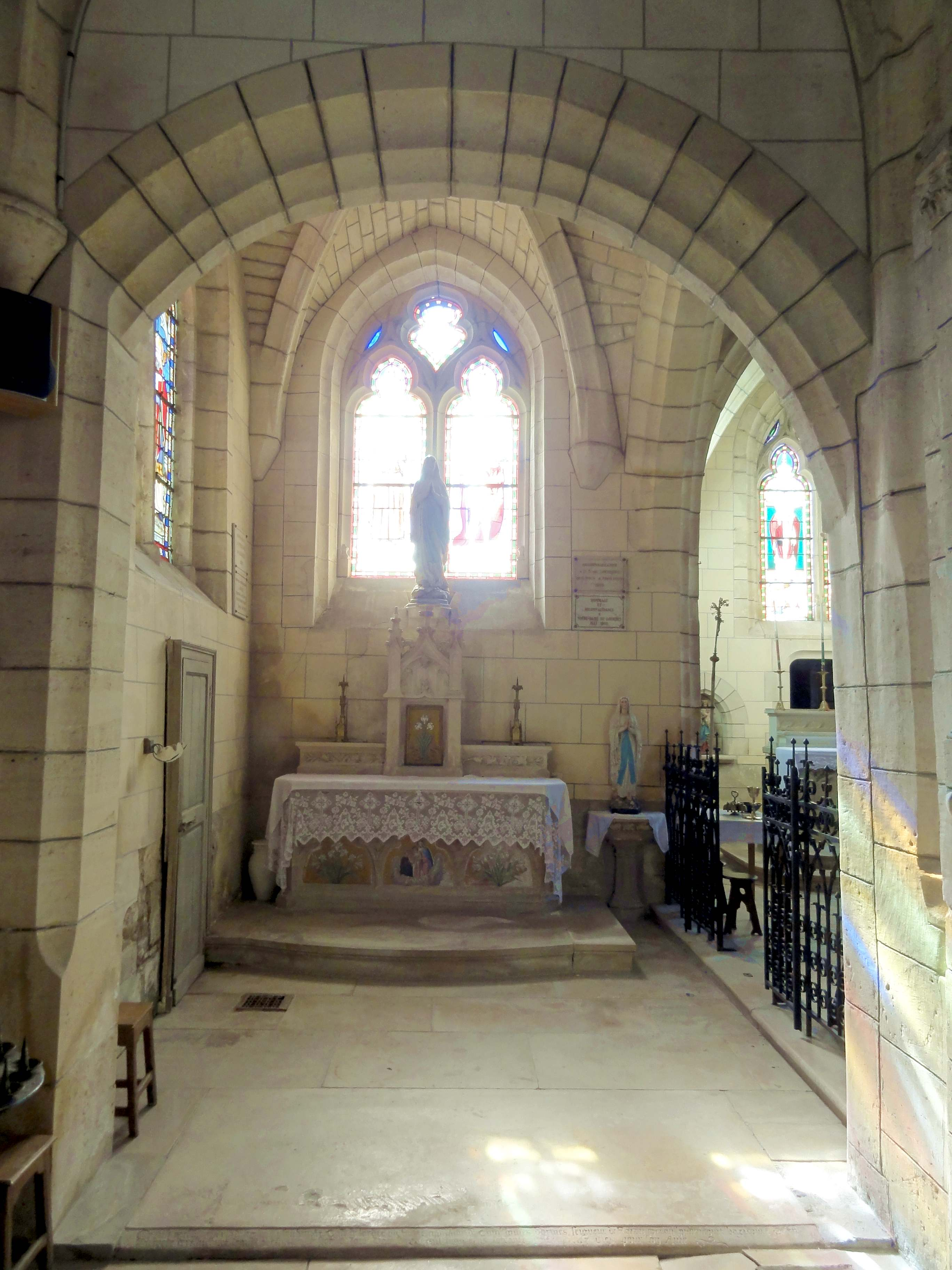
Bas-côté nord, vue dans la chapelle de la Vierge.

La chapelle de la Vierge, établie dans le prolongement du bas-côté nord et au nord du chœur, est de plan barlong dans le sens longitudinal, et un peu moins élevée que les bas-côtés et le chœur. La fenêtre orientale est identique aux trois fenêtres du chœur, tandis que la fenêtre latérale est différente de toutes les autres fenêtres de l'église : elle est entourée d'une large gorge peu prononcée, en lieu et place d'une ou deux moulures concaves plus nettement accusées, et ses deux lancettes sont dépourvues de têtes trilobées. Elles sont surmontées d'un losange plus grand que celui des fenêtres occidentales, mais également défini par deux quarts-de-cercle. Les meneaux sont particulièrement fins. L'architecture de la chapelle n'offre rien d'intéressant. Une petite porte vers l'extérieur existe dans le soubassement de la baie septentrionale. Les deux arcades ont déjà été décrites. Les ogives adoptent le même profil que dans le vaisseau central et les bas-côtés. Pas plus que dans le chœur, il n'y a pas de formerets, et en plus, la clé de voûte n'est pas décorée : les nervures s'y croisent simplement. Au nord, l'arc d'inscription de la voûte est en plein cintre, tout comme par ailleurs l'arcade tronquée vers le bas-côté. Ce que l'on remarque surtout, est la lourdeur des culs-de-lampe sur lesquels sont réceptionnées les ogives. Au sud, et surtout au sud-ouest, ils ne sont pas tout à fait situés dans les angles, ce qui est une anomalie. À l'ouest, ils portent un écusson vierge ; à l'est, ils sont coniques, à plusieurs pans. Dans son ensemble, cette chapelle donne l'impression de ne pas avoir été prévue dans le projet initial, et que lors du changement de parti qui donna lieu à sa construction, la question du voûtement fut négligée dans un premier temps.
La base du clocher, établie dans le prolongement du bas-côté sud et au sud du chœur, est de plan carré, et représente à la fois la travée la plus petite, la moins élevée et la plus ancienne de l'église. Elle abrite la chapelle Saint-Joseph. Étant donné les dimensions restreintes de la travée, il apparaît nettement qu'elle ne correspond pas à la première travée de l'ancien chœur, et que le clocher n'a jamais été central. La voûte est encore celle d'origine, et les remaniements à la période flamboyante se sont limités à l'arcade vers le bas-côté, et à l'agrandissement de la baie méridionale. Celle-ci est aujourd'hui supérieurement délimitée par le formeret de la voûte, ce qui confère à son arc un tracé presque triangulaire. L'ébrasement est très important, et touche presque aux supports de la voûte. La baie du chevet paraît conforme à l'architecture du milieu du XIIe siècle. À la faveur d'une superficie plus généreuse qu'en pleine période romane, l'ébrasement diminue, mais la baie s'ouvre au-dessus d'un long glacis. Elle est donc de dimensions moyennes, en plein cintre, et bien sûr dépourvu de remplage. La voûte, un peu irrégulière mais bâtie très soigneusement, est typique de la première période gothique, plutôt que de la période romane. Les ogives affichent une fine arête entre deux tores dégagés, et les formerets sont moulurés d'un tore dégagé. La clé de voûte répond déjà aux mêmes dispositions que son homologue de la chapelle de la Vierge, ce qui n'a rien d'exceptionnel à la période de construction. Avec les formerets, les ogives retombent sur les tailloirs polygonaux de colonnettes à chapiteaux logées dans les angles. Les tailloirs affichent, du haut vers le bas, une plate-bande et un cavet entre deux baguettes. Les corbeilles sont sculptées de crossettes aux nervures perlées, ou de feuilles de trèfle sur leurs tiges. L'interprétation de ces motifs est assez originale. Les colonnettes sont en délit, ce qui est toujours la marque d'une construction de qualité, mais elles sont malencontreusement décorées de faux joints, pour rester cohérent avec le traitement en faux-appareil des murs des parties orientales. Les bases présentent un petit tore et un gros tore aplati, flanqué de griffes végétales aux angles.

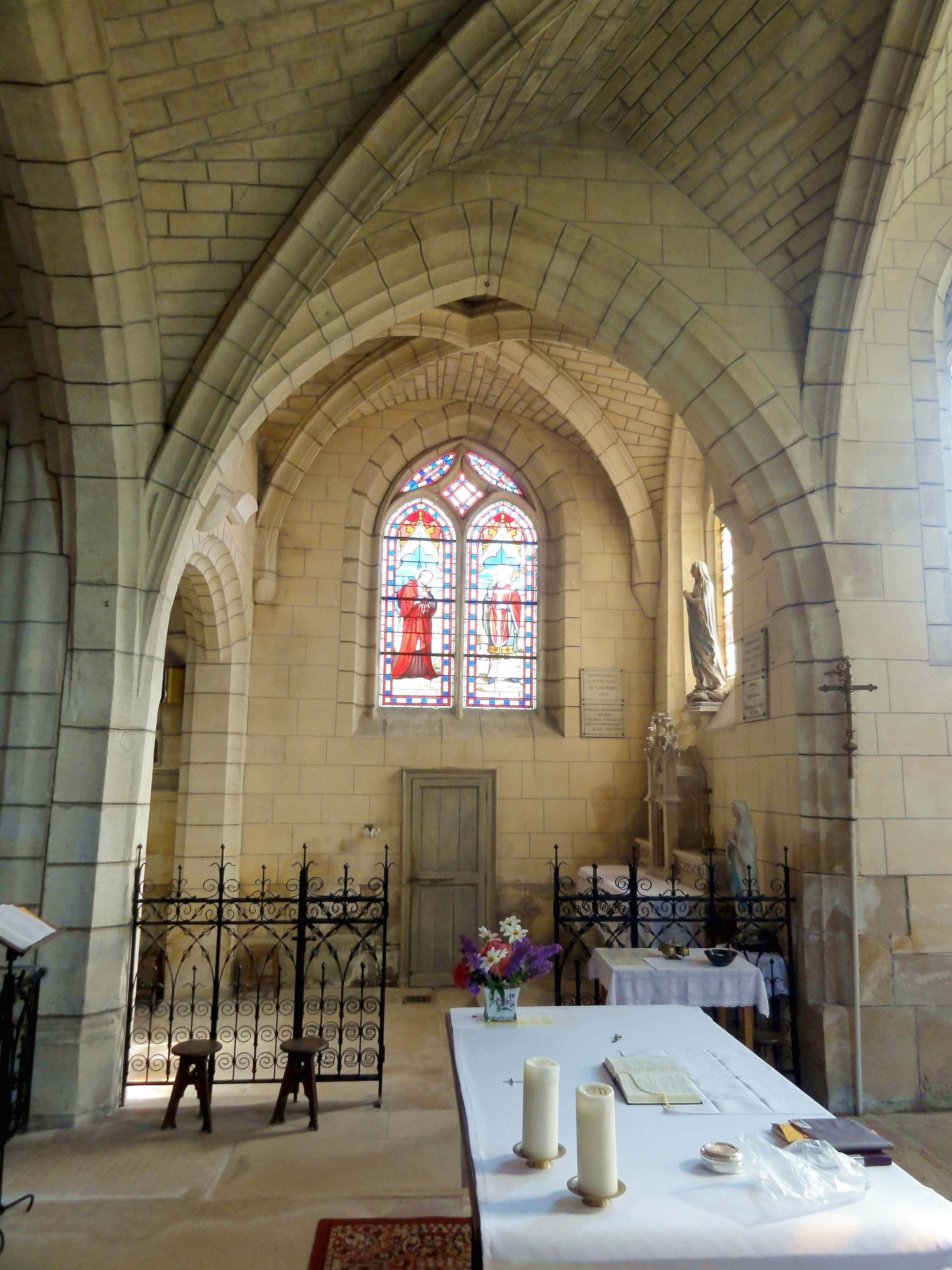
Chœur, vue dans la chapelle de la Vierge.
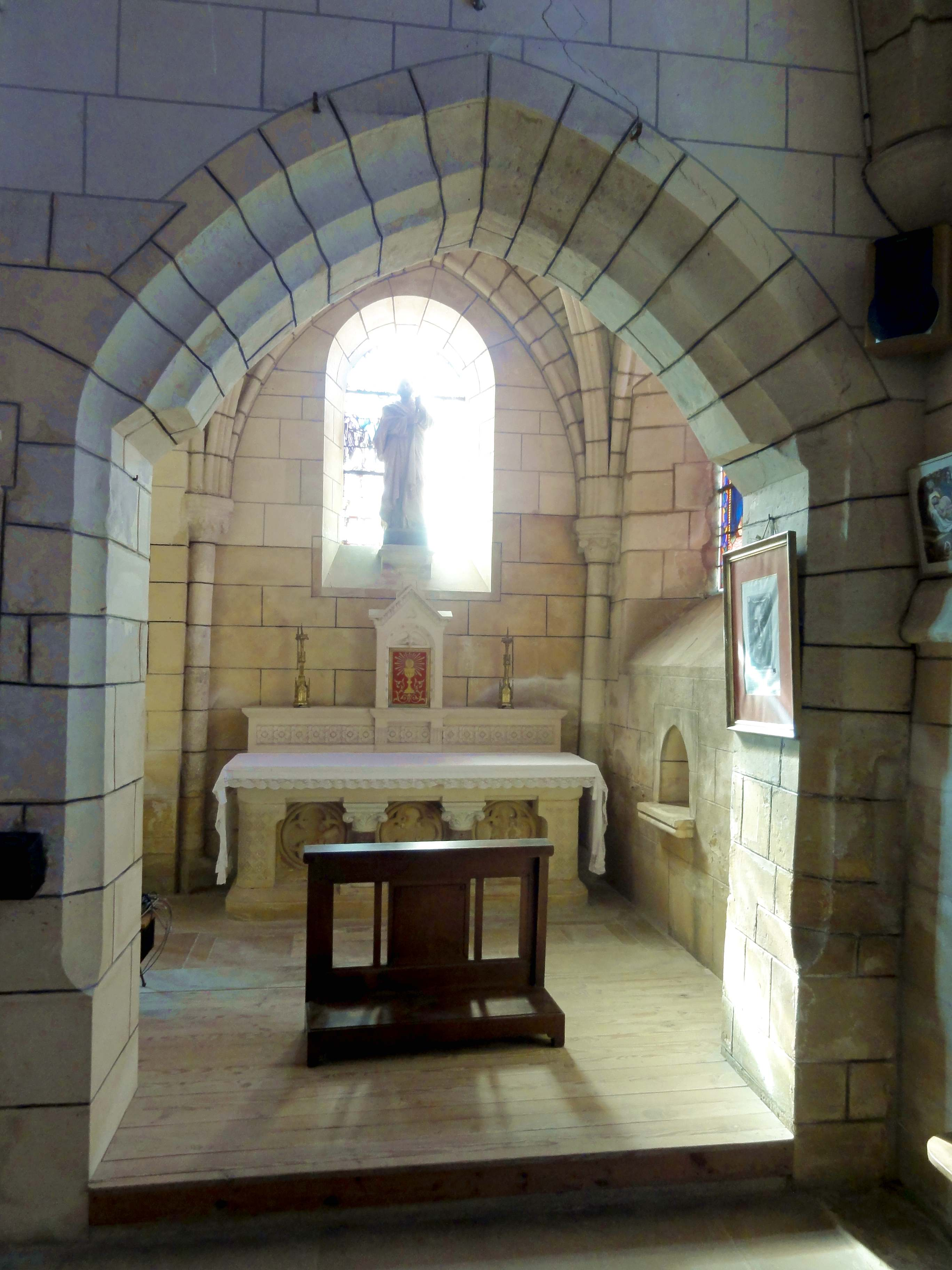
Bas-côté sud, vue dans la base du clocher.
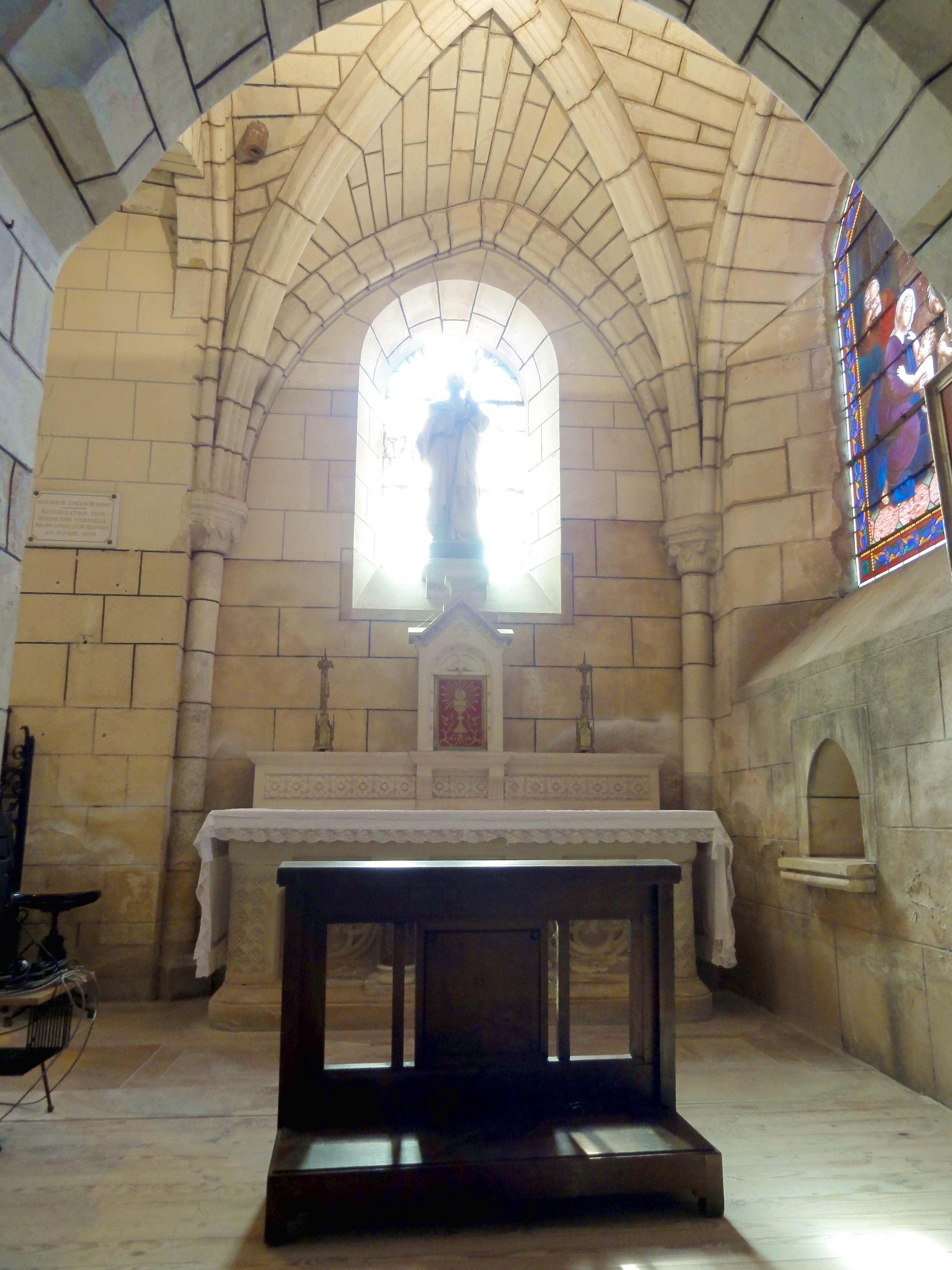
Base du clocher, vue vers l'est.
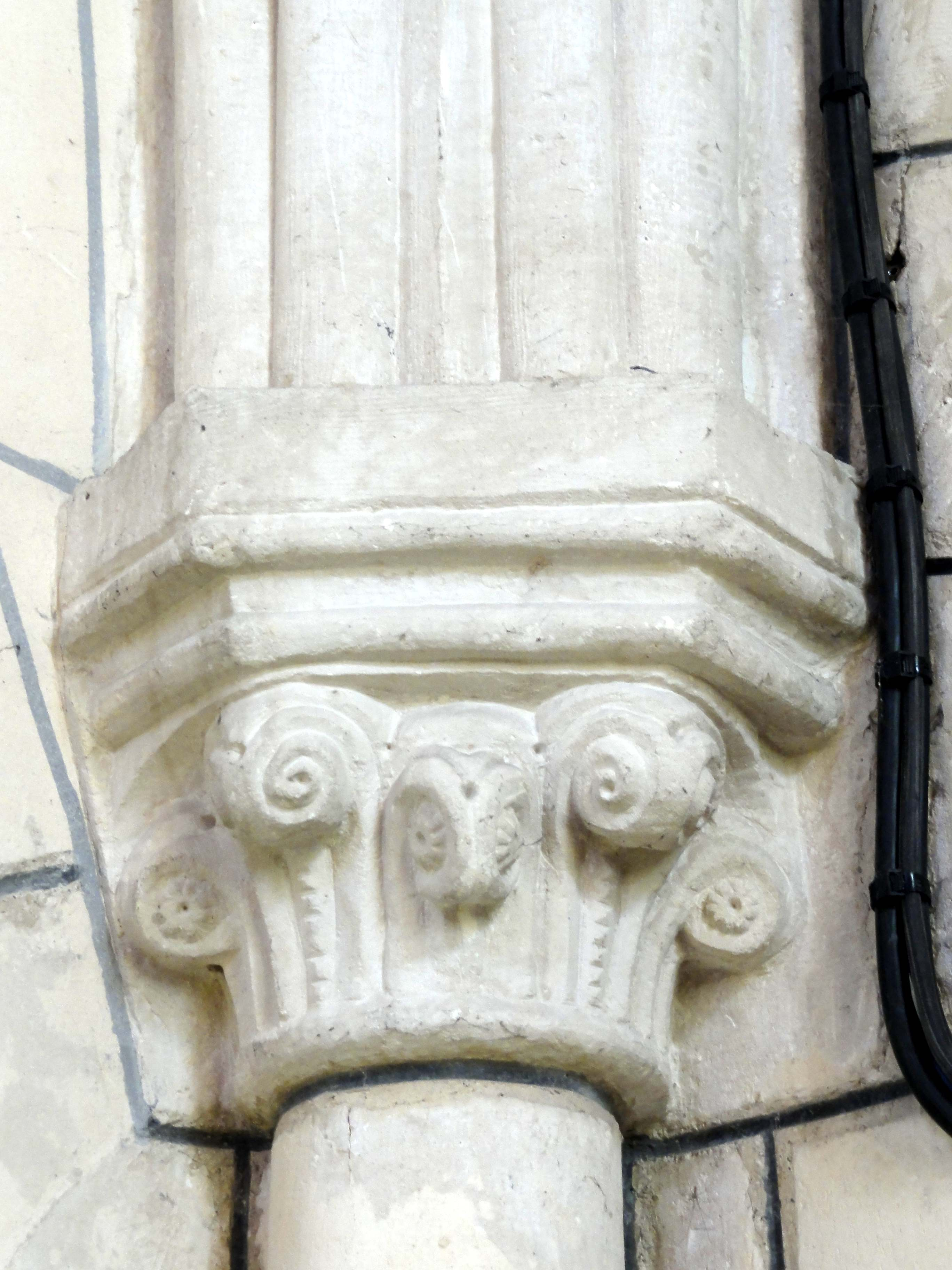
Base du clocher, chapiteau au nord-ouest.
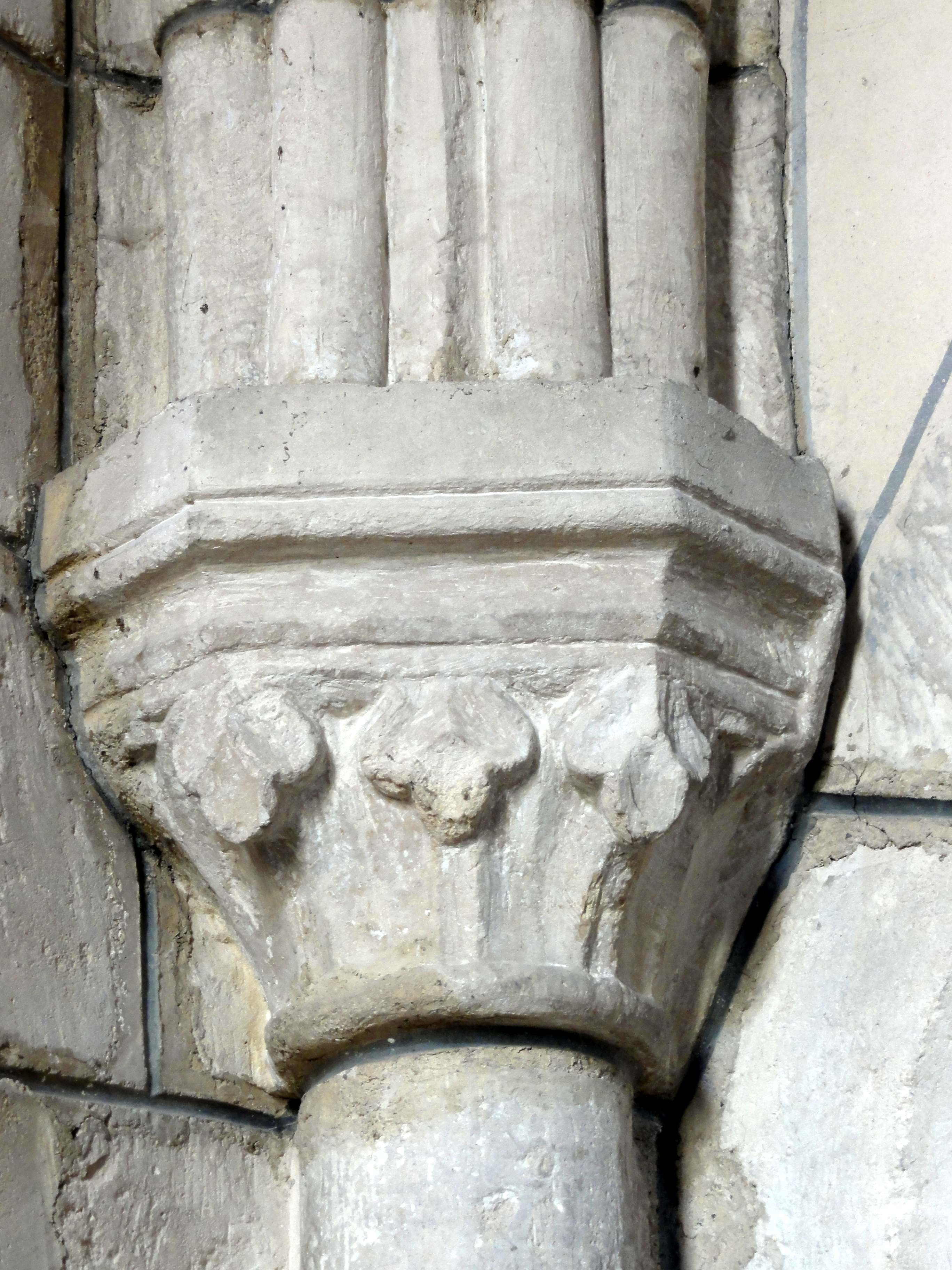
Base du clocher, chapiteau au sud-ouest.
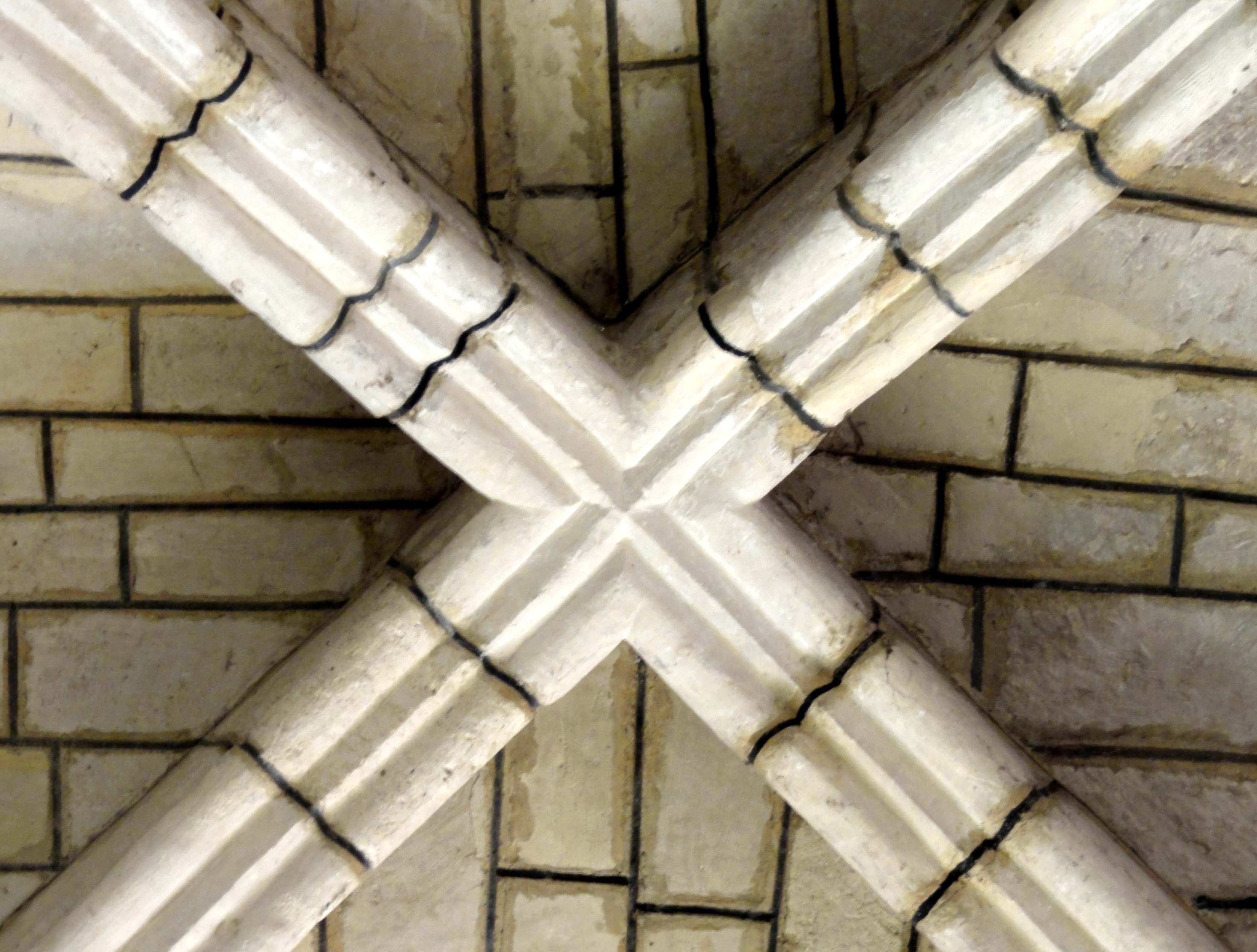
Base du clocher, clé de voûte.

### Extérieur

#### Façade occidentale

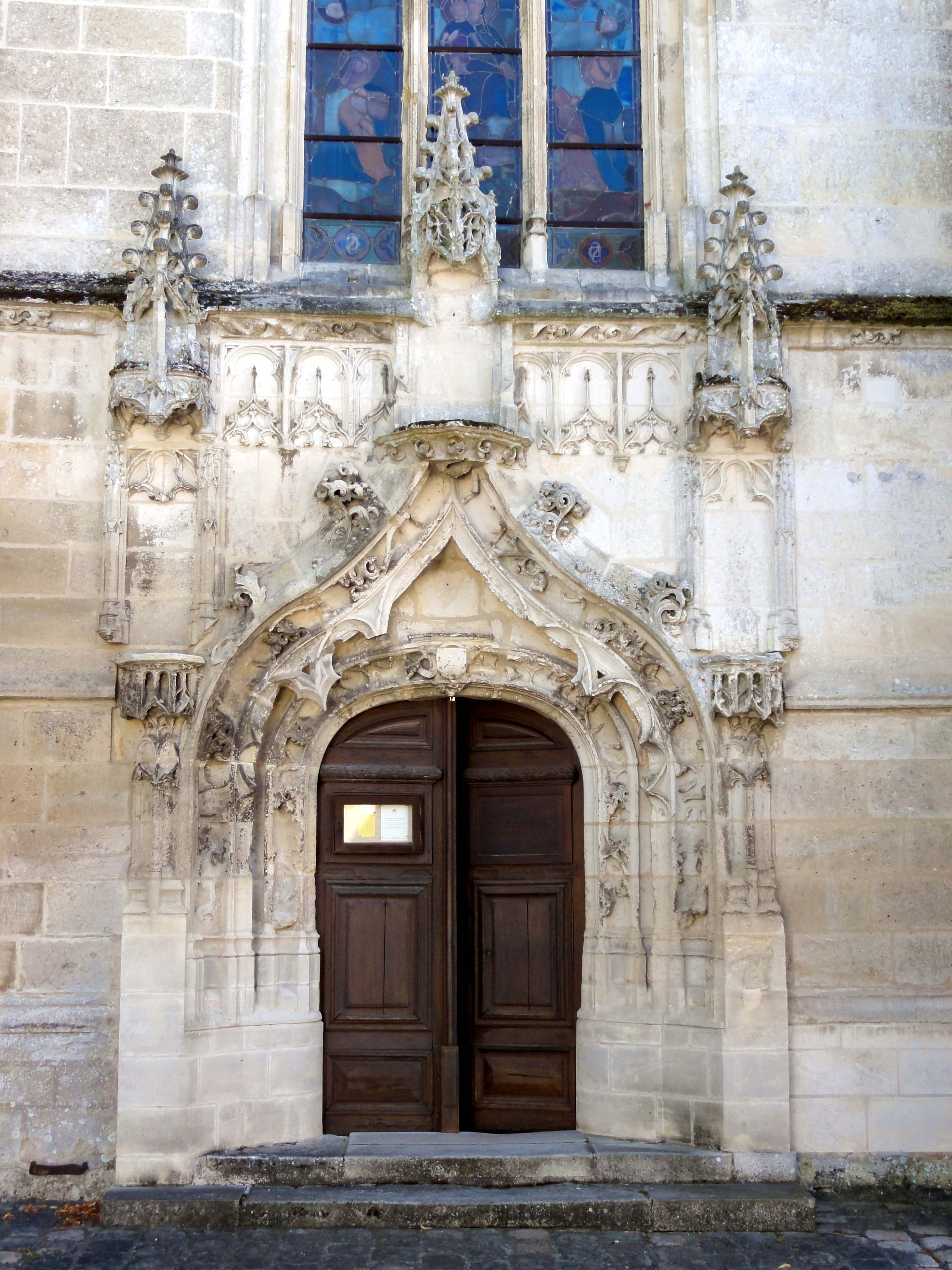
Portail occidental.

Après les portails occidentaux d'Ève, L'Isle-Adam, Saint-Pierre de Senlis, Survilliers, Verberie, Verneuil-en-Halatte, et le portail méridional de Louvres, le portail de l'église Saint-Nicolas est l'un des portails flamboyants les plus richement décorées des environs. Cependant, l'effort décoratif se concentre sur le portail proprement dit et ses abords immédiats. Comme à l'accoutumée, l'archivolte et les piédroits se confondent. La porte est en anse de panier. Elle est directement entourée d'une large voussure, délimitée par des arêtes saillantes, et sculptée de pampres finement ciselés et découpés à jour, ainsi que d'un écusson à la clé d'arc. Un intervalle sépare cette voussure d'une autre, placée en avant, et également délimitée par des arêtes saillantes, dont deux en bas : une de face, et une dans l'intrados. Contrairement à la précédente, la voussure extérieure se termine en accolade, et se détache donc de la première. Le petit tympan ainsi délimité n'est pas décoré, car l'architecte a ici mis en place un procédé décoratif original, qui justifie l'espacement entre les deux voussures.
Des festons sont suspendus entre les deux arêtes saillantes inférieures de la voussure supérieure, et couvrent ainsi partiellement l'intervalle, qui sert donc à donner davantage de relief et de profondeur à l'ensemble. Les festons sont malheureusement tous cassés, mais en jugeant d'après les vestiges, il devait s'agir de têtes trilobées. L'intérieur de la voussure supérieure, qui forme l'accolade, est sculpté de feuilles frisées d'une grande plasticité. Des feuilles de chou frisées se détachent également de l'extrados. Les bases viennent d'être refaites lors d'une récente restauration ; pendant longtemps, la partie inférieure du portail avait été noyé sous une couche de ciment. L'ornementation du portail est complétée par trois niches à statues aujourd'hui vides, dont les dais finement ciselés sous la forme d'édicules gothiques dépassent le larmier qui marque la limite du premier niveau d'élévation, et sert d'appui à la fenêtre haute. Les dais et les consoles des niches latérales sont remarquables. Ces dernières reposent sur des clochetons plaqués, tandis que la niche médiane est établie dans l'axe de l'accolade. De très fins pinacles plaqués délimitent latéralement les niches. Le fond des niches latérales et le mur entre les niches sont animés d'arcatures plaquées d'un dessin complexe. Enfin, un ruban et des feuillages se profilent dans l'échine sous le larmier. Avec son riche décor, le portail occupe les trois quarts de l'intervalle entre les deux contreforts occidentaux de la nef. La partie haute de la façade offre seulement la vaste fenêtre occidentale de la nef, dont le réseau a déjà été évoqué. La baie est surmontée d'un bandeau mouluré, qui retombe sur deux culs-de-lampe en forme de chimères.

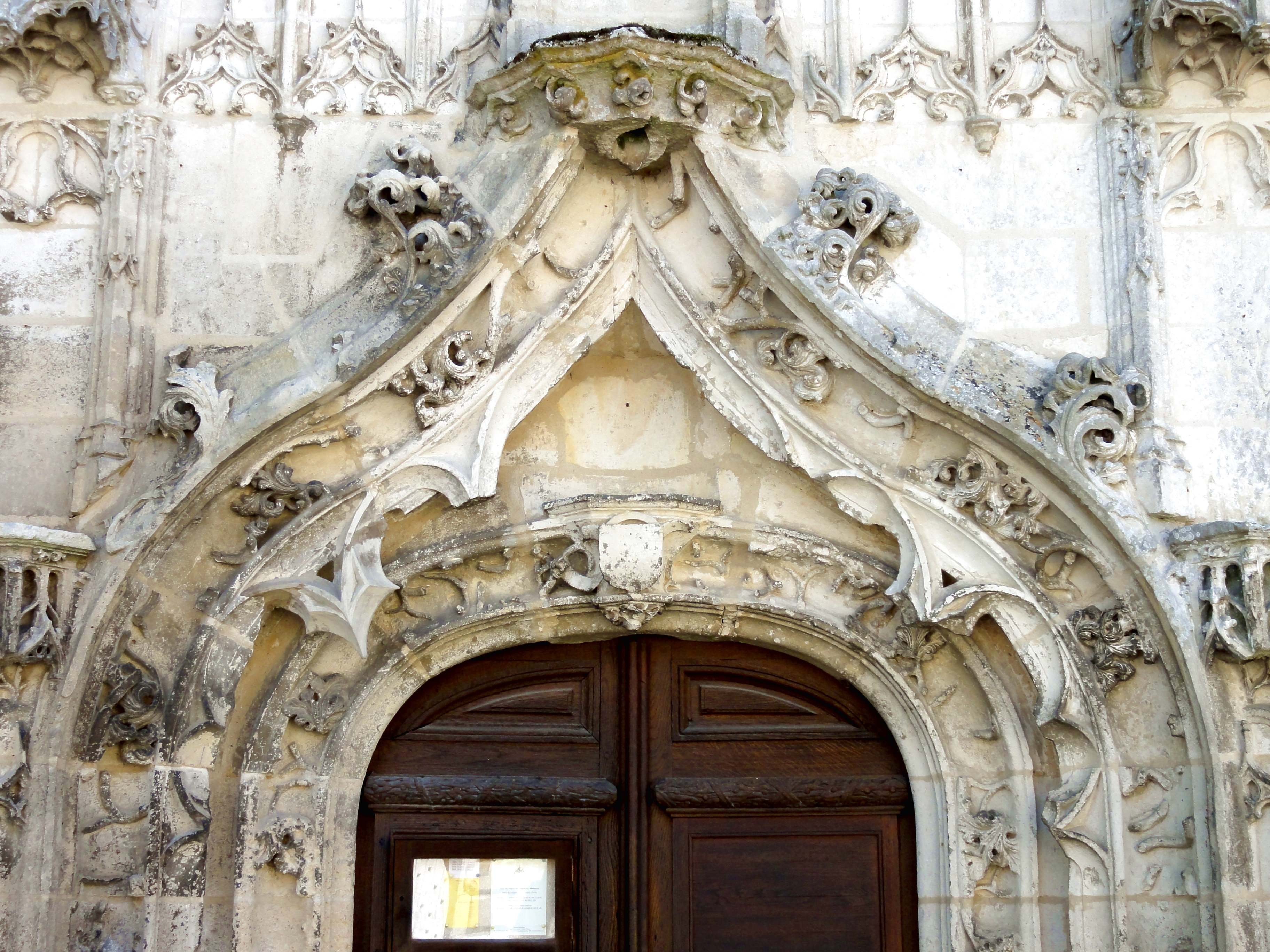
Archivolte et accolade du portail.
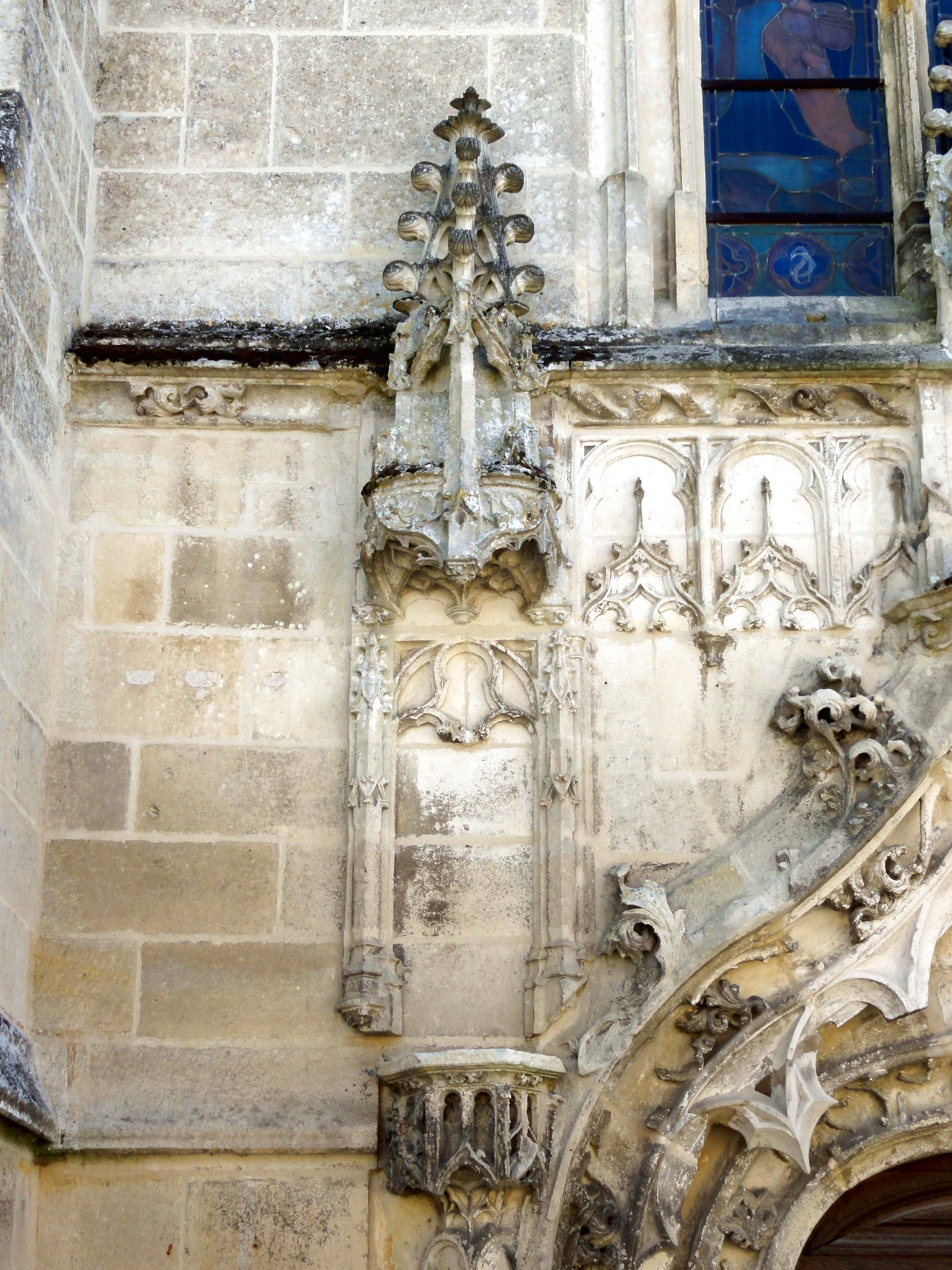
Niche à statue à gauche.
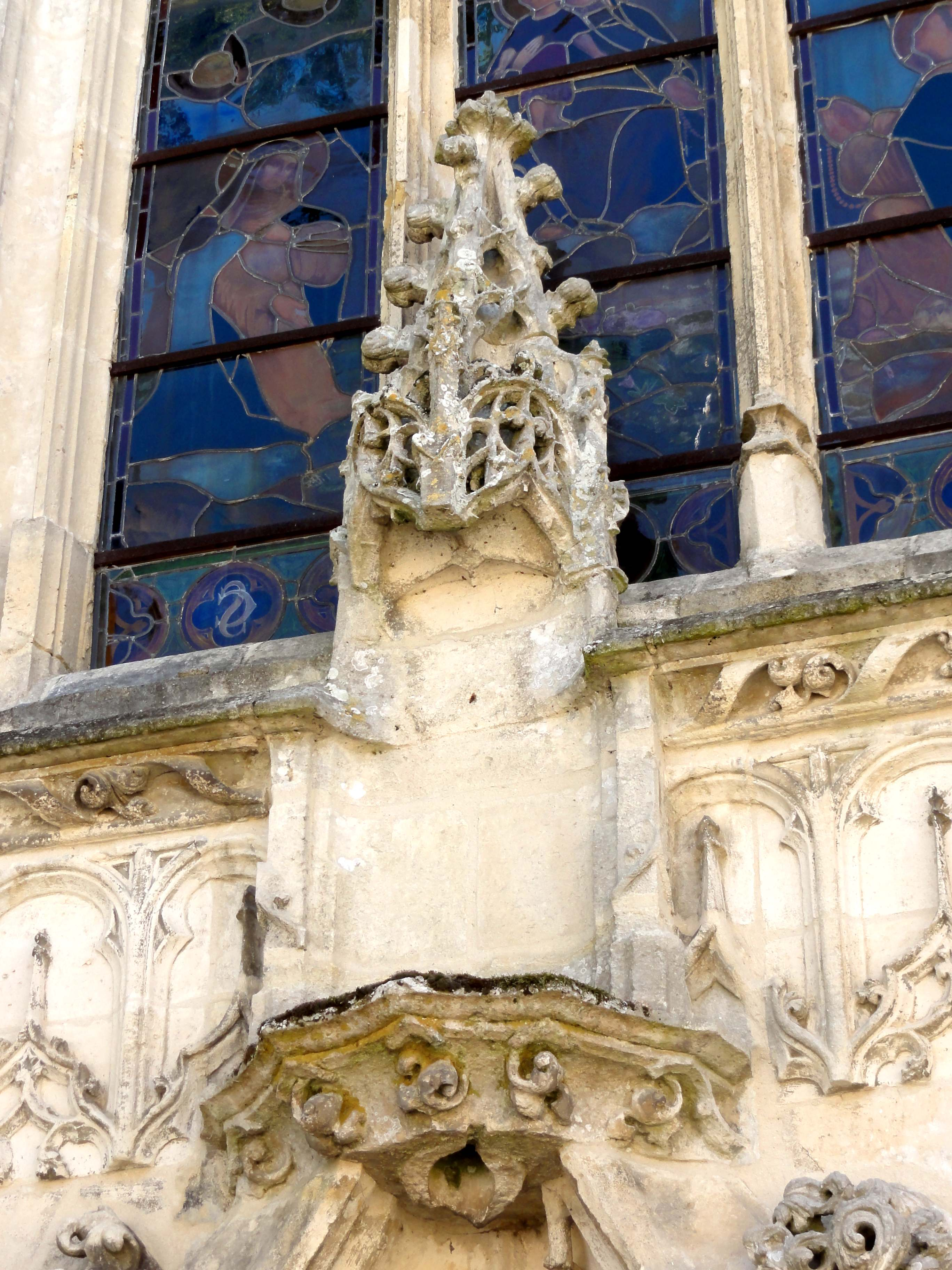
Niche à statue au-dessus de l'accolade.
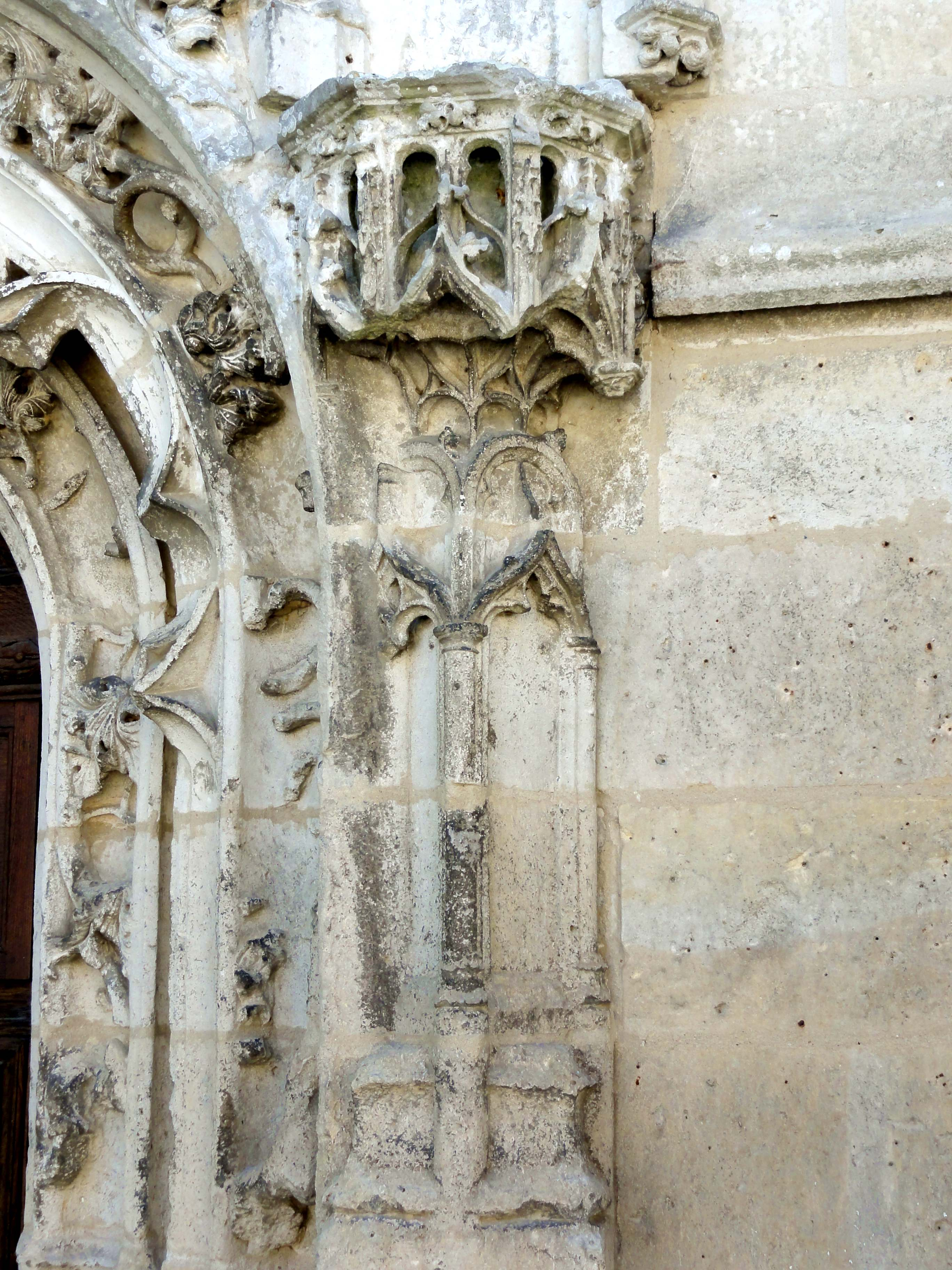
Niche à statue à droite.
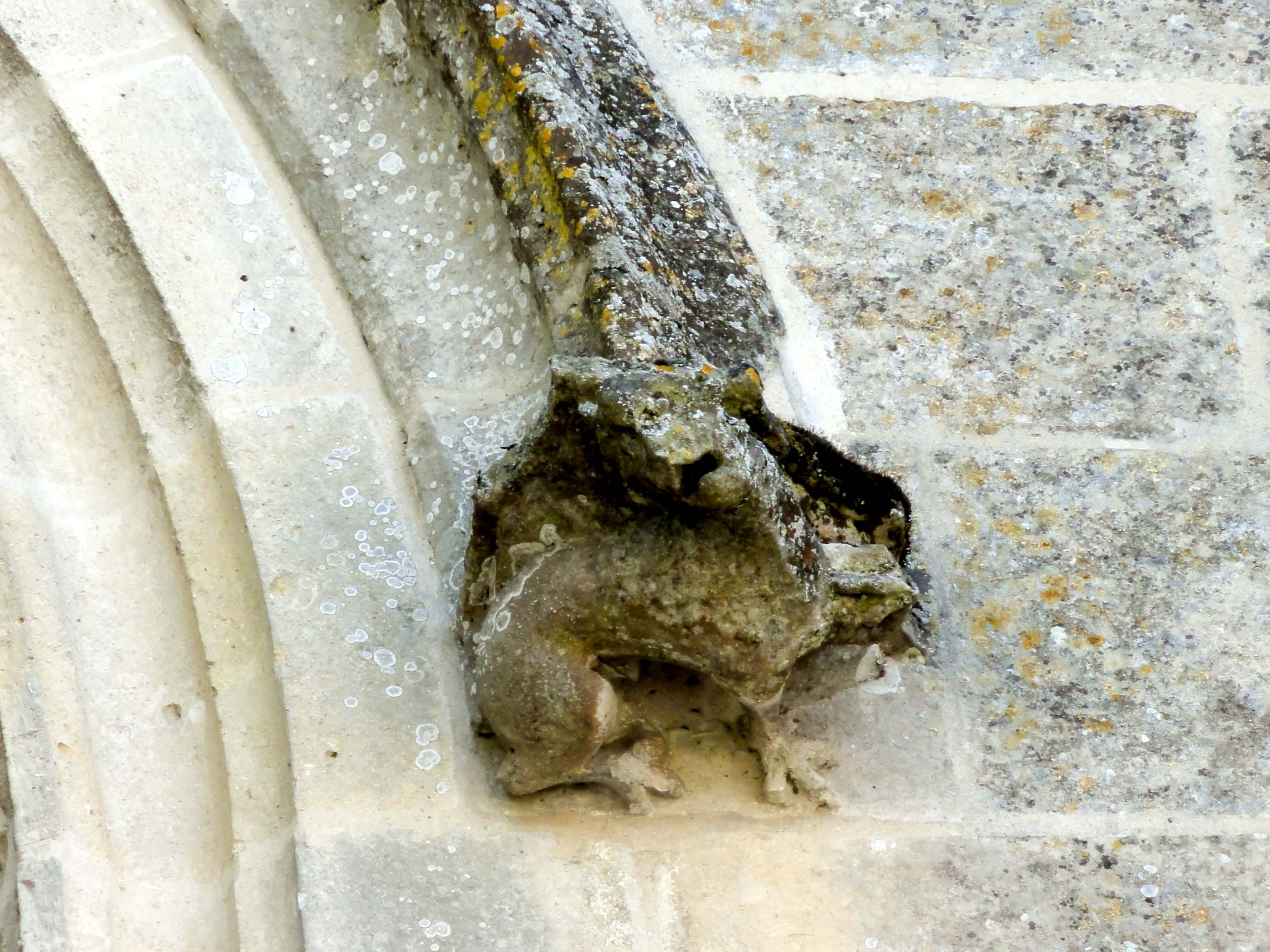
Chimère de la fenêtre haute.

#### Clocher

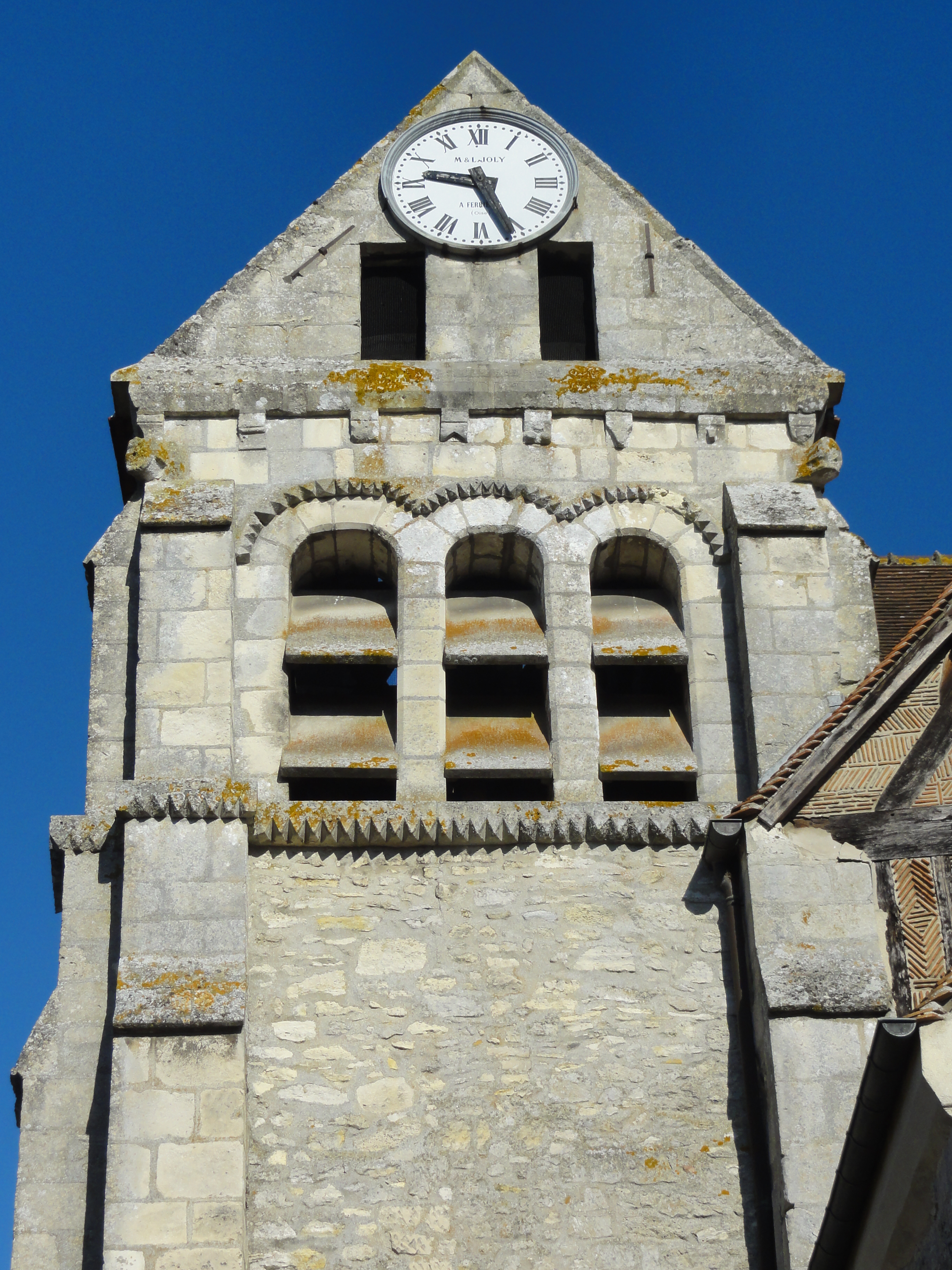
Clocher, côté est.

À la période romane, le clocher central s'élevant au-dessus de la croisée du transept est la règle dans la région. Les églises qui y dérogent ont deux tours qui flanquent le chœur, comme Morienval, Saint-Aignan de Senlis et Saint-Leu-d'Esserent, ou une deuxième tour a anciennement existé ou était tout au moins projeté, comme à Rhuis et Saint-Pierre de Senlis. À Allonne, Courcelles-sur-Viosne, Fontenay-en-Parisis, Monchy-Saint-Éloi et Villers-Saint-Frambourg, la position latérale du clocher ne résulte que d'un déplacement du vaisseau central. À Acy-en-Multien, Auger-Saint-Vincent, Béthisy-Saint-Martin, Bruyères-sur-Oise, Cramoisy, Goussainville, Nesles-la-Vallée et Saint-Pierre de Pontpoint, l'on trouve toutefois un clocher latéral qui n'est pas dans l'un des trois cas cités, comme à Raray. L'on peut également nommer quelques clochers de la période gothique, dont Bailleval, Borest, Éméville, Pondron et Vez.
Le clocher de Raray se singularise également par le nombre de trois baies par face sur l'étage de beffroi, au lieu des deux baies habituels. D'autres exemples de clochers avec trois à quatre baies par face sont Rully (XIIe siècle), Choisy-au-Bac (début XIIIe siècle), Clairoix (début XIIIe siècle), Agnetz (XIVe siècle), Ravenel, Venette (XVIe siècle), et Brenouille (XVIIIe siècle). Abstraction fait de ces particularités, l'architecture du clocher de Raray ne présente rien d'exceptionnel. Les murs de la base et du premier étage sont appareillés en moellons, la pierre de taille étant réservé aux contreforts et à l'étage de beffroi. Deux contreforts orthogonaux flanquent chaque angle. Ils sont scandés par un larmier à la limite entre le rez-de-chaussée et le premier étage, qui ne possède qu'une fenêtre qu'au sud, et se retraitent par un court glacis formant larmier entre le premier étage et l'étage de beffroi. Ensuite, un cordon de têtes de clous court tout autour du clocher au niveau du seuil des fenêtres de ce dernier étage. Celles-ci sont en plein cintre, et dépourvues des habituels colonnettes à chapiteaux, mais simplement surmontées d'un cordon de têtes de clous. À ce niveau, les contreforts s'amortissent par un glacis formant larmier, et une tête saillante ou chimère aujourd'hui fortement mutilée jaillit à chaque angle. Enfin, les murs se terminent par une corniche de modillons diversement sculptés de têtes fantastiques ou de motifs abstraits, ou simplement moulurés. Les murs des pignons reposent sur cette corniche, et sont ainsi établis en léger encorbellement. Ils sont percés chacun de deux ouvertures rectangulaires,.

#### Élévations latérales et chevet

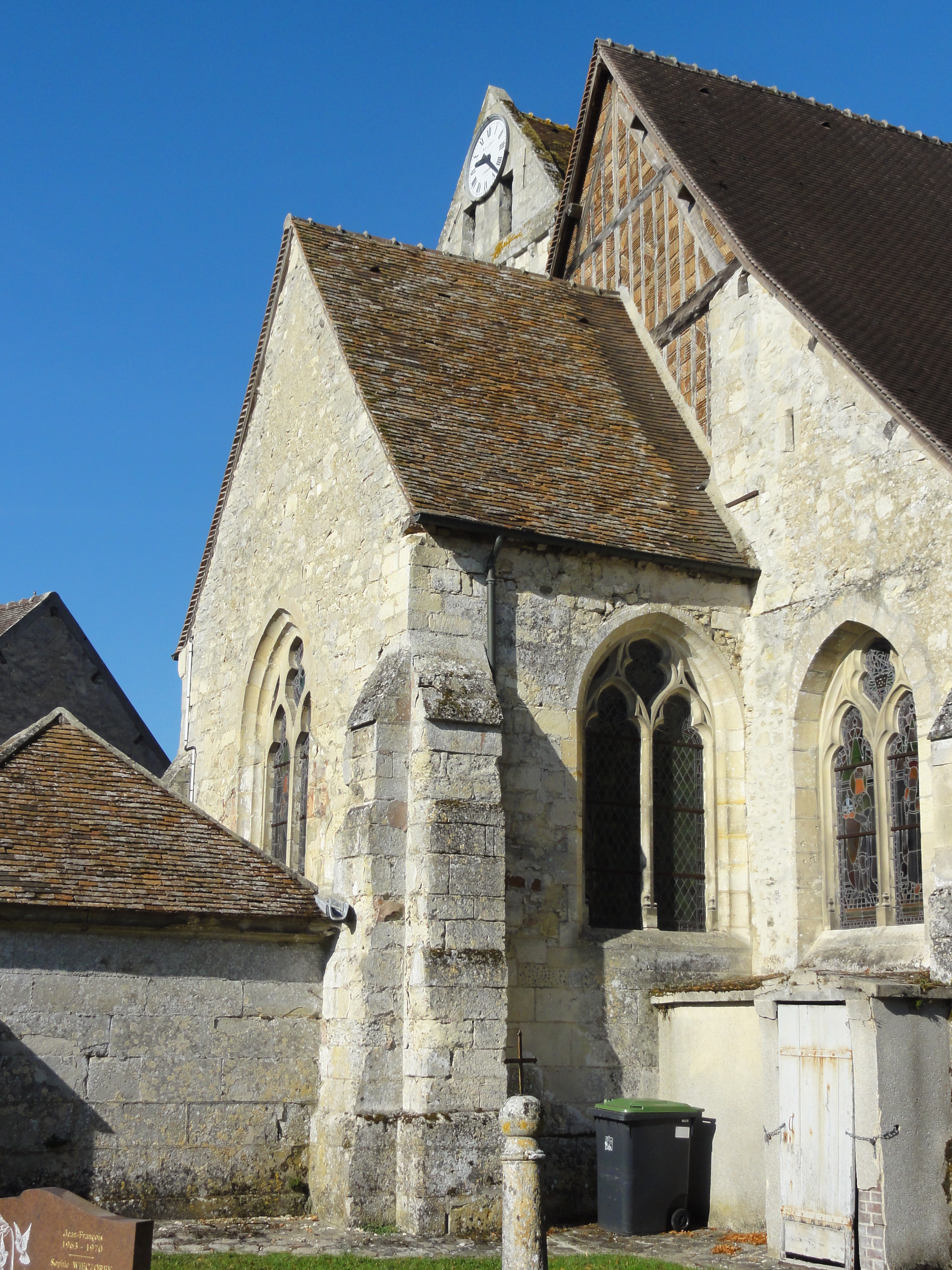
Chœur, vue depuis le nord-est.

L'élévation méridionale est dominée par le clocher, qui, mis en rapport avec la vaste toiture unique de la nef et des bas-côtés, paraît modeste et trapu. En effet, le sommet de l'étage de beffroi n'atteint même pas le niveau du faîtage. À l'instar des deux premiers niveaux du clocher, les élévations latérales et l'abside sont bâtis en moellons, la pierre de taille étant réservée au soubassement, aux contreforts, aux blocs moulurés et aux pourtours des fenêtres. Les deux bas-côtés sont analogues, exception faite de la troisième travée du sud, où se dresse la tourelle d'escalier polygonale donnant accès aux combles. Elle englobe le contrefort à la limite avec la deuxième travée, et ne touche pas au clocher, ce qui paraît surprenant étant donné sa proximité. Les fenêtres ont déjà été décrites. Conformément à l'usage à la période flamboyante, leur mouluration est identique à l'intérieur et à l'extérieur de l'église. L'on retrouve également le larmier galbé qui souligne la limite des allèges à l'intérieur, mais à l'extérieur, il comporte de courtes sections verticales, et passe autour des contreforts deux assises au-dessus du niveau du seuil des fenêtres. Le larmier est également présent sur la tourelle d'escalier, mais pas sur la chapelle de la Vierge, dont il a déjà été dit qu'elle est issue du profond remaniement d'une structure plus ancienne. Le même constat que pour le larmier vaut pour la plinthe moulurée qui marque la limite du soubassement, conformément à la tradition flamboyante.
Un seul contrefort biais épaule les angles nord-ouest et sud-ouest de l'église, en lieu et place de deux contreforts orthogonaux aux autres angles. Ce changement de parti s'observe sur la plupart des églises flamboyantes à l'approche du milieu du XVIe siècle, et est cohérent avec la timide manifestation d'influences de la Renaissance sur plusieurs clés de voûte et les culs-de-lampe de la nef. Il faut donc bien assigner à l'église Saint-Nicolas une date à la fin de l'apogée de la période flamboyante, mais avant son déclin à partir des années 1540. Les contreforts sont, en principe, scandés par le larmier déjà signalé, et s'amortissent par un glacis formant larmier. Ce sont les contreforts à l'angle de la chapelle de la Vierge qui forment exception, et montrent une retraite grâce à un fruit à la fin du soubassement, ainsi qu'à mi-hauteur. Le larmier du glacis sommital est peu prononcé. Ces caractéristiques sont partagés avec les contreforts plus plats, mais moins larges, de l'abside. On y note un troisième fruit proche du sommet. En outre, les contreforts de l'abside se terminent cinq assises avant le sommet des murs. Ils sont, en somme, caractéristiques de la période romane. Malheureusement, la corniche de cette époque a disparu, ainsi que toute trace des fenêtres d'origine. Avec son abside ne dépassant pas la hauteur des bas-côtés, et sa superposition d'un grand et d'un petit pignon parfaitement axés, le chevet de l'église de Raray présente une physionomie particulière. Son cachet est renforcé par la paroi en pans de bois, dont les intervalles sont remplis de tuiles plates empilées tantôt horizontalement, verticalement ou diagonalement.

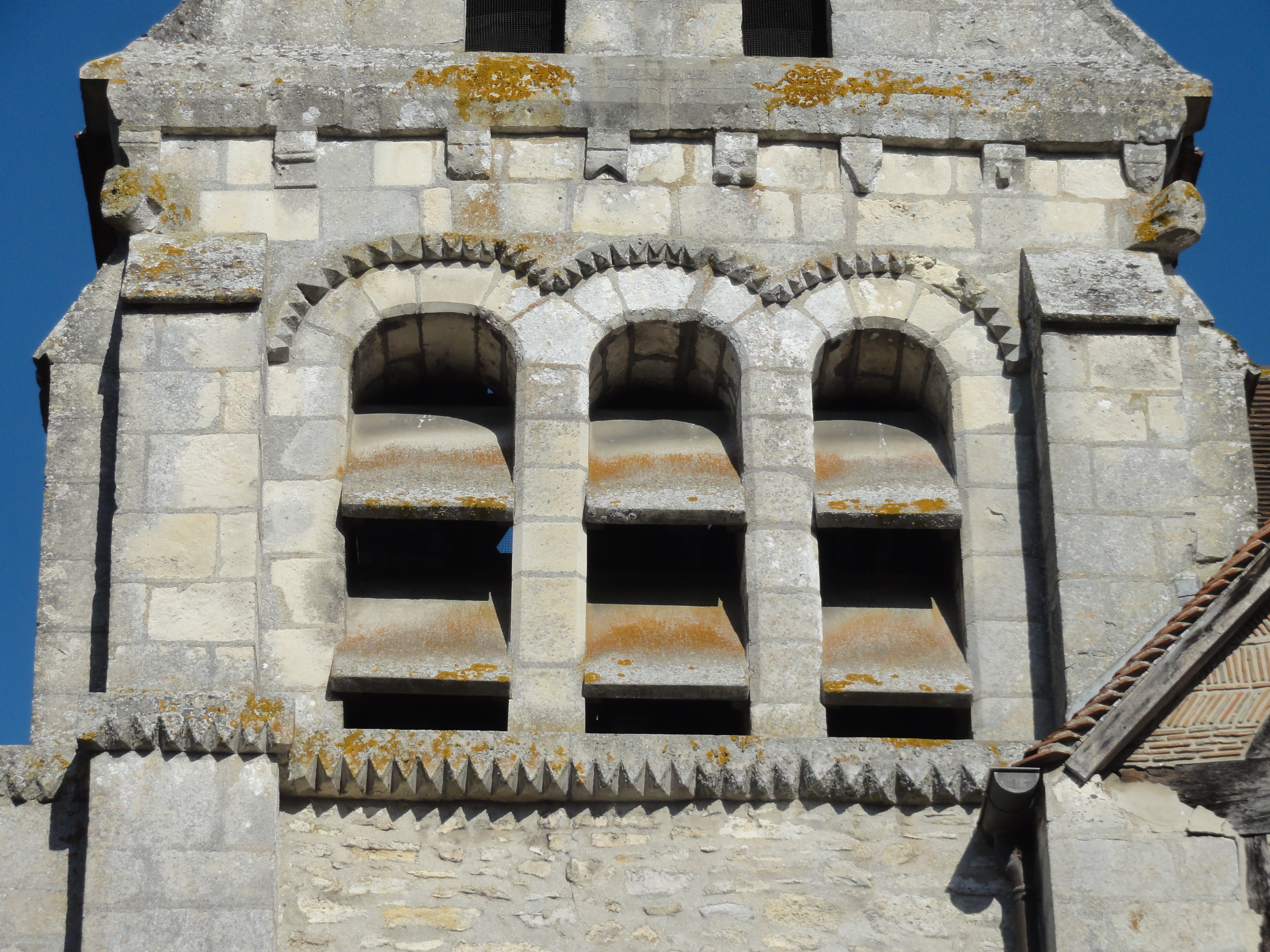
Clocher, étage de beffroi côté est.
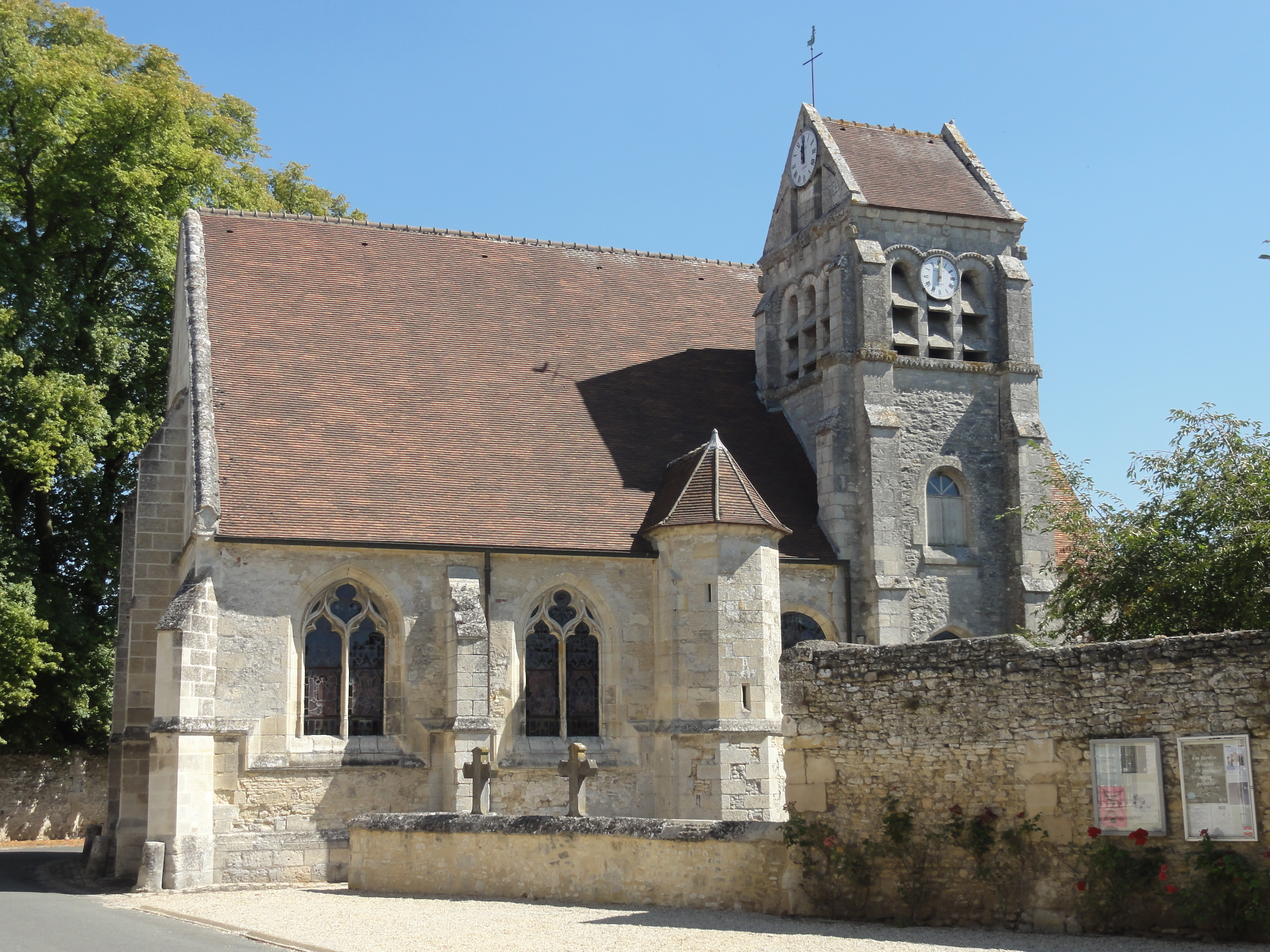
Vue générale depuis le sud.
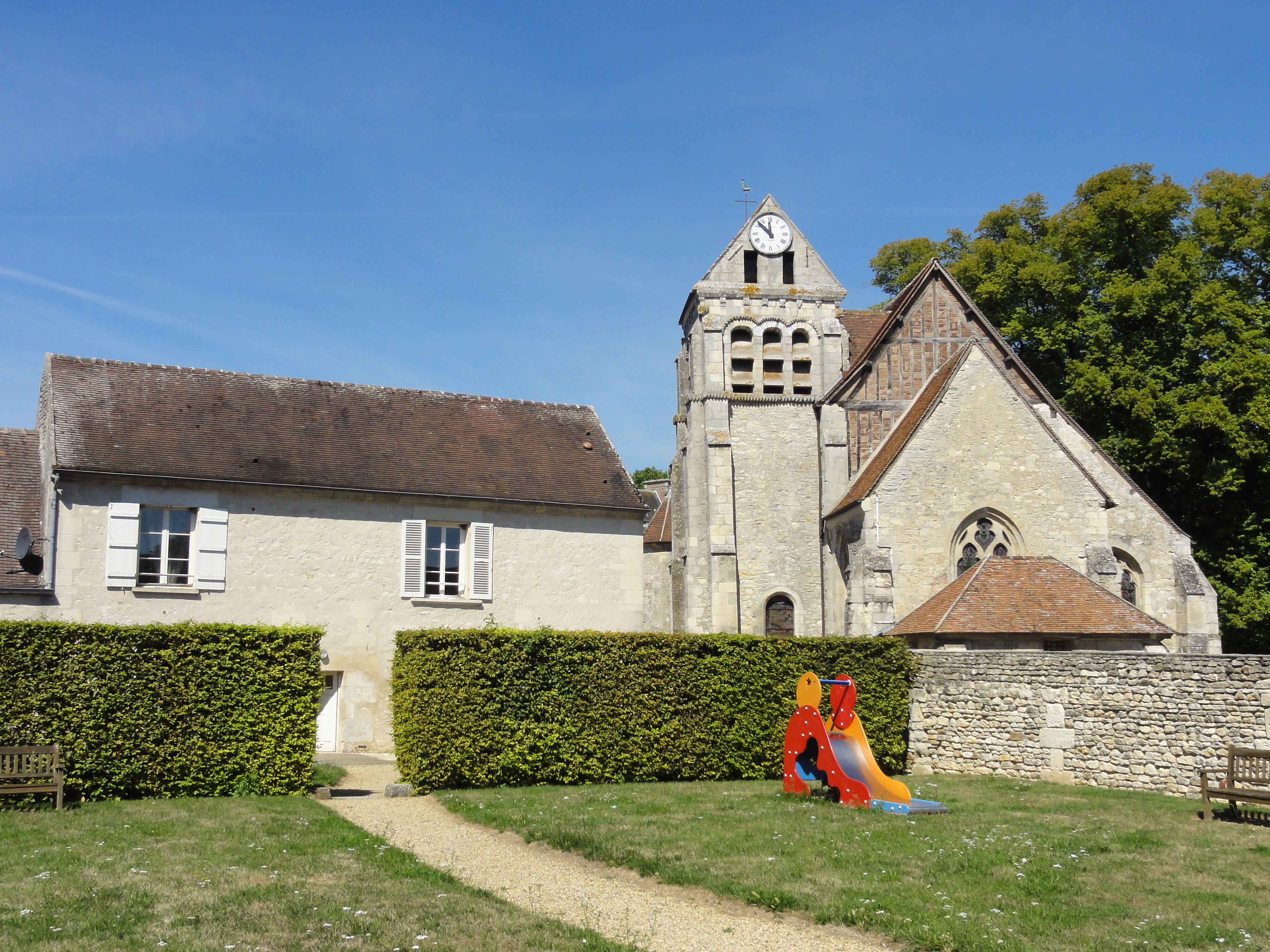
Vue depuis le sud-est avec l'ancien presbytère.
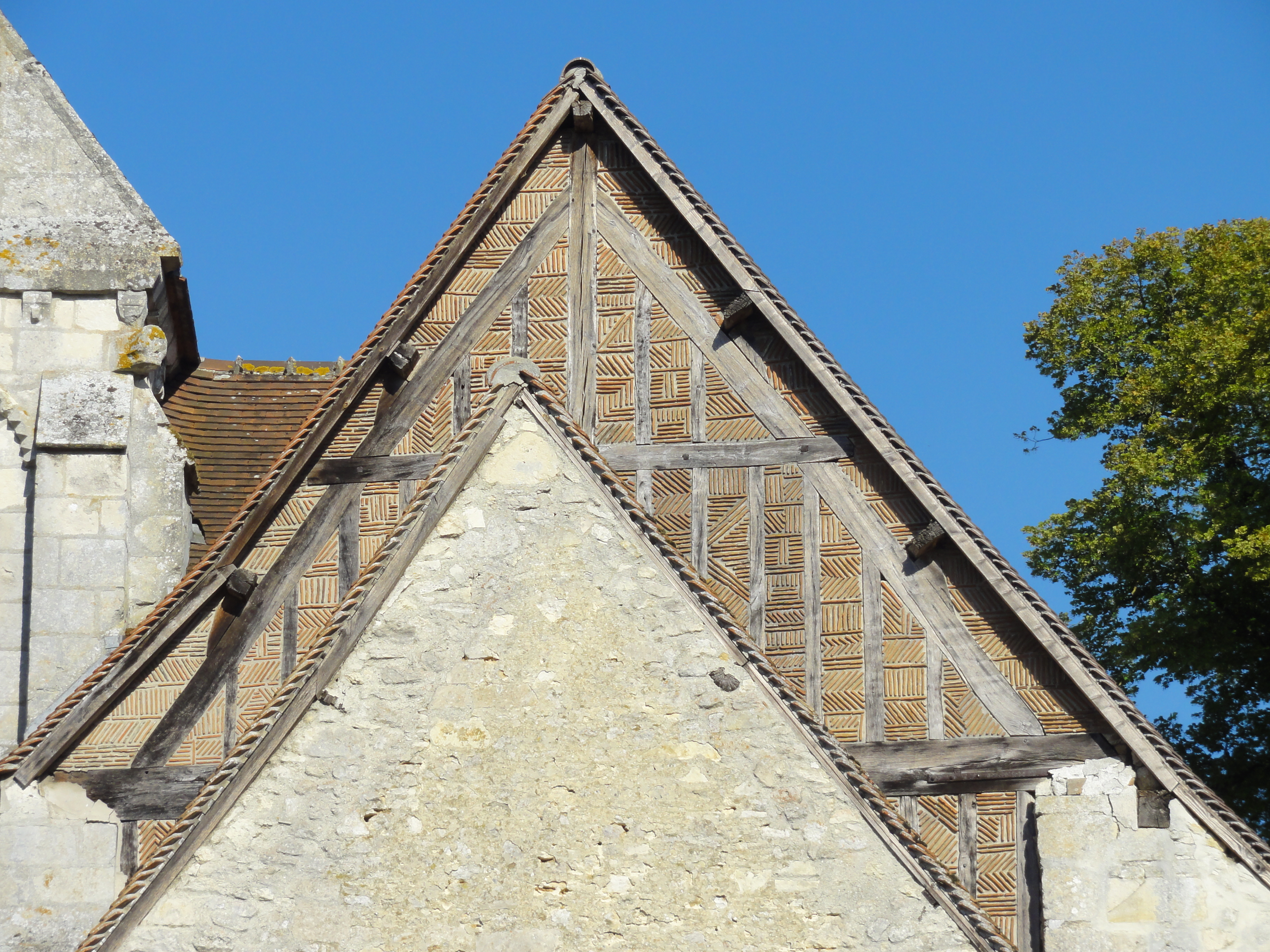
Les deux pignons du chevet.
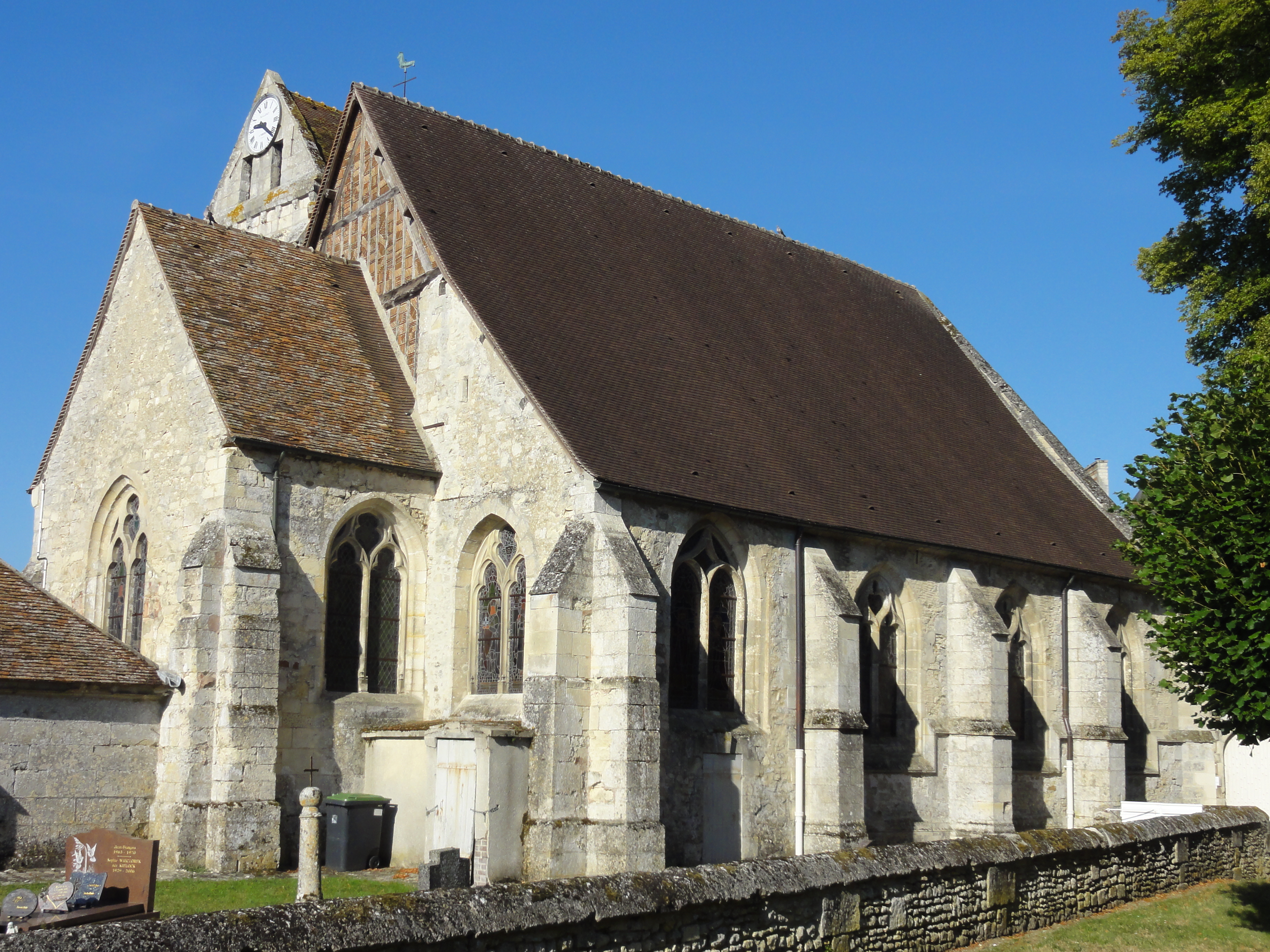
Vue générale depuis le nord-est.
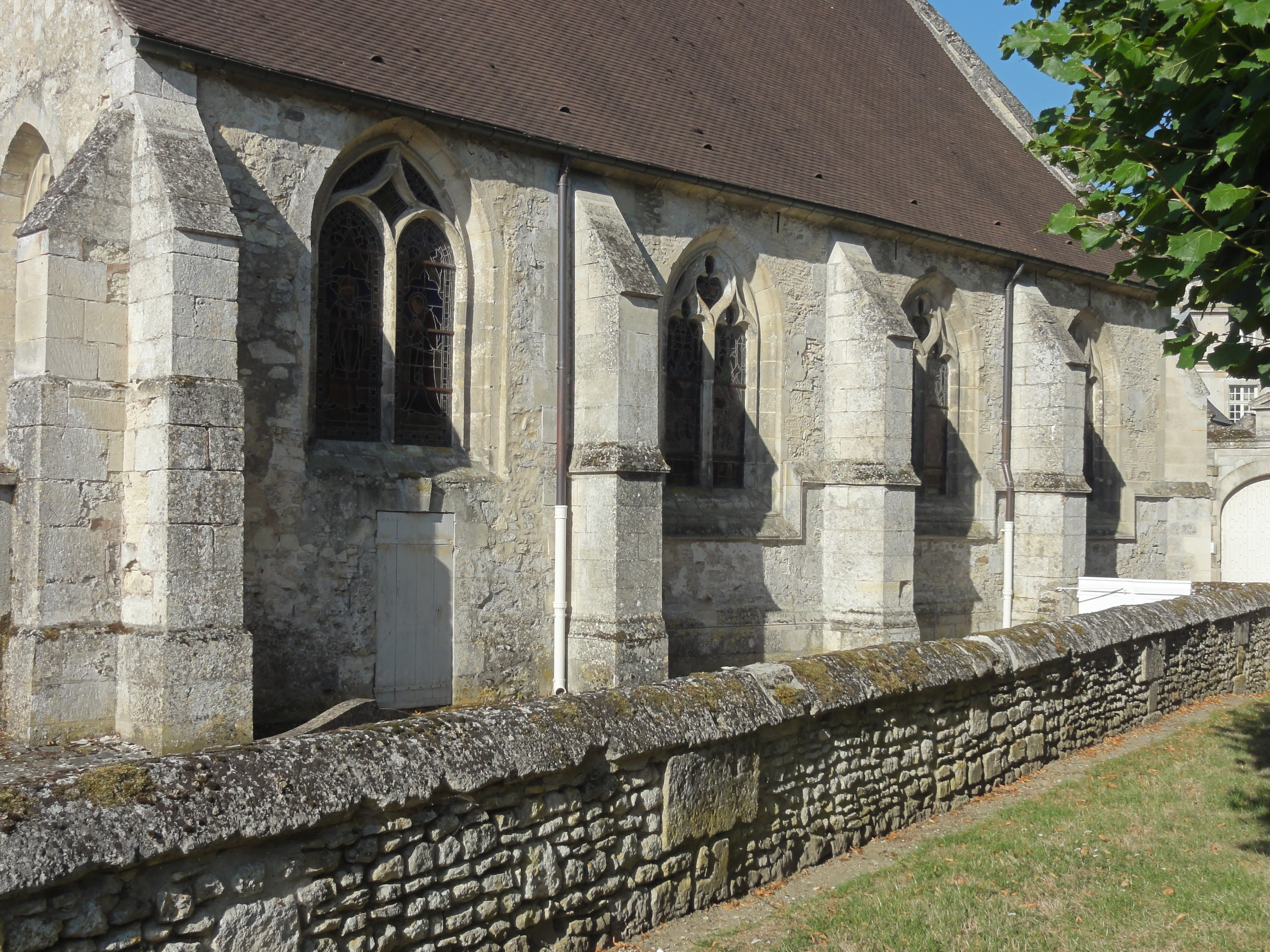
Chapelle de la Vierge et bas-côté nord.

## Mobilier

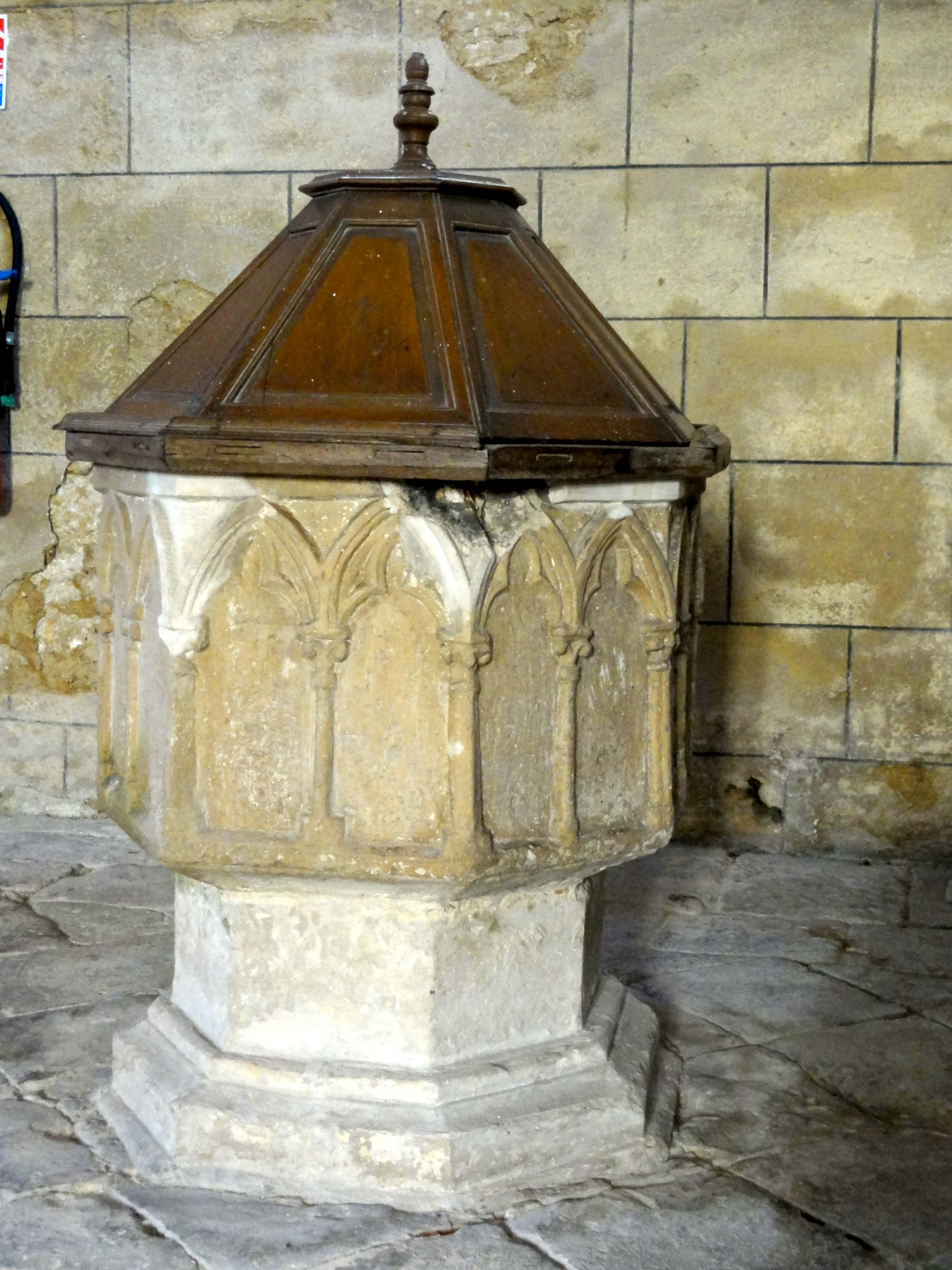
Fonts baptismaux.

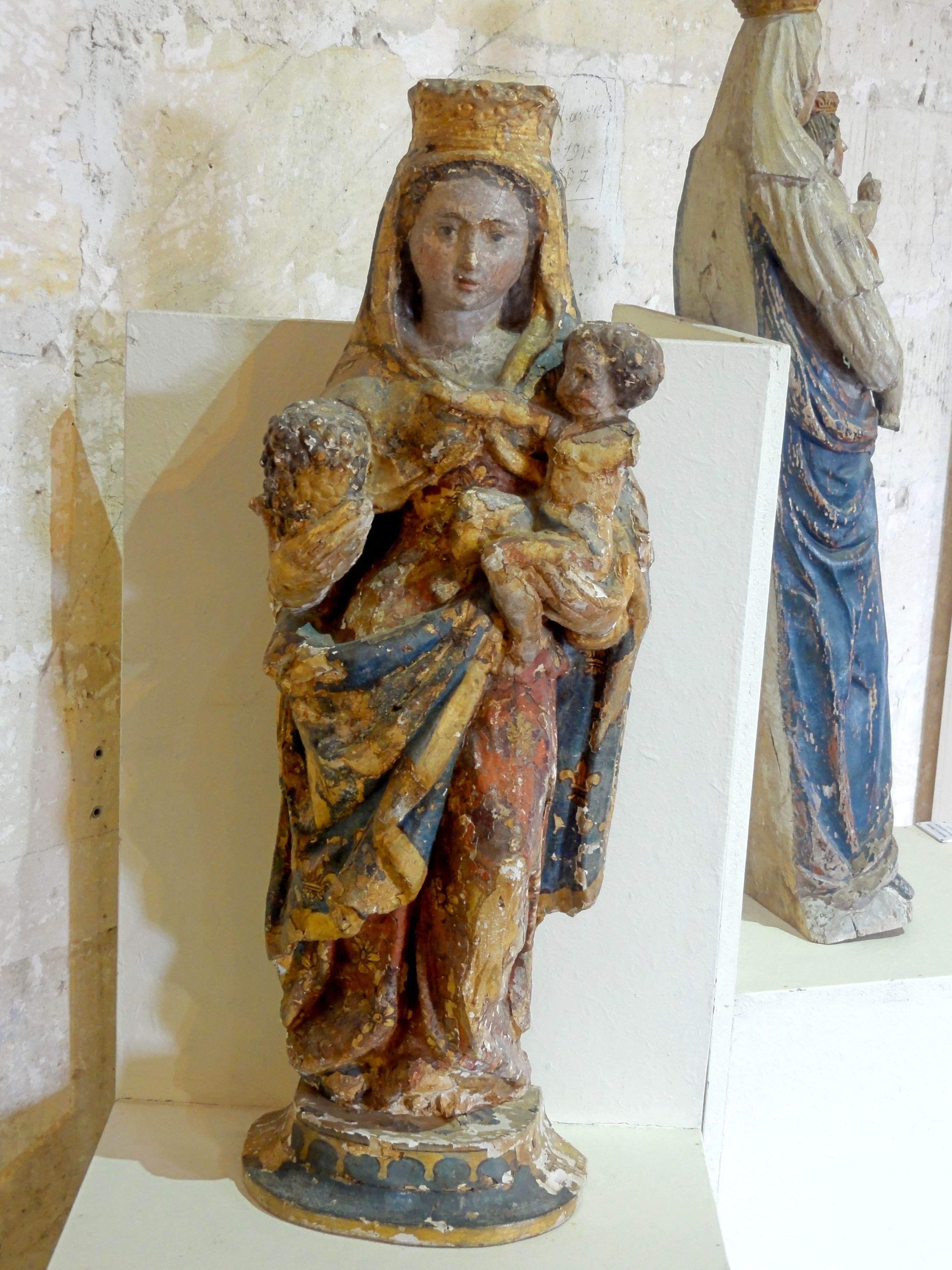
Vierge à l'Enfant.

Parmi le mobilier de l'église, neuf éléments sont classés ou inscrits monument historique au titre objet, dont les fonts baptismaux, une dalle funéraire, trois statues et quatre tableaux, dont deux à double face. Les statues sont conservées au musée de l'Archerie et du Valois de Crépy-en-Valois, et font partie de l'exposition permanente du département d'art sacré.

### Fonts baptismaux
Les fonts baptismaux, en pierre, mesurent 90 cm de longueur et 83 cm de hauteur sans le couvercle, et datent du XIIIe siècle. Ils se présentent sous la forme d'une cuve baptismale à infusion de plan octogonal, qui repose sur un pied de même plan, de diamètre plus réduit. Eugène Müller dit les fonts baptismaux en forme de ciboire. La cuve est sculptée, sur chacune de ses faces, de deux arcatures plaquées en tiers-point, qui inscrivent des têtes trilobées, et retombent sur des colonnettes aux chapiteaux de crochets. Les arcatures contigües se partagent les mêmes colonnettes. Quelques ragréages ont été effectués au ciment, et l'on note des éclats à la bordure. Le couvercle en bois, qui date du XIXe siècle, cache un couvercle en plomb, et l'intérieur de la cuve est revêtu d'un bassin octogonal également en plomb. Le pied n'est pas décoré, mais possède une base composé d'un boudin un peu angulaire, d'un large cavet, d'une baguette et d'un méplat. Ces fonts baptismaux sont classés depuis novembre 1912.

### Dalles funéraires
La dalle funéraire à effigie gravée d'un chevalier, en pierre calcaire taillée et polie et au décor incisé, mesure 245 cm de hauteur pour 127 cm de largeur, et date du XVIe siècle. L'on reconnait encore un chevalier, en pied et de face, les mains rejointes pour la prière, revêtu d'une armure et accompagné d'une épée. Le chien à ses pieds est un symbole de la fidélité. Des quadrilobes figurent aux angles. La moitié supérieure de la gravure de la dalle est effacée par l'usure. Le reste de l'épitaphe a été bûchée à la Révolution, et il est à présent complètement illisible. Geneviève Mazel a cependant retrouvé sa transcription dans une notice généalogique du XVIIe siècle conservée à la bibliothèque nationale de France : « Cy gist noble homme Mre de Ligny, chevalier, seigneur de Raray et Nodencourt [sic], capitaine de Pont-Sainte-Maxence, capitaine ordinaire pour le roi de 500 hommes de pied, lequel trespassa le 7 février 1515 ». Son épouse était Perrette de Bienfaite. L'un des deux blasons a également été bûché, mais l'autre est mieux conservé. Coupé, il est échiqueté en 1, et chargé d'une fasce en 2. Ces armoiries restent à identifier. La dalle est classée depuis novembre 1912,. L'on peut signaler la présence dans l'église d'une autre dalle funéraire à effigie gravée. Elle appartient à un prêtre, reconnaissable grâce à sa chasuble aux orfrois brodés. Cette dalle n'est pas encore classée.

### Statues
- La statue de sainte Barbe, en bois polychrome, mesure 73 cm de hauteur et date du XVIIIe siècle. Elle est inscrite depuis mai 1996, et exposée au musée de Crépy-en-Valois[18].
- La statue de saint Roch, ou plutôt que saint Jacques, en bois polychrome, mesure 133 cm de hauteur et date du XVIe siècle. L'iconographie évoque clairement saint Jacques le Majeur : chapeau à large rebord, bourdon de pèlerin, besace. L'œuvre est elle aussi inscrite depuis mai 1996, et exposée au musée de Crépy-en-Valois[19].
- La statue de la Vierge à l'Enfant, en bois polychrome, mesure 77 cm de hauteur et date du XVIe siècle. Elle est elle aussi inscrite depuis mai 1996, et exposée au musée de Crépy-en-Valois[20].
- Le Christ en croix de la nef, en bois polychrome, représente le dernier élément du statuaire antérieur à la Révolution qui est encore conservé sur place. Il n'est pas protégé au titre des monuments historiques.

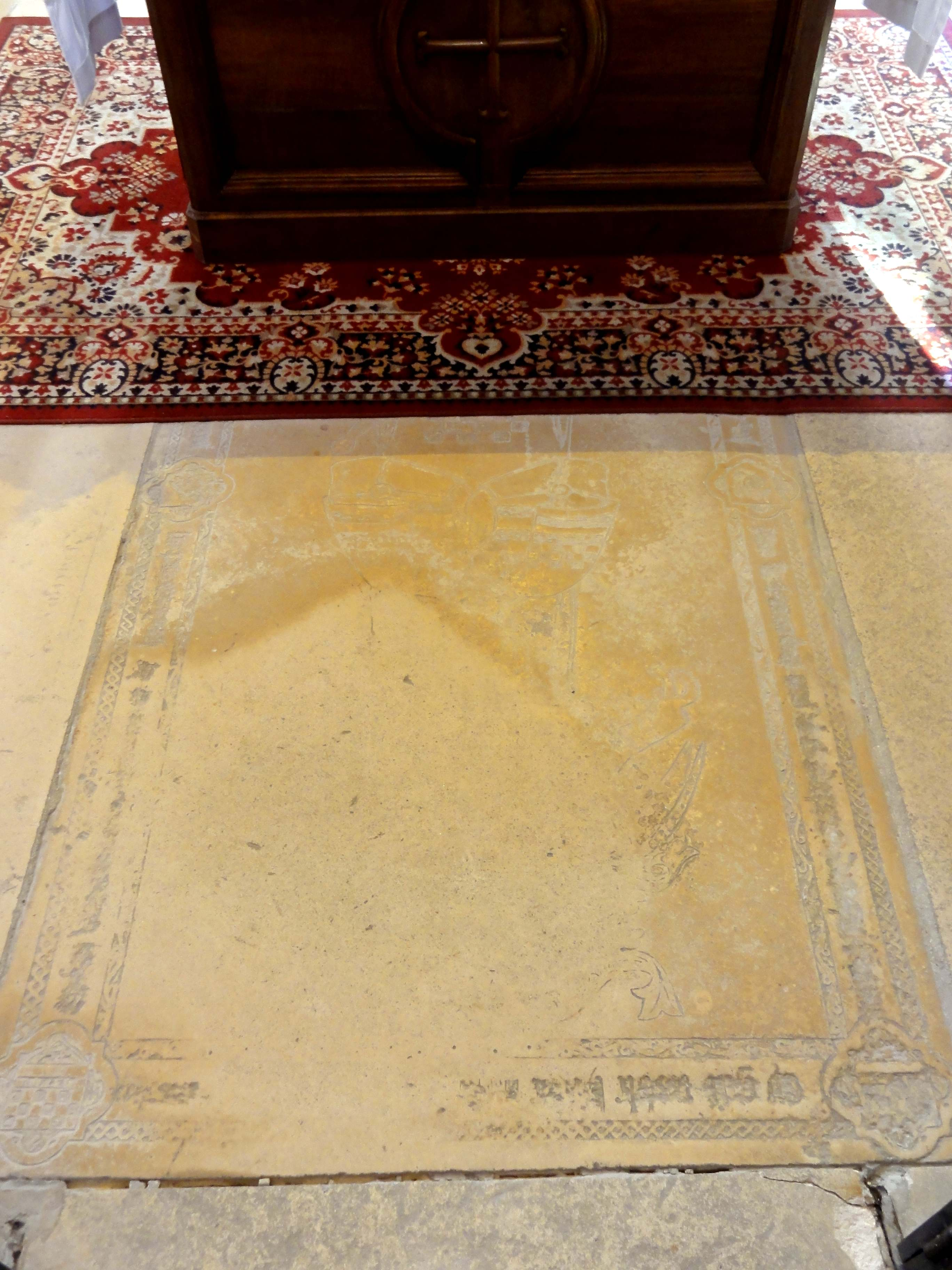
Dalle funéraire à effigie gravée du XVIe.
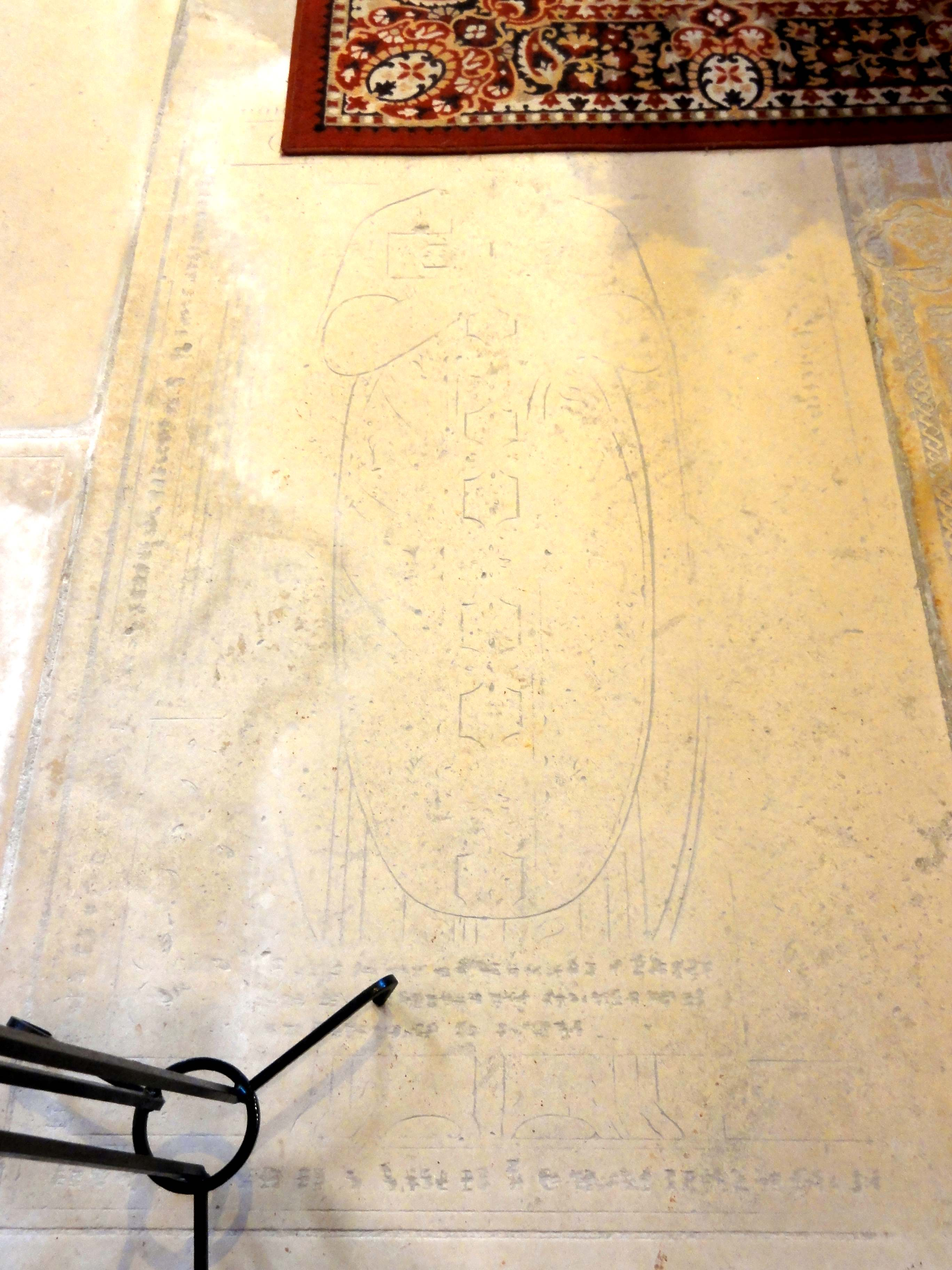
Dalle funéraire à effigie gravée d'un curé de Raray.
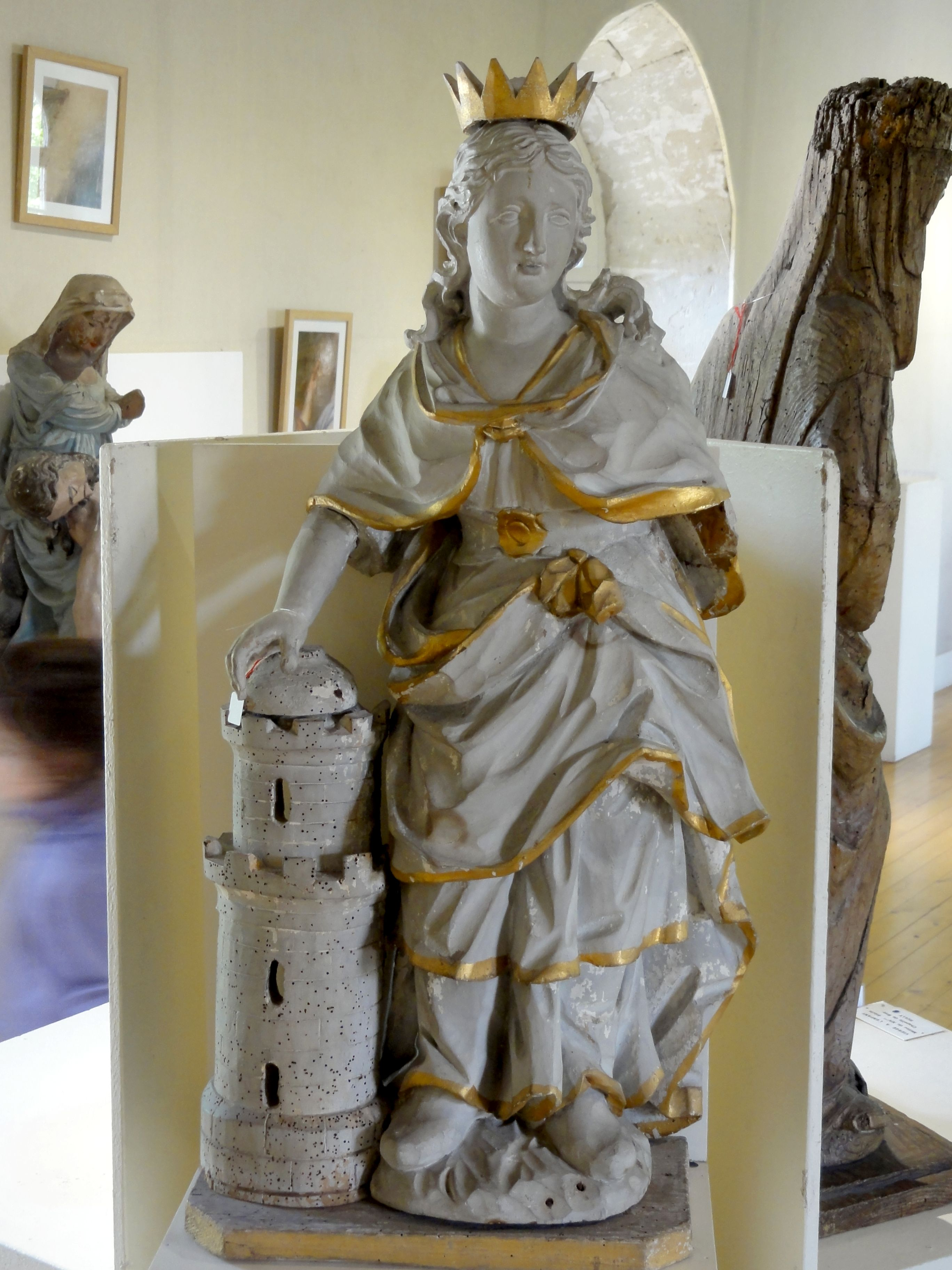
Sainte Barbe.
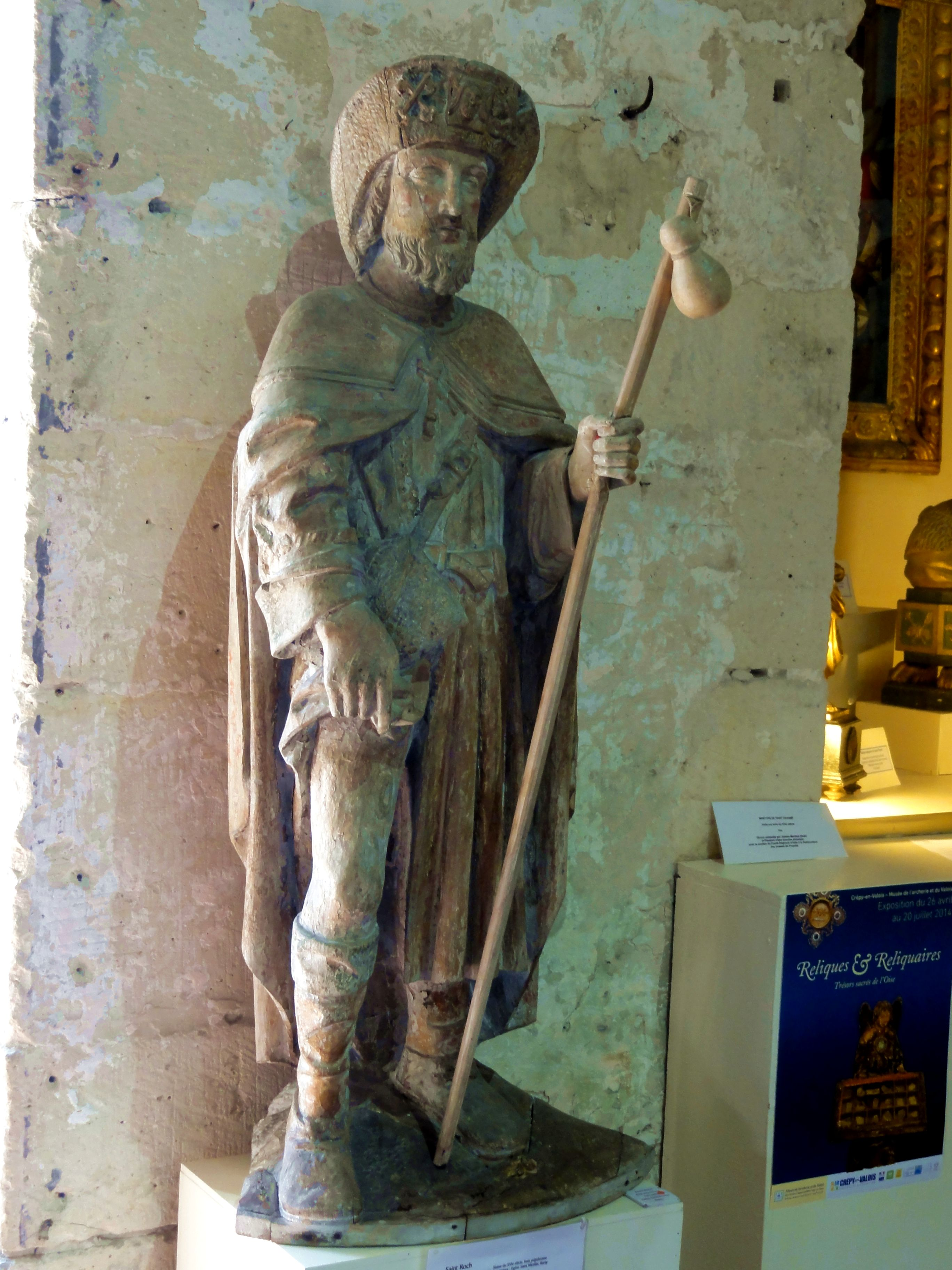
Saint Jacques.
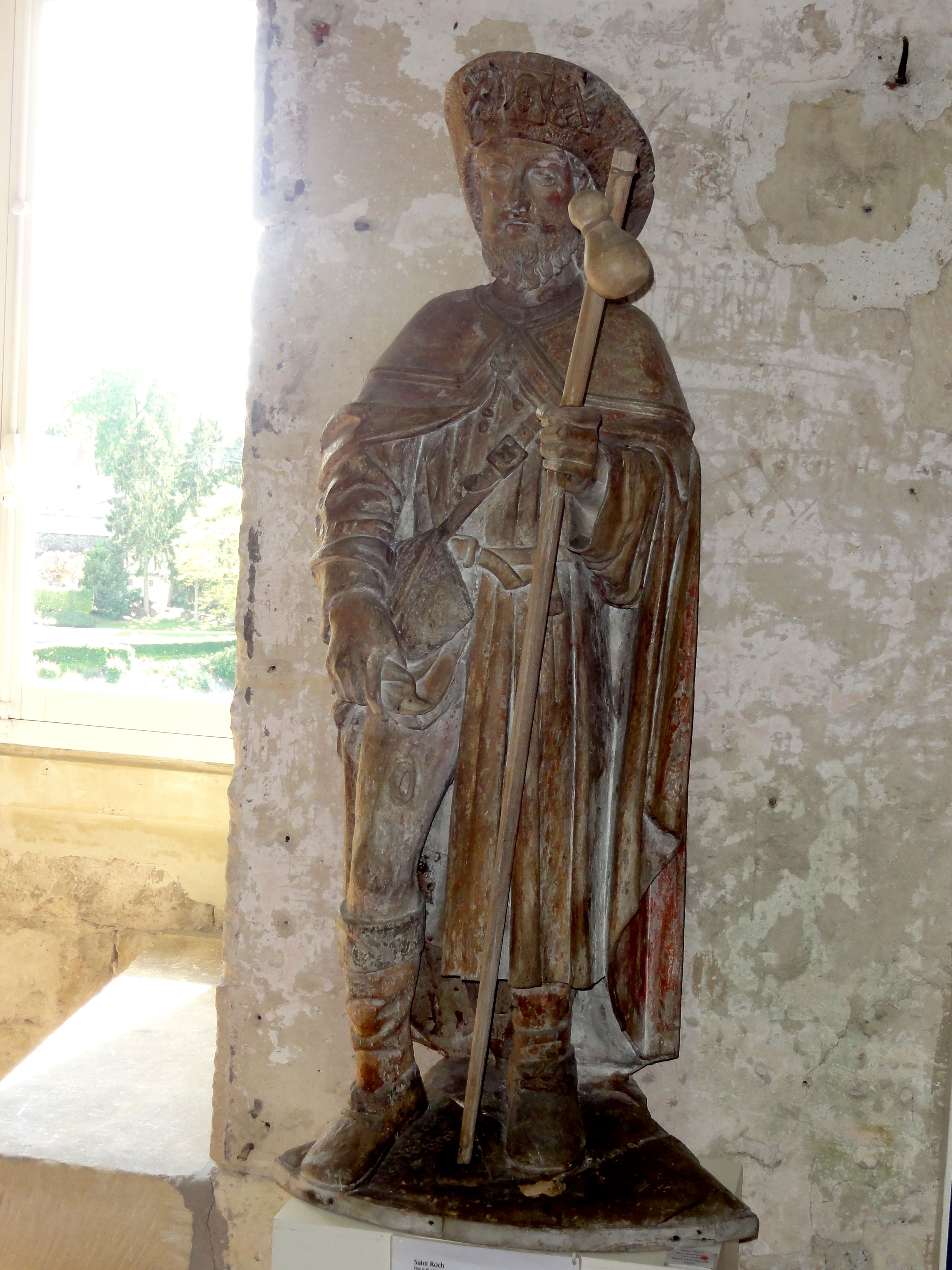
Saint Jacques.
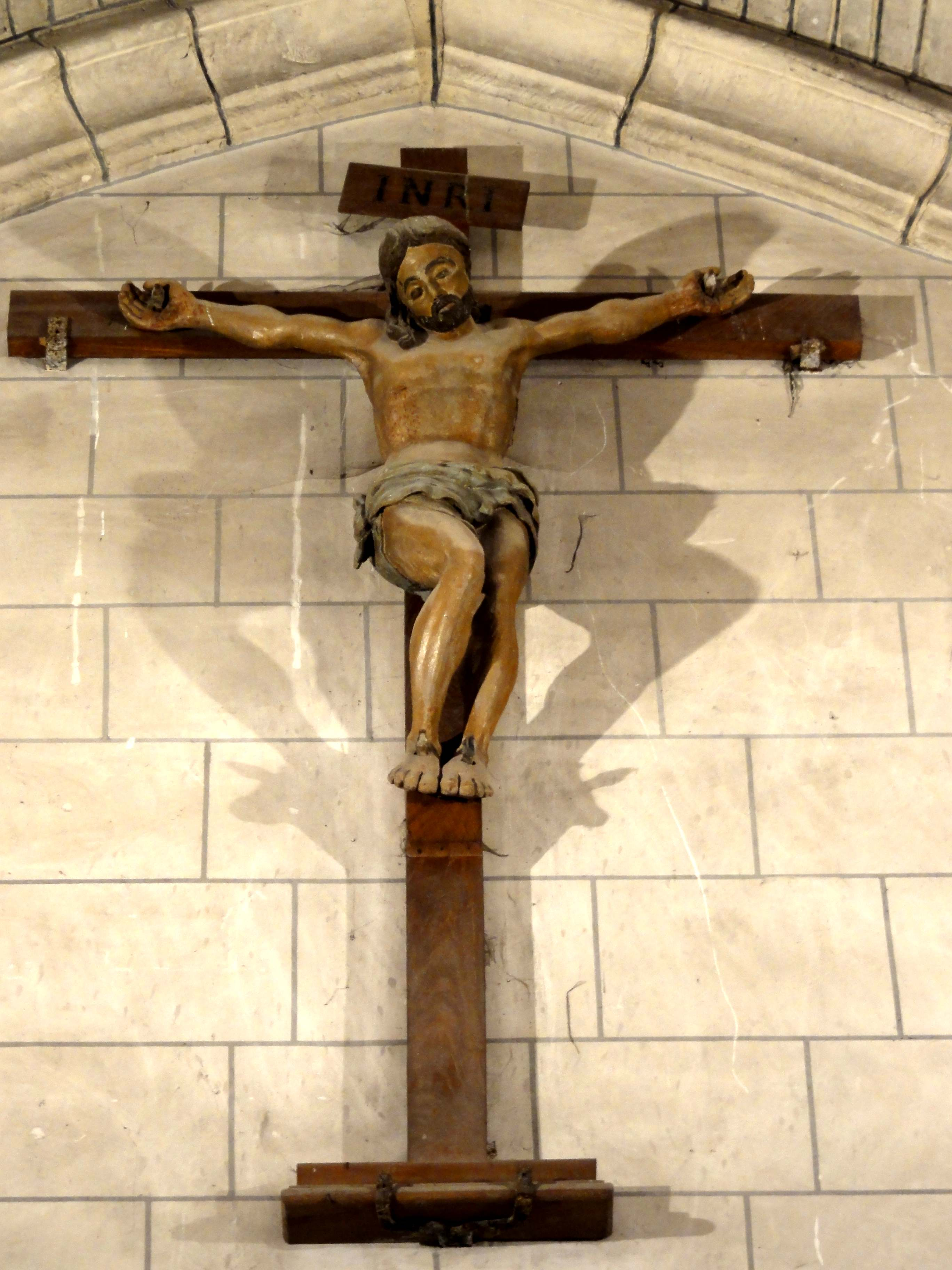
Christ en croix.

### Peinture
- Le tableau représentant l'Adoration des Mages est peint à l'huile sur toile. Il mesure 185 cm de hauteur pour 146 cm de largeur, et date du XVIIIe siècle. L'œuvre a bénéficié d'une restauration, et est inscrite depuis février 1993[21].
- Le tableau représentant saint Simon Stock au Mont Carmel est peint à l'huile sur toile. Il mesure 180 cm de hauteur pour 165 cm de largeur, et date du XVIIIe siècle. Cette œuvre a également bénéficié d'une restauration, et est elle aussi inscrite depuis février 1993[22].
- Un panneau de polyptyque à double face représente la Visitation de la Vierge Marie et la Circoncision de Jésus. Il est en bois feuillu, peint à l'huile, et mesure 185 cm de hauteur pour 59 cm de largeur à l'ouverture du cadre. Malgré une restauration, la couche picturale est en partie écaillée sur le panneau représentant la Circoncision. Le donateur est représenté au premier plan, agenouillé devant un prie-Dieu. Contrairement à ce qu'affirme le rédacteur du dossier de protection, il ne se nomme pas Armando Vinces : Eugène Müller explique dès 1894 que les mots qui se lisent sur le phylactère qui figure sur la tenture recouvrant le pupitre correspondent à la première moitié de la devise « Amando vinces meminisse laborum » (l'affection vous fera triompher du souvenir de vos labeurs). L'autre moitié de la devise se trouve sur le panneau de l'Adoration des bergers (voir ci-dessous). Eugène Müller identifie également les armoiries avec celles de Jean Muldrac, curé de Raray. La date de 1609 est inscrit sur le pupitre. Avec un autre panneau de polyptyque qui est du même style et date de la même année, l'œuvre est classée depuis novembre 1912[8],[23].
- Un deuxième panneau de polyptyque à double face représente l'Annonciation faite à Marie et l'Adoration des bergers, et est analogue au précédent, avec lequel il forme un ensemble homogène. Ici, c'est le panneau représentant l'Adoration des bergers dont la couche picturale est écaillée. Deux donateurs sont agenouillés de part et d'autre du pupitre, au premier plan. L'un, un moine, est le même que sur le panneau représentant la Circoncision. Sur le panneau représentant l'Annonciation, le phylactère de l'archange Gabriel dit « tecum dominus ave gratia plena » (le seigneur est avec vous, je vous salue [Marie], pleine de grâce)[24].

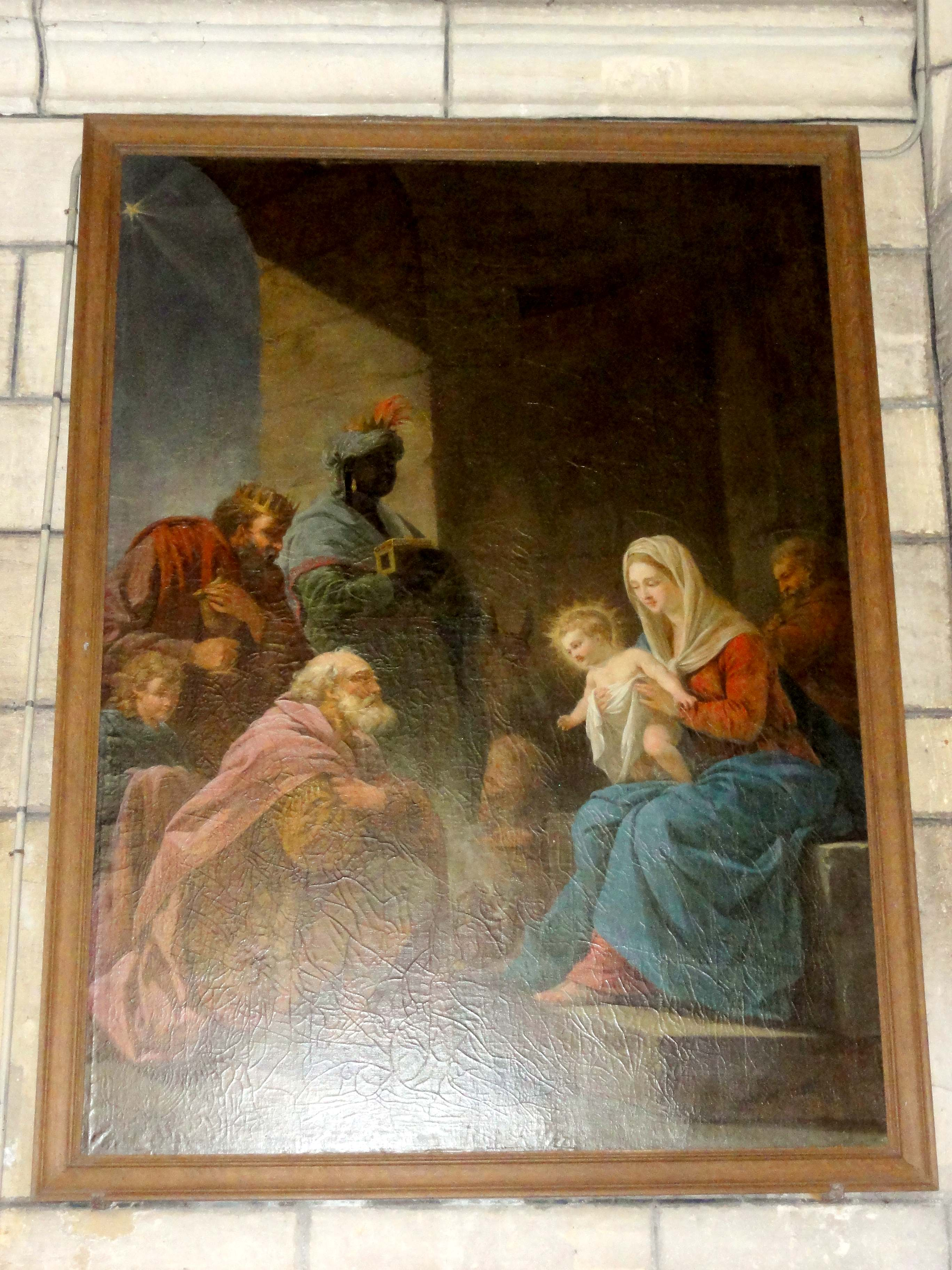
Adoration des Mages.
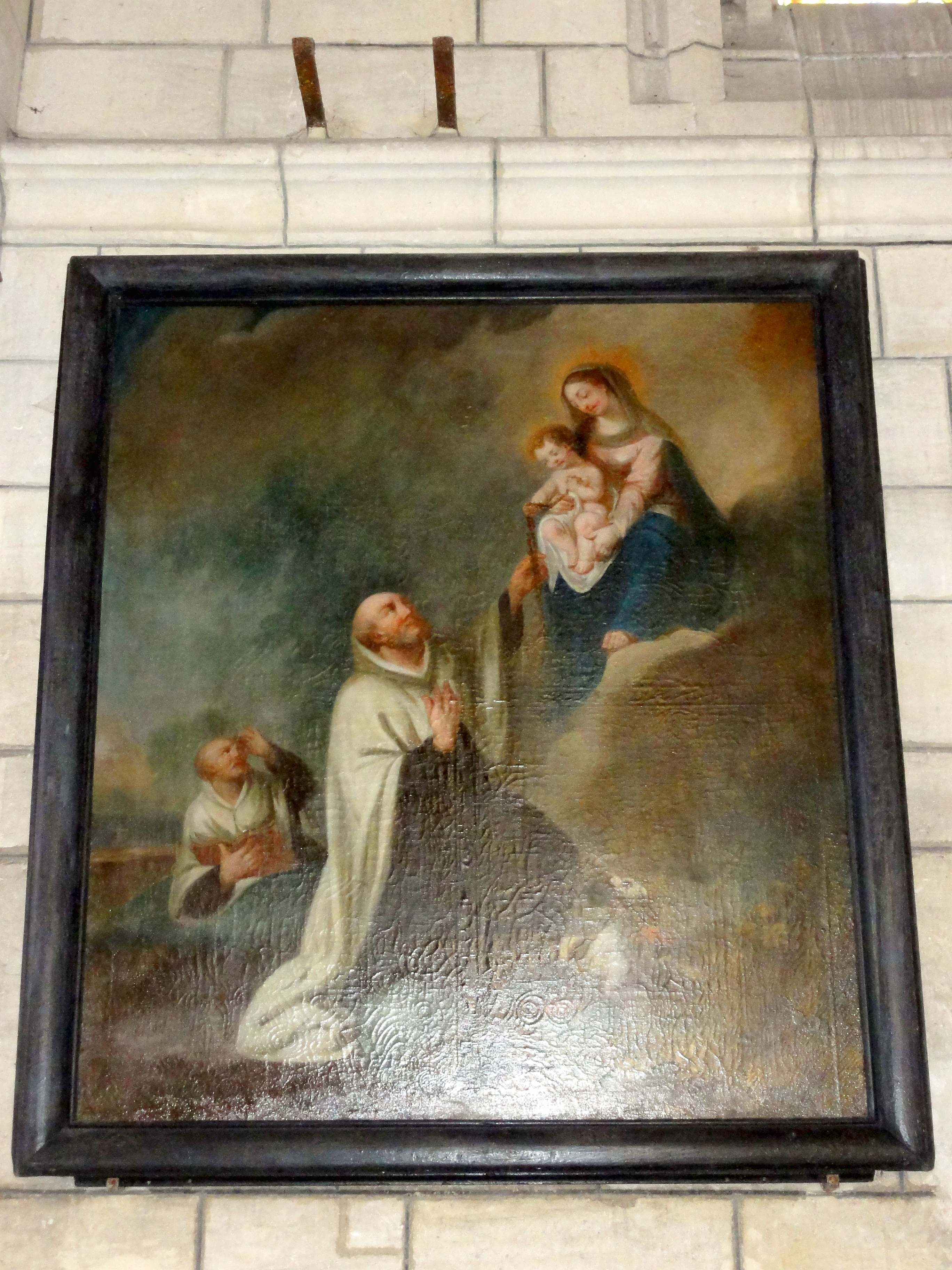
Saint Simon Stock au mont Carmel.
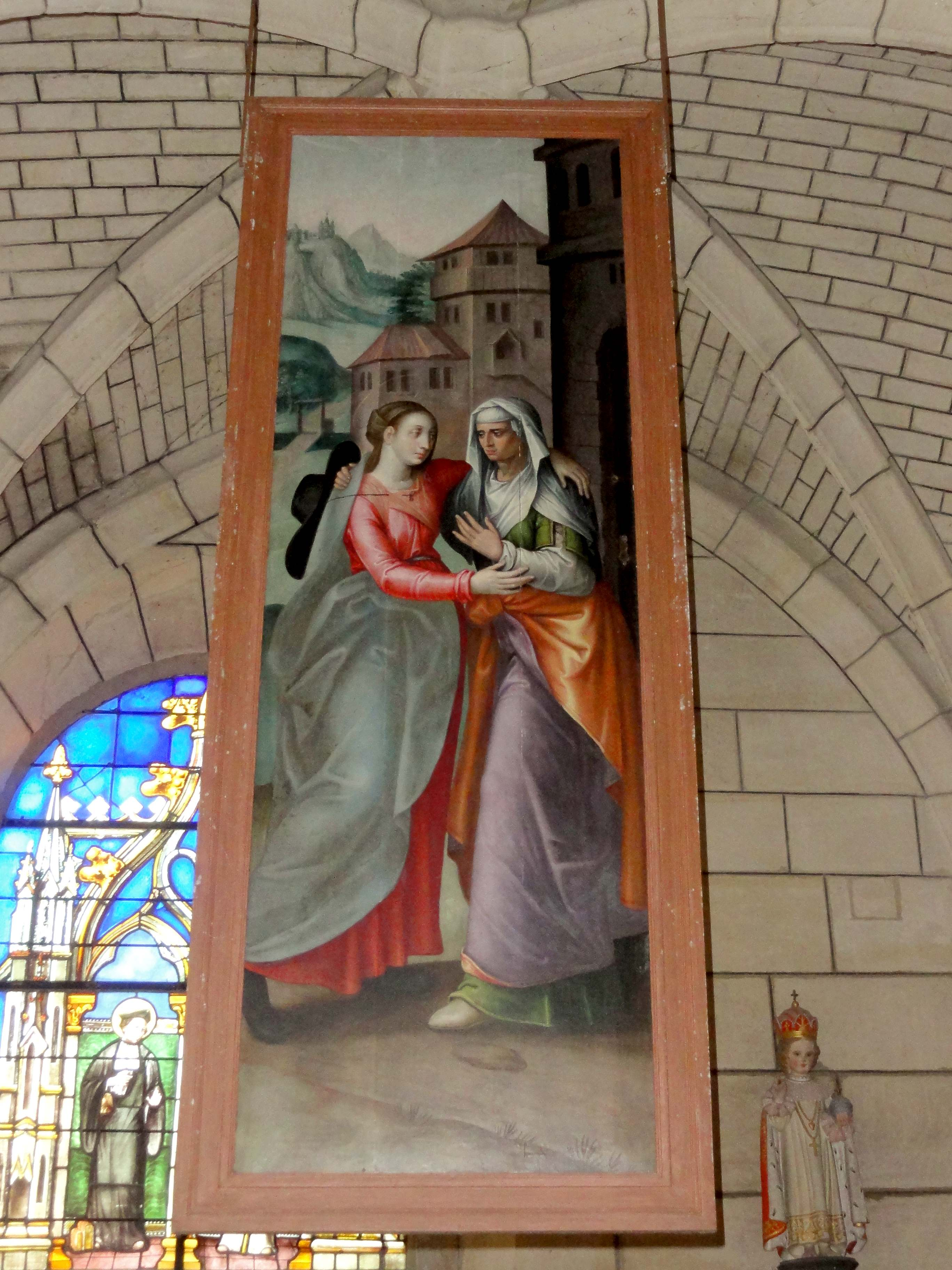
Visitation de la Vierge Marie.
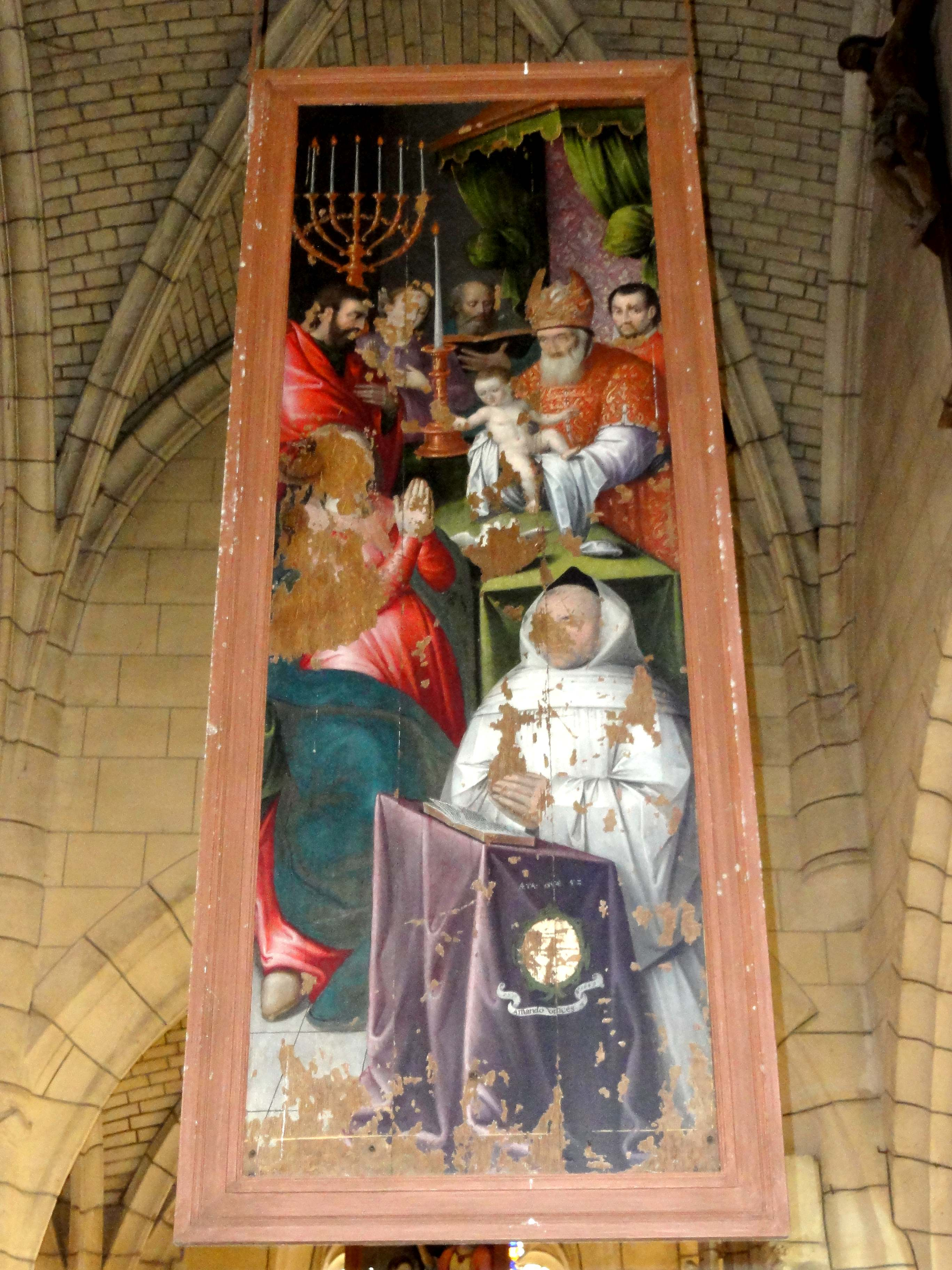
Circoncision de Jésus.
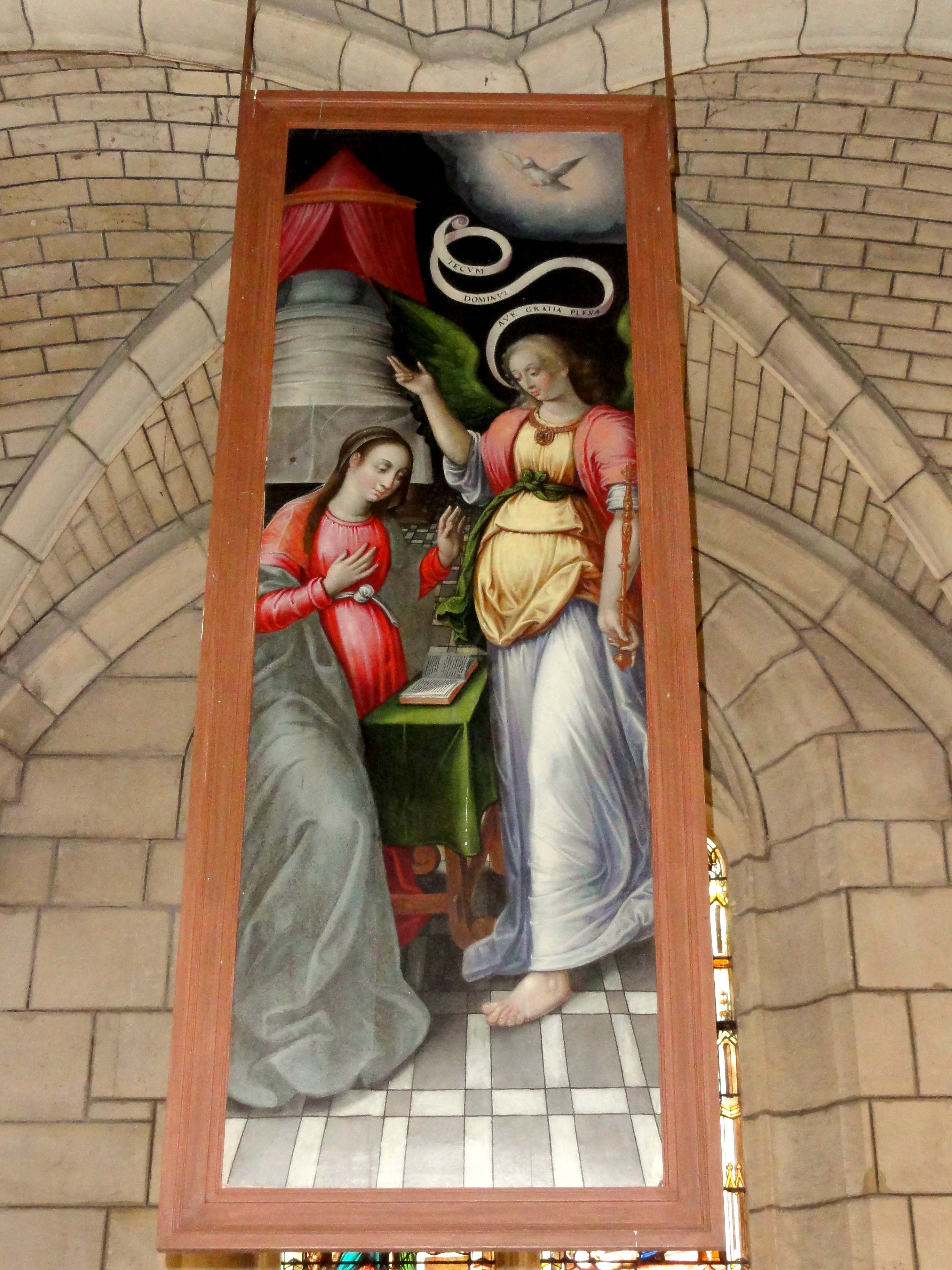
Annonciation faite à Marie.
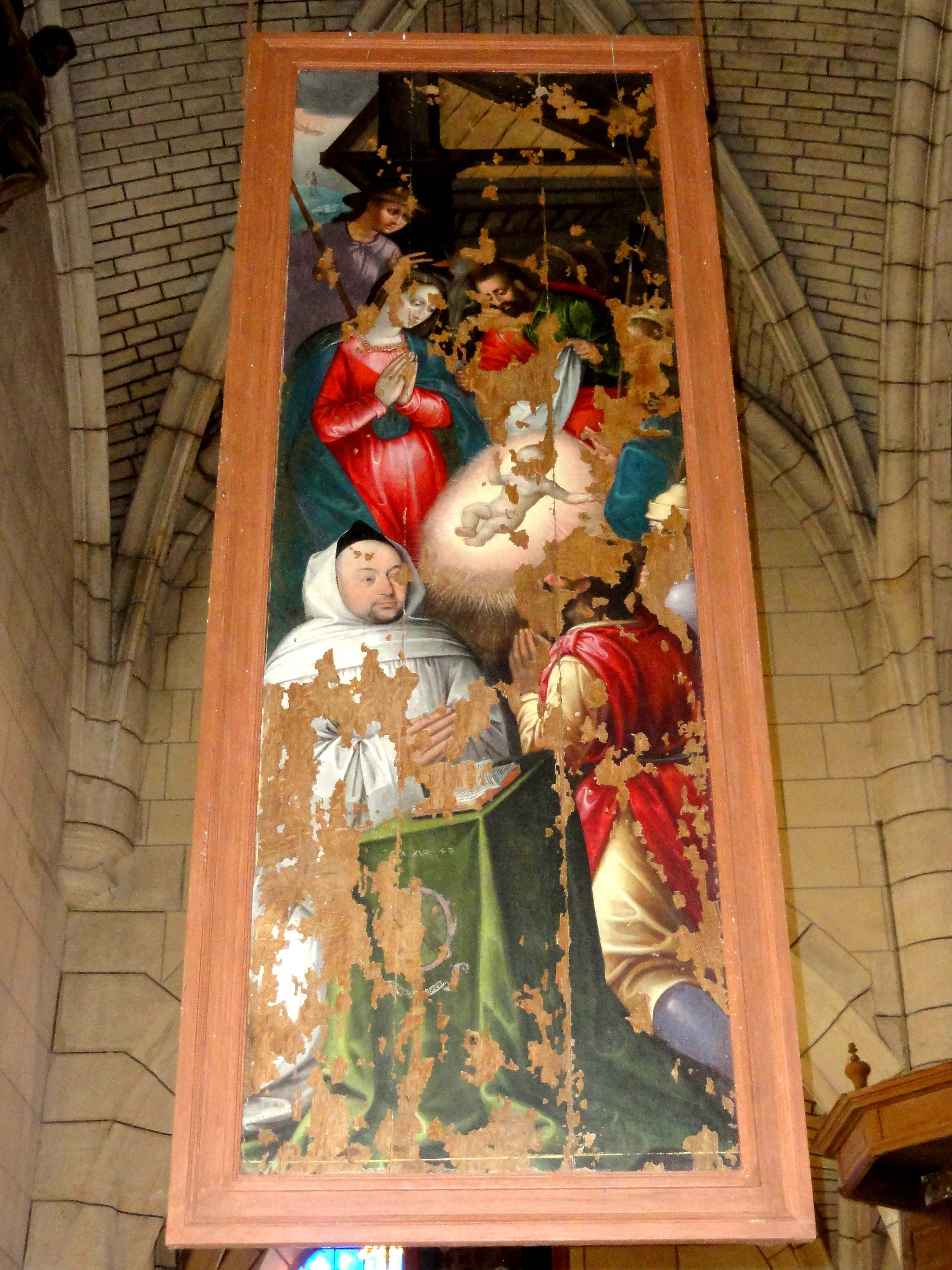
Adoration des bergers.